# Plante medicinale

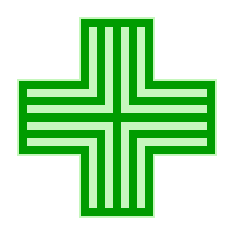

Plantele medicinale sunt specii vegetale, cultivate sau spontane, care prin 
compoziția lor chimică au proprietăți farmaceutice și sunt folosite în terapeutica umană și veterinară.

## Valoarea terapeutică
Valoarea terapeutică a plantelor medicinale are la bază relația dintre structura chimică a substanțelor active, numite și principii active, și acțiunea lor farmacodinamică pe care o exercită asupra elementelor reactive ale organismului.
Faptul că majoritatea plantelor medicinale au o compoziție chimică complexă începând de la 2-3 compuși până la 30-40 substanțe chimice identificate în unele plante, cum ar fi speciile genurilor Digitalis, Vinca, Claviceps, Papaver etc., explică și proprietățile farmacodinamice multiple ale uneia și aceeași plante. 
Lucrurile se complică atunci când avem de-a face cu amestecuri de plante cunoscute sub denumirea de "ceaiuri medicinale" sau "specii medicinale" sau amestecuri de tincturi, de pulberi de plante, sau alte forme farmaceutice complexe.

## Principalele plante medicinale
Lista următoare cuprinde principalele plante medicinale ordonate alfabetic

## A

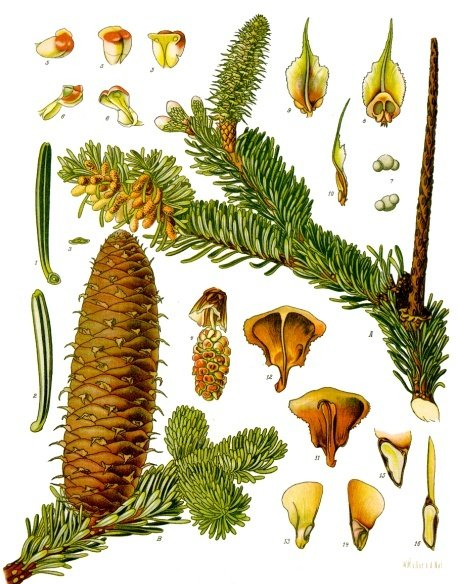
Abies alba Miller
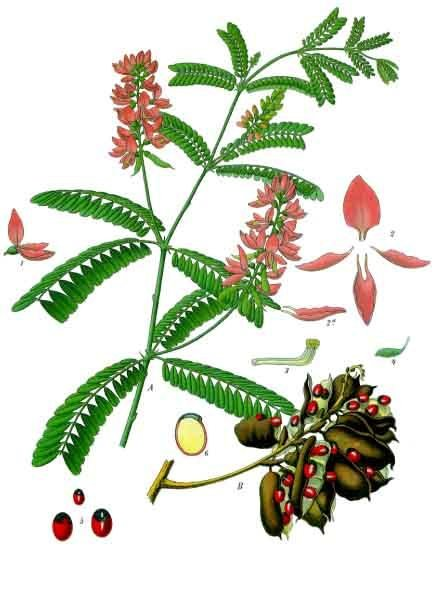
Abrus precatorius L.
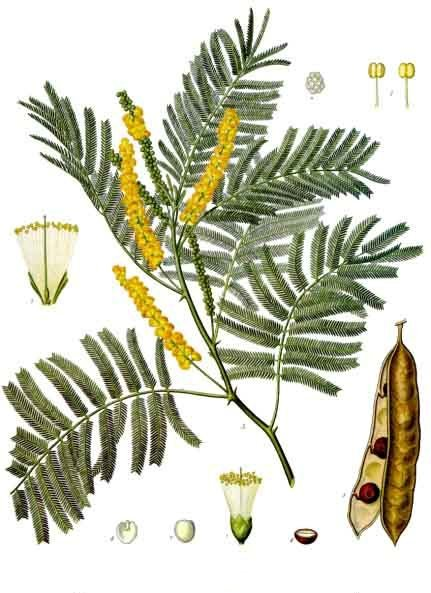
Acacia catechu (L.f.) Willd.
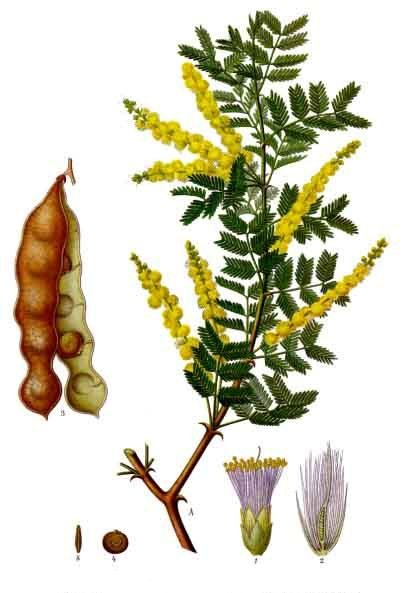
Acacia senegal (L.) Willd.
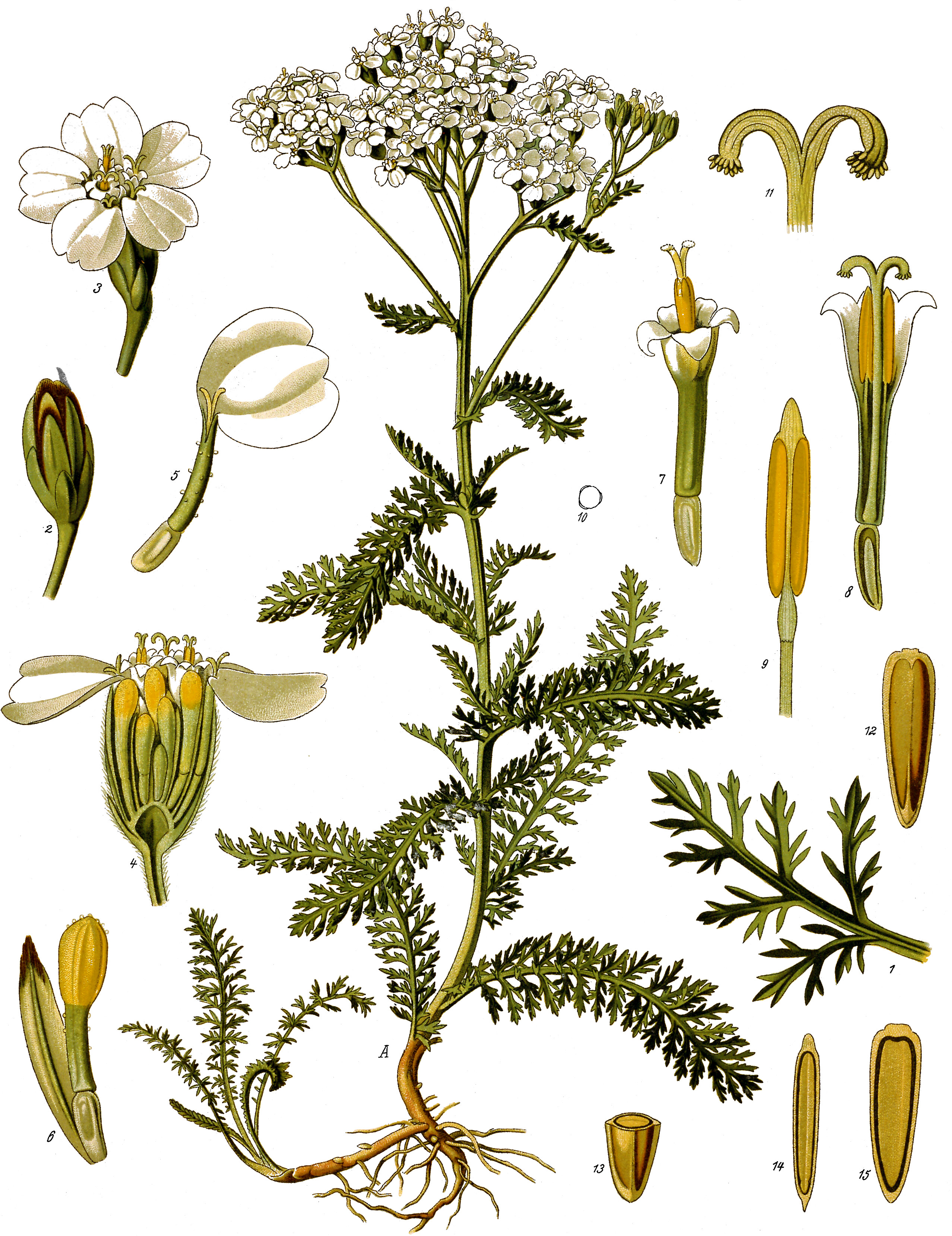
Achillea millefolium L.
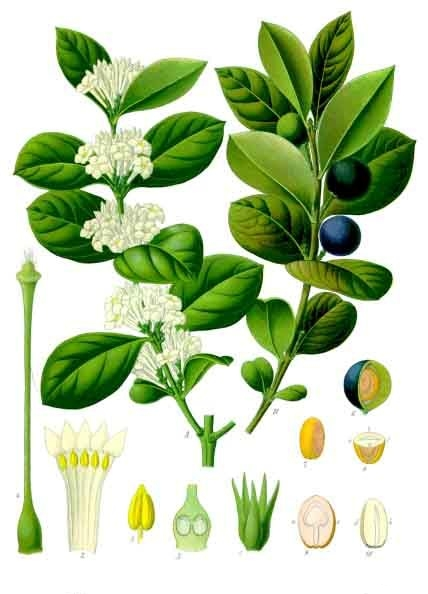
Acokanthera abyssinica K.Schum.
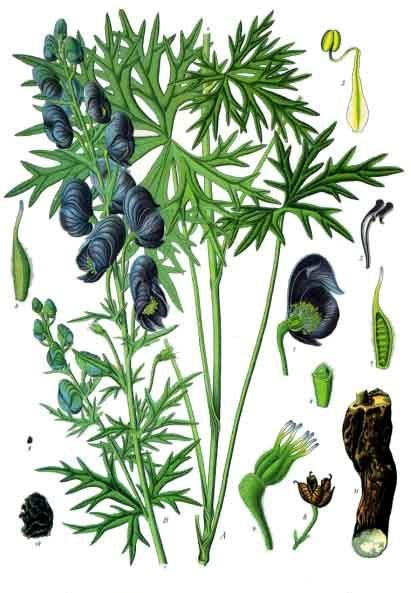
Aconitum ferox Wall. ex Ser.
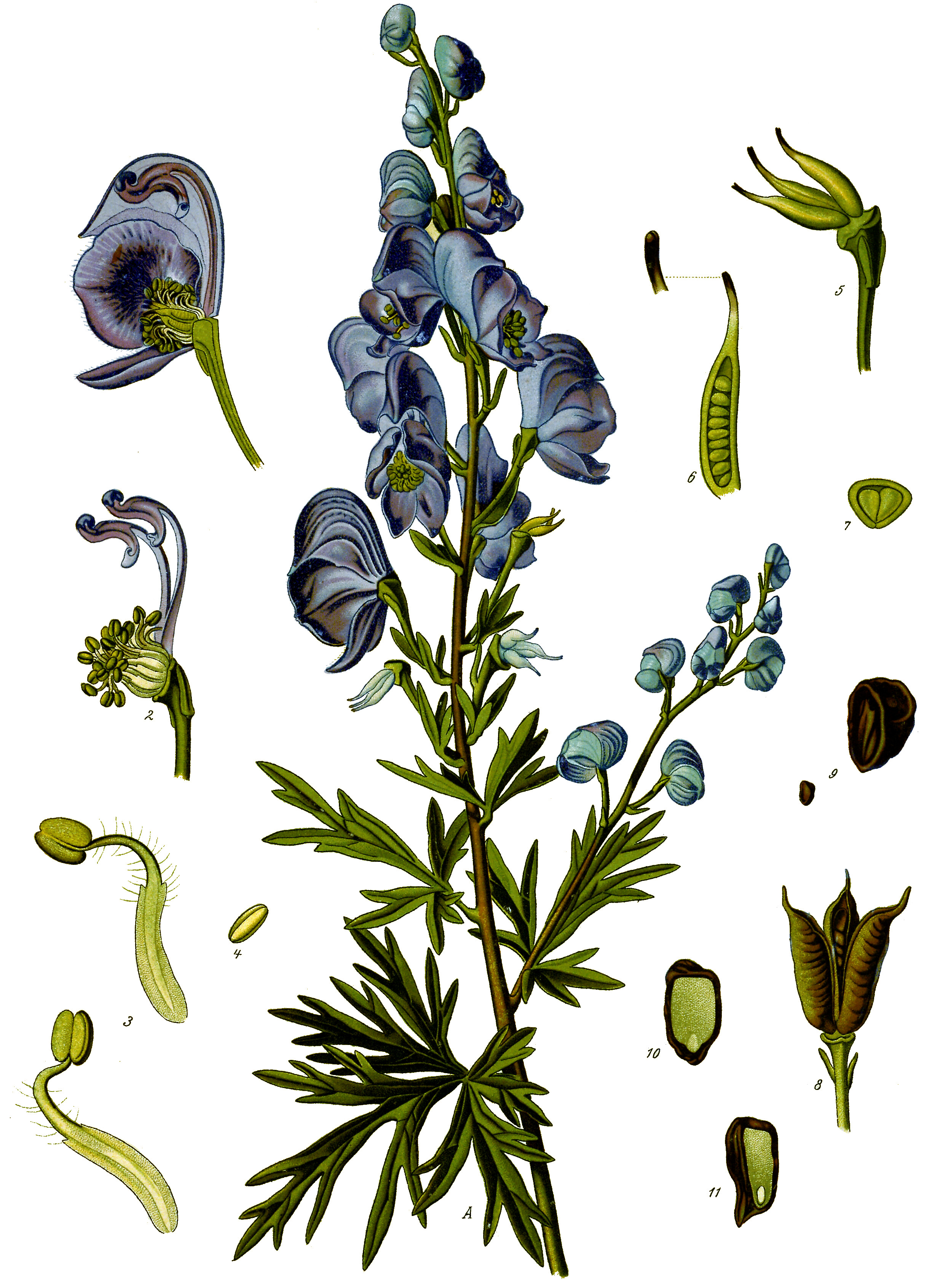
Aconitum napellus L.
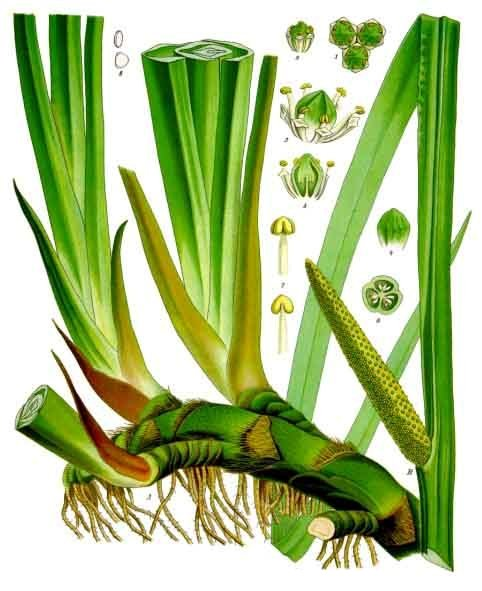
Acorus calamus L.
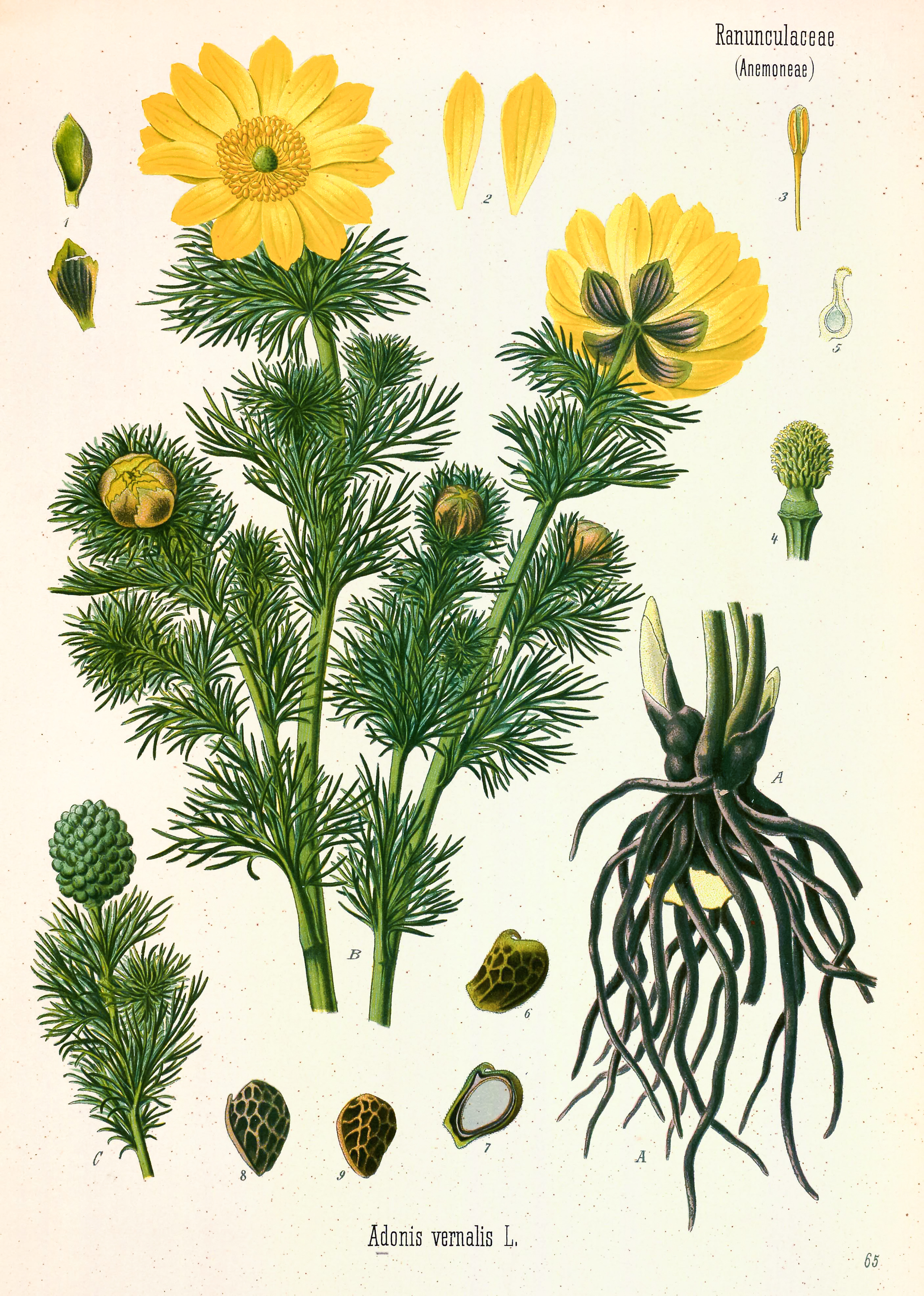
Adonis vernalis L.
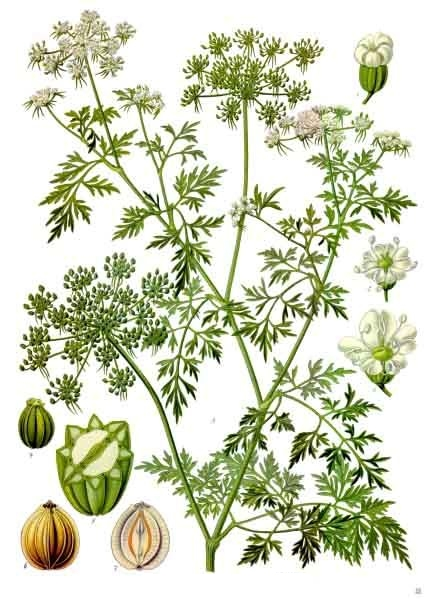
Aethusa cynapium L.
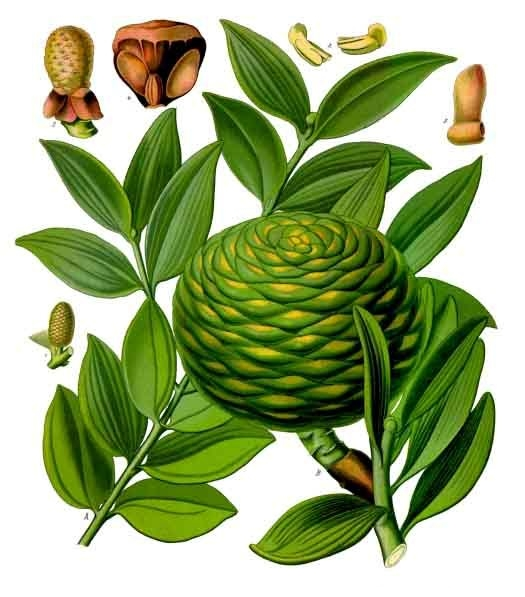
Agathis dammara (Lamb.) Rich.
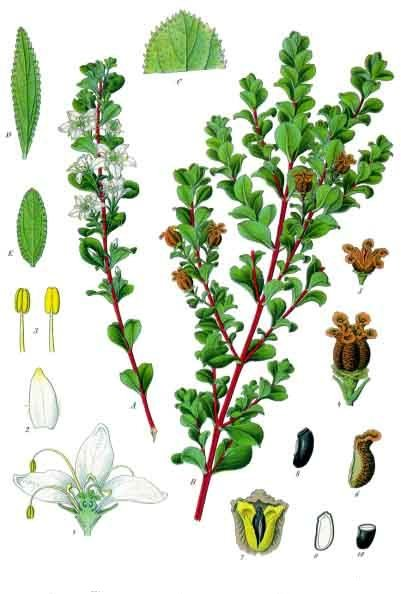
Agathosma betulina (P.J.Bergius) Pillans
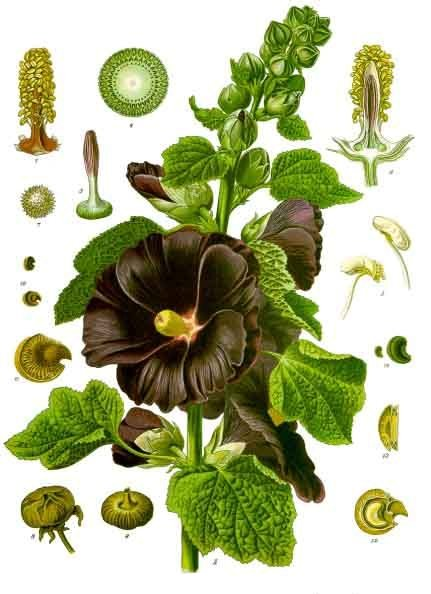
Alcea rosea L.
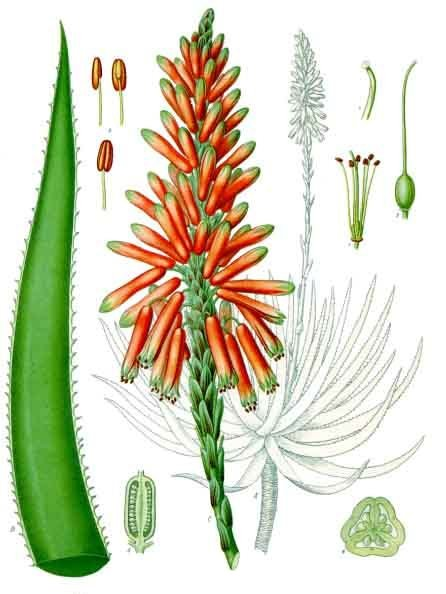
Aloe succotrina Lam.
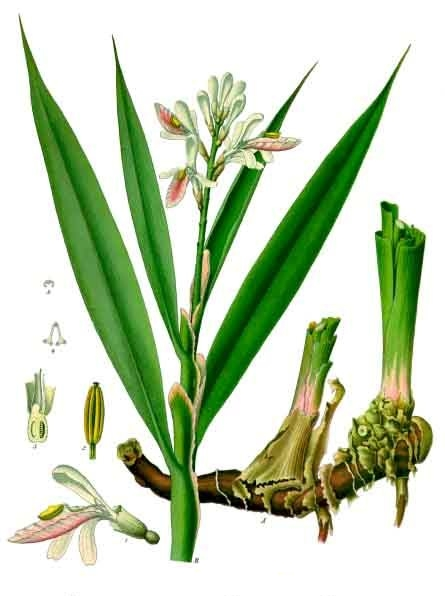
Alpinia officinarum Hance
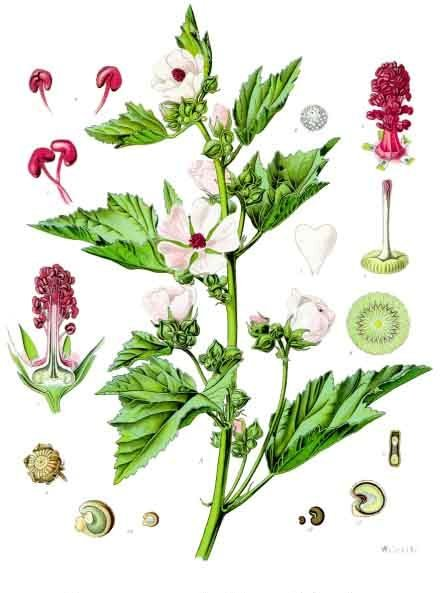
Althaea officinalis L.
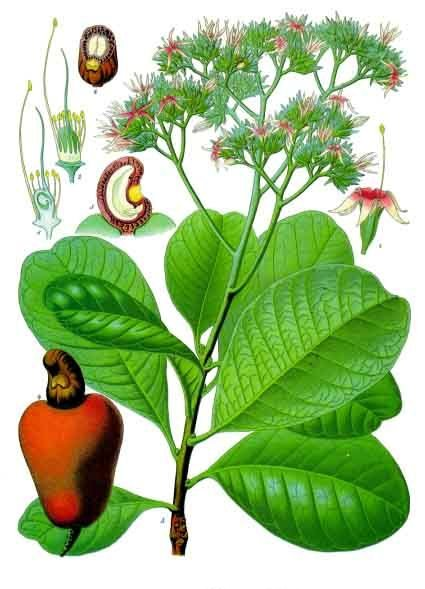
Anacardium occidentale L.
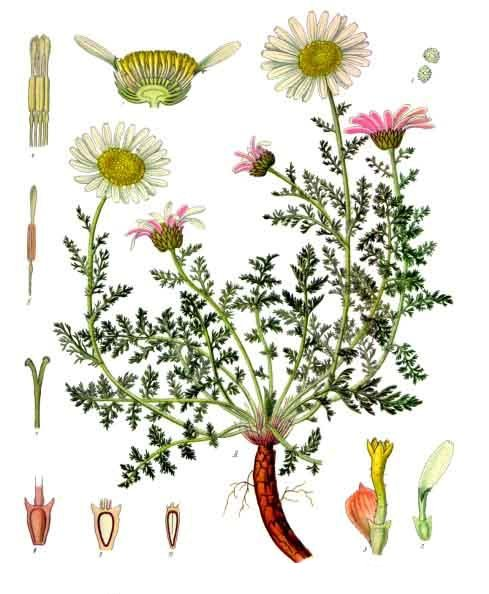
Anacyclus pyrethrum (L.) Link
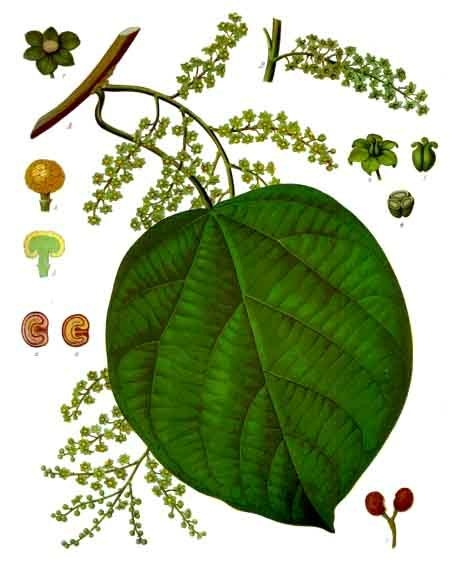
Anamirta cocculus (L.) Wight & Arn.
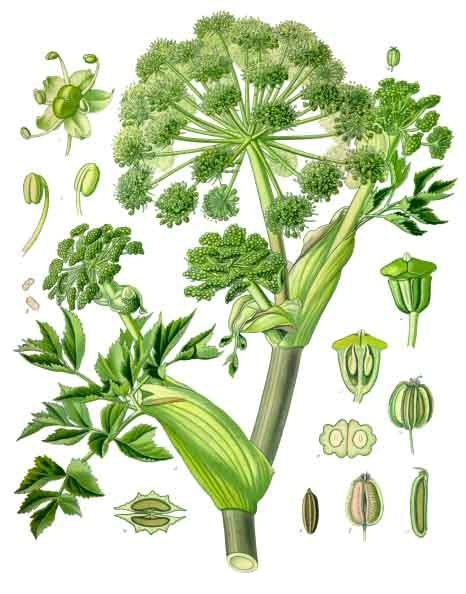
Angelica archangelica L.
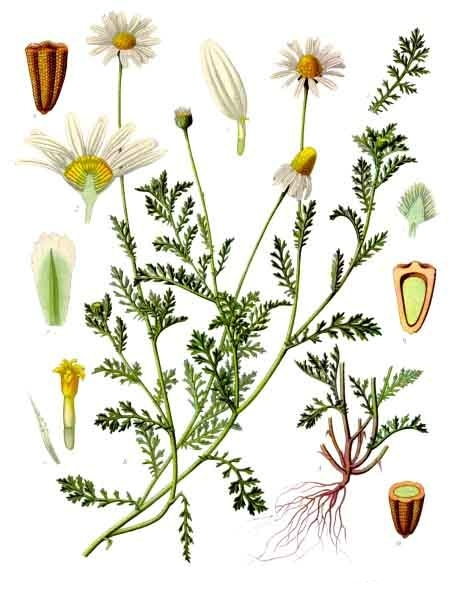
Anthemis arvensis L.
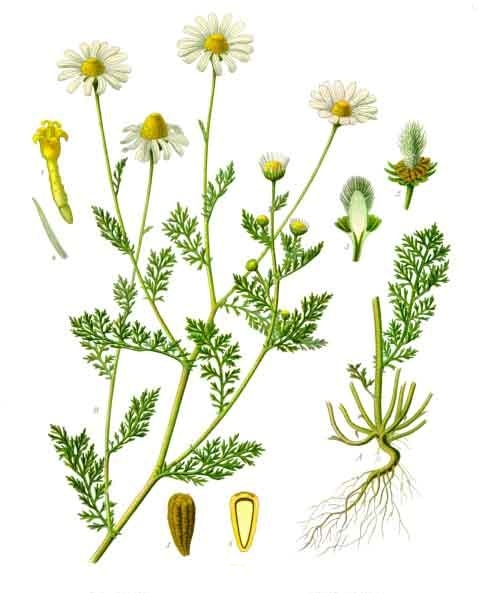
Anthemis cotula L.
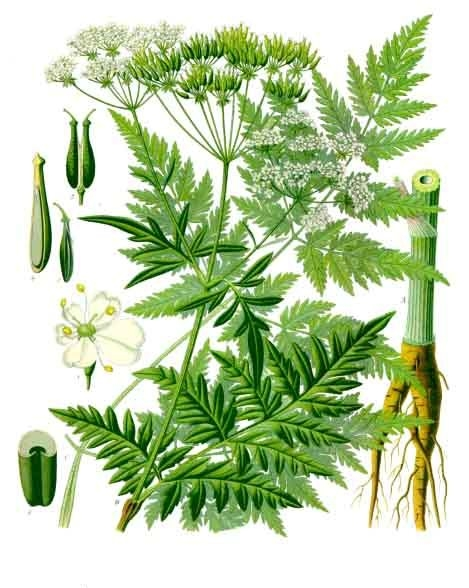
Anthriscus sylvestris (L.) Hoffm.
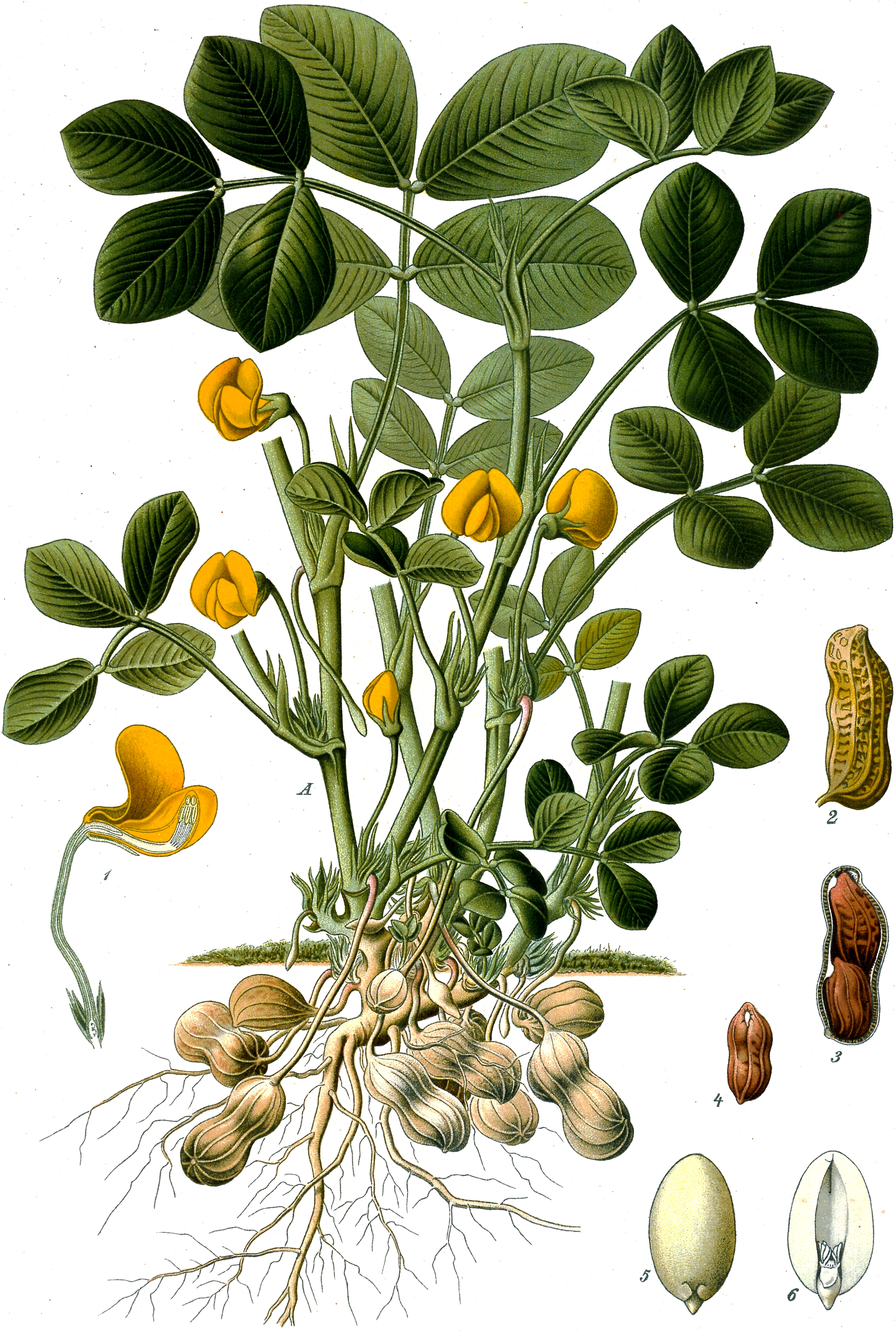
Arachis hypogaea L.
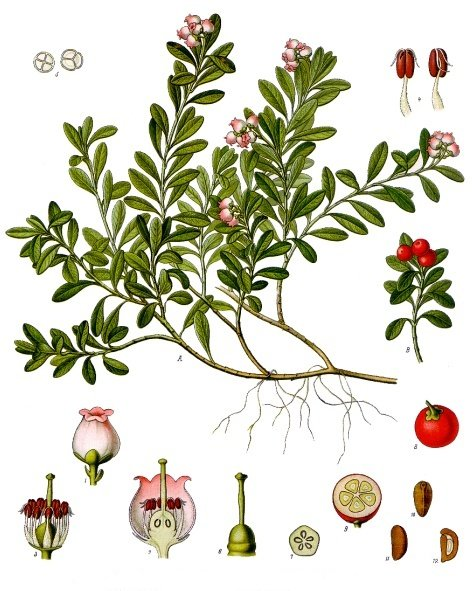
Arctostaphylos uva-ursi (L.) Spreng.
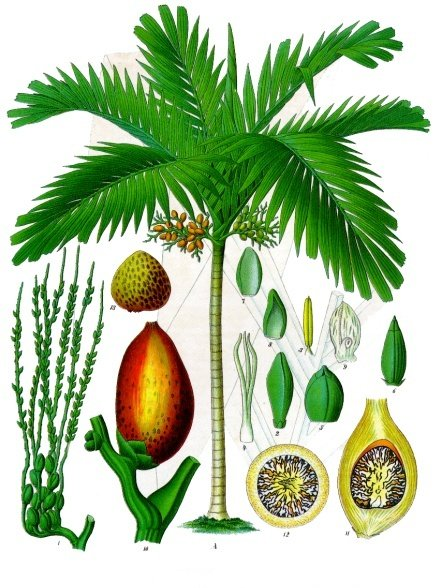
Areca catechu L.
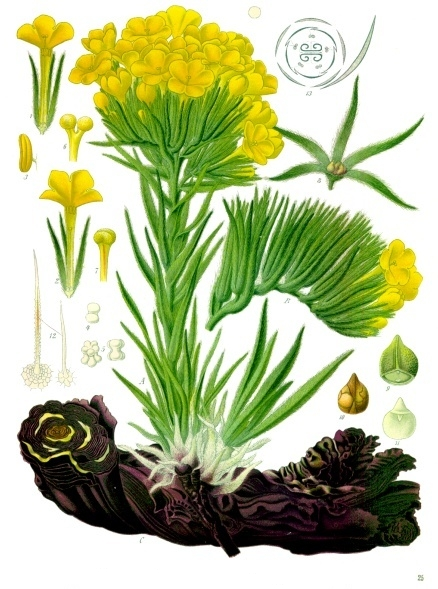
Arnebia densiflora Ledeb.
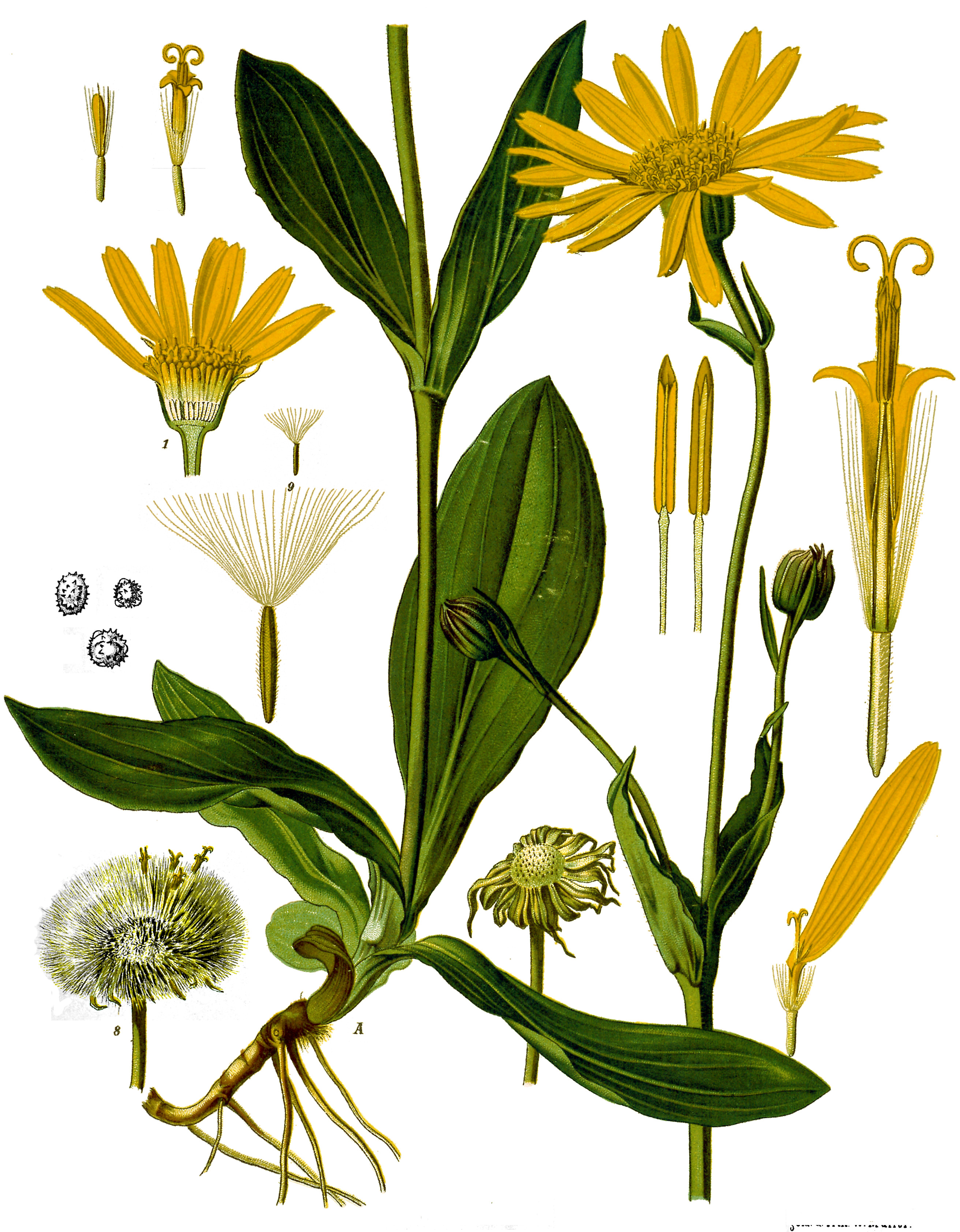
Arnica montana L.
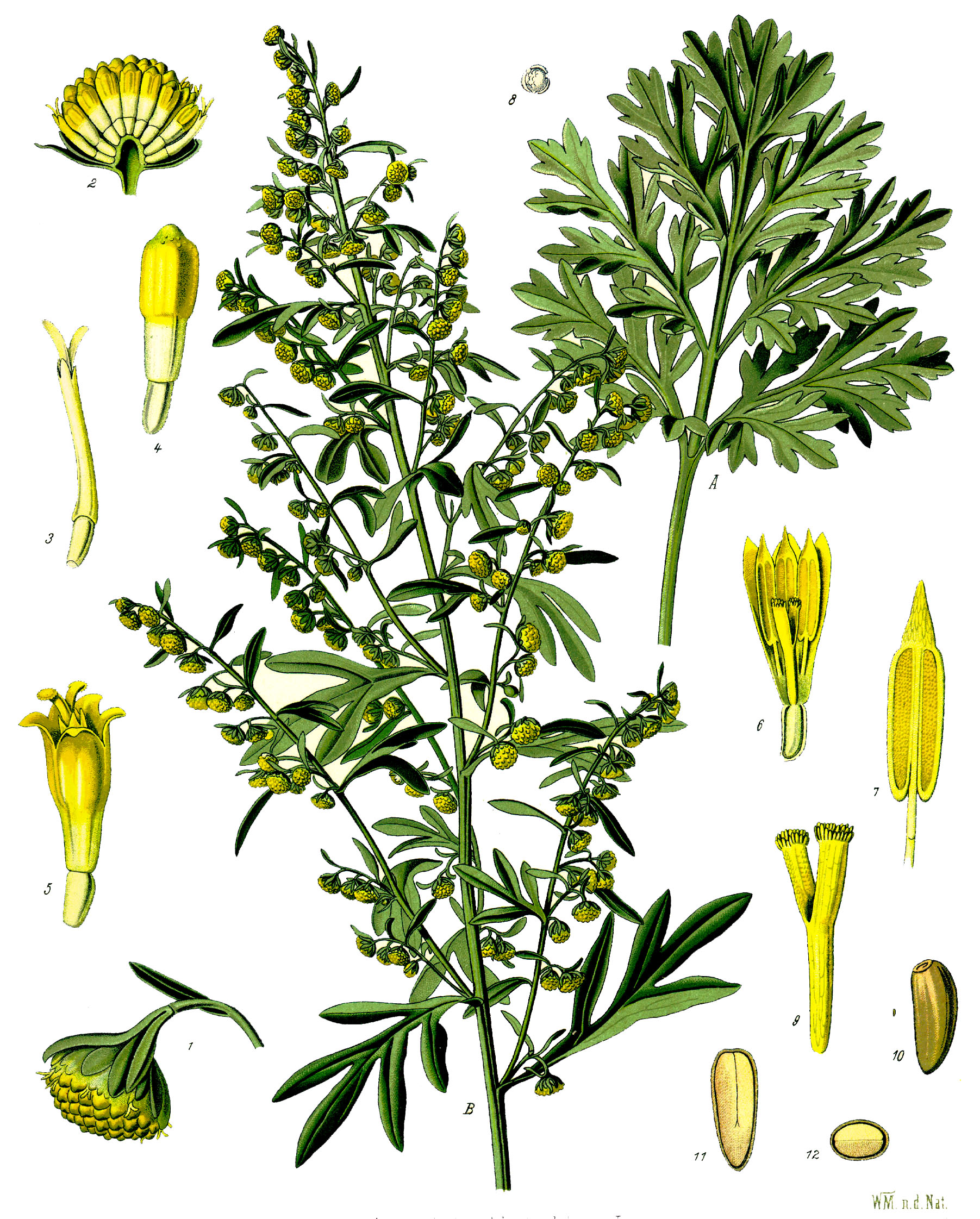
Artemisia absinthium L.
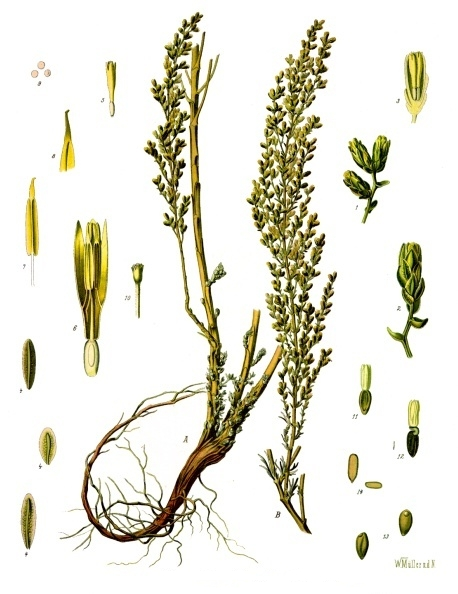
Artemisia cina O.Berg
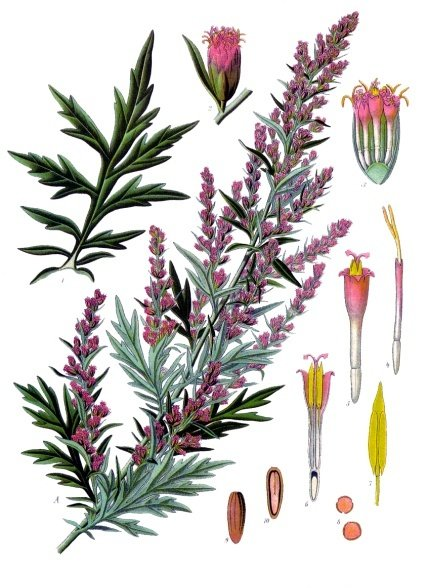
Artemisia vulgaris L.
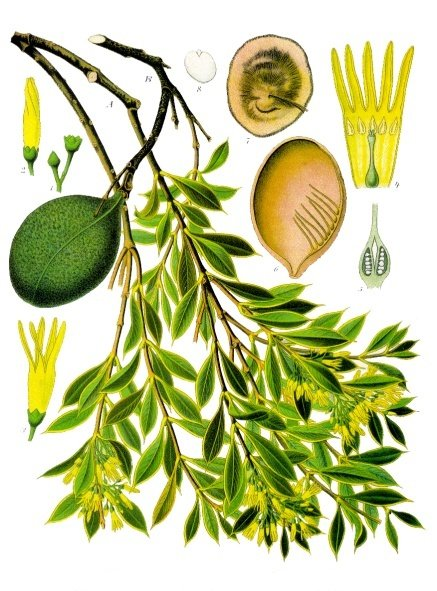
Aspidosperma quebracho-blanco Schltdl.
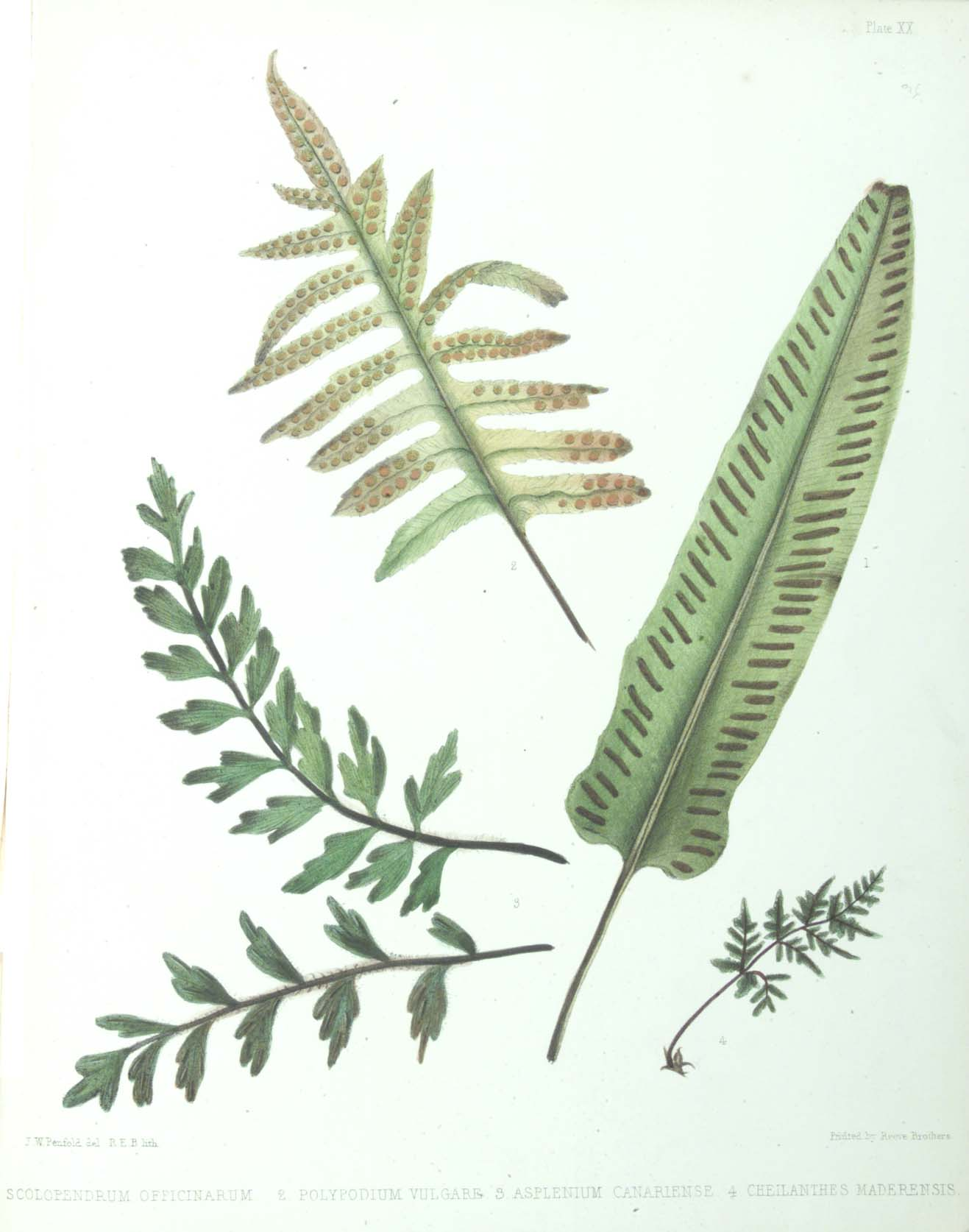
Asplenium scolopendrium L.
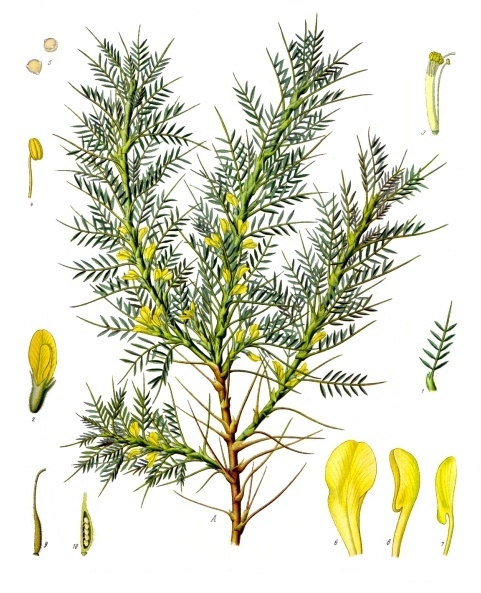
Astracantha adscendens Boiss. & Hausskn.
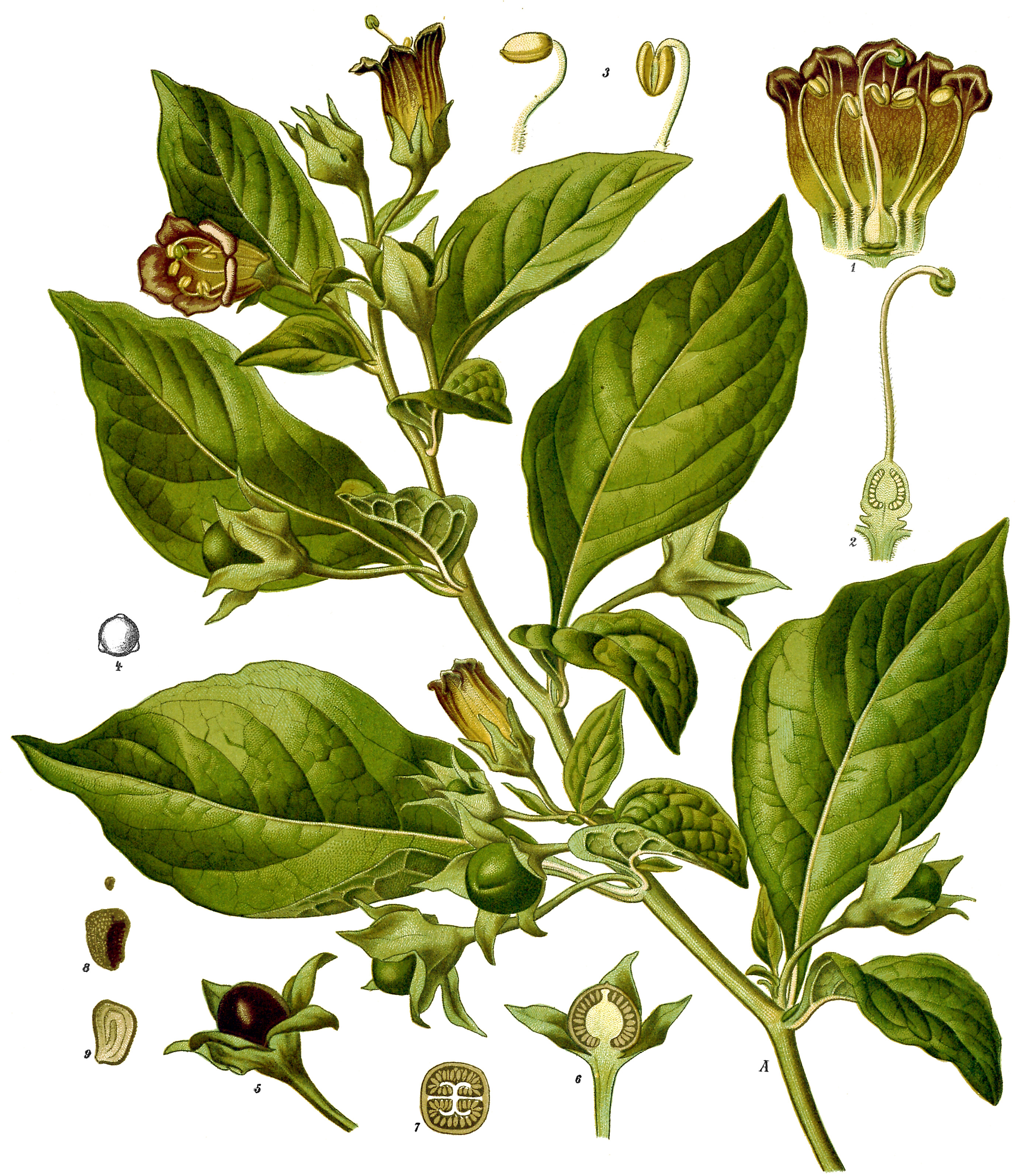
Atropa belladonna L.

- Afin
- Albăstrea
- Amăreală
- Anason
- Angelică
- Anghinare
- Ardei rosu
- Armurariu
- Arnică

## B

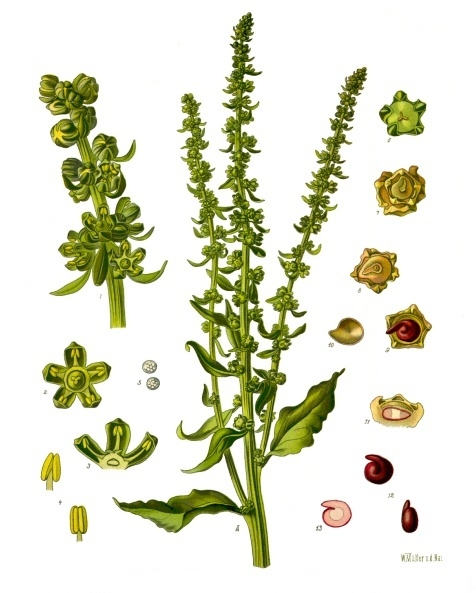
Beta vulgaris var. rapa Dum.
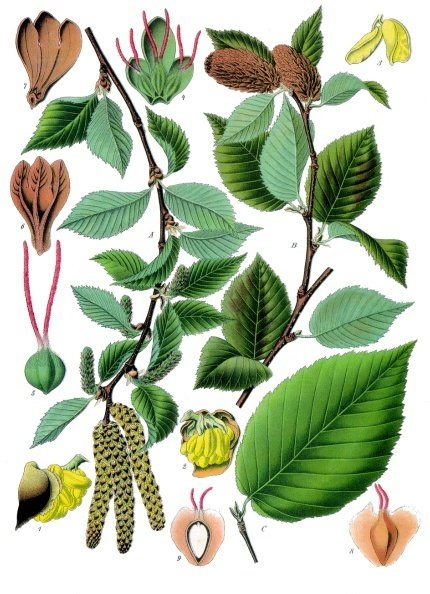
Betula lenta L.
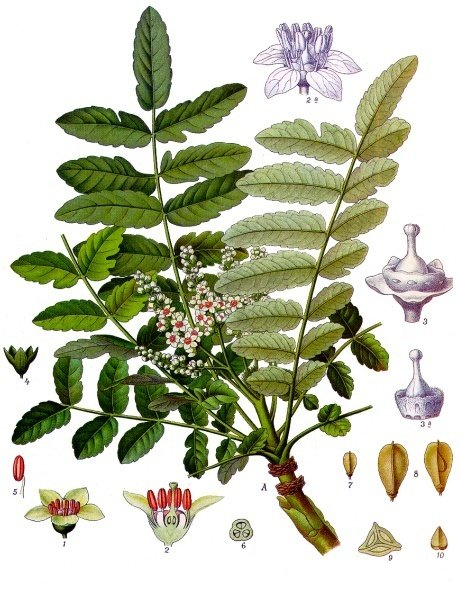
Boswellia sacra Flueck.
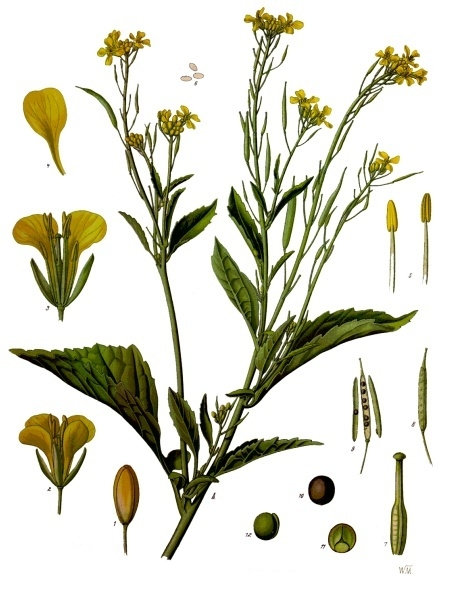
Brassica juncea (L.) Czern.
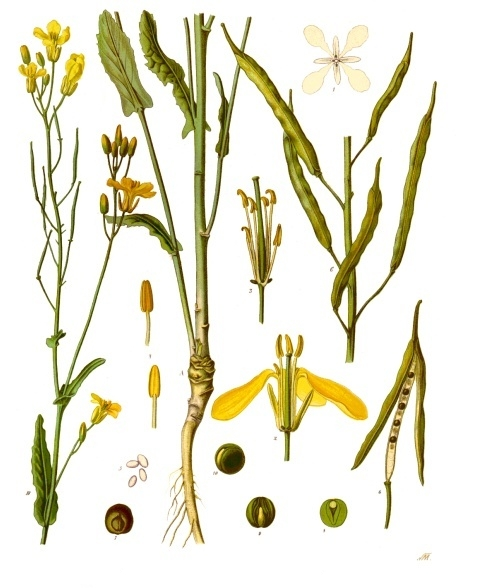
Brassica napus L. var. napus
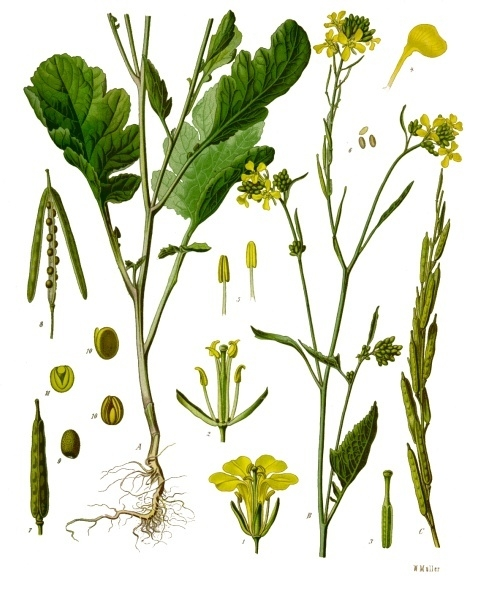
Brassica nigra (L.) W.D.J.Koch

- Brândușă de toamnă
- Brusture
- Busuioc

## C

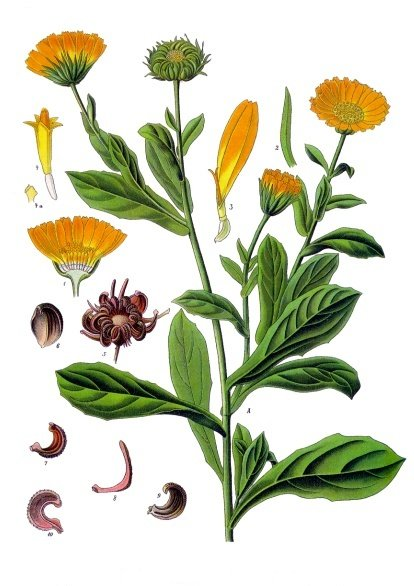
Calendula officinalis L.
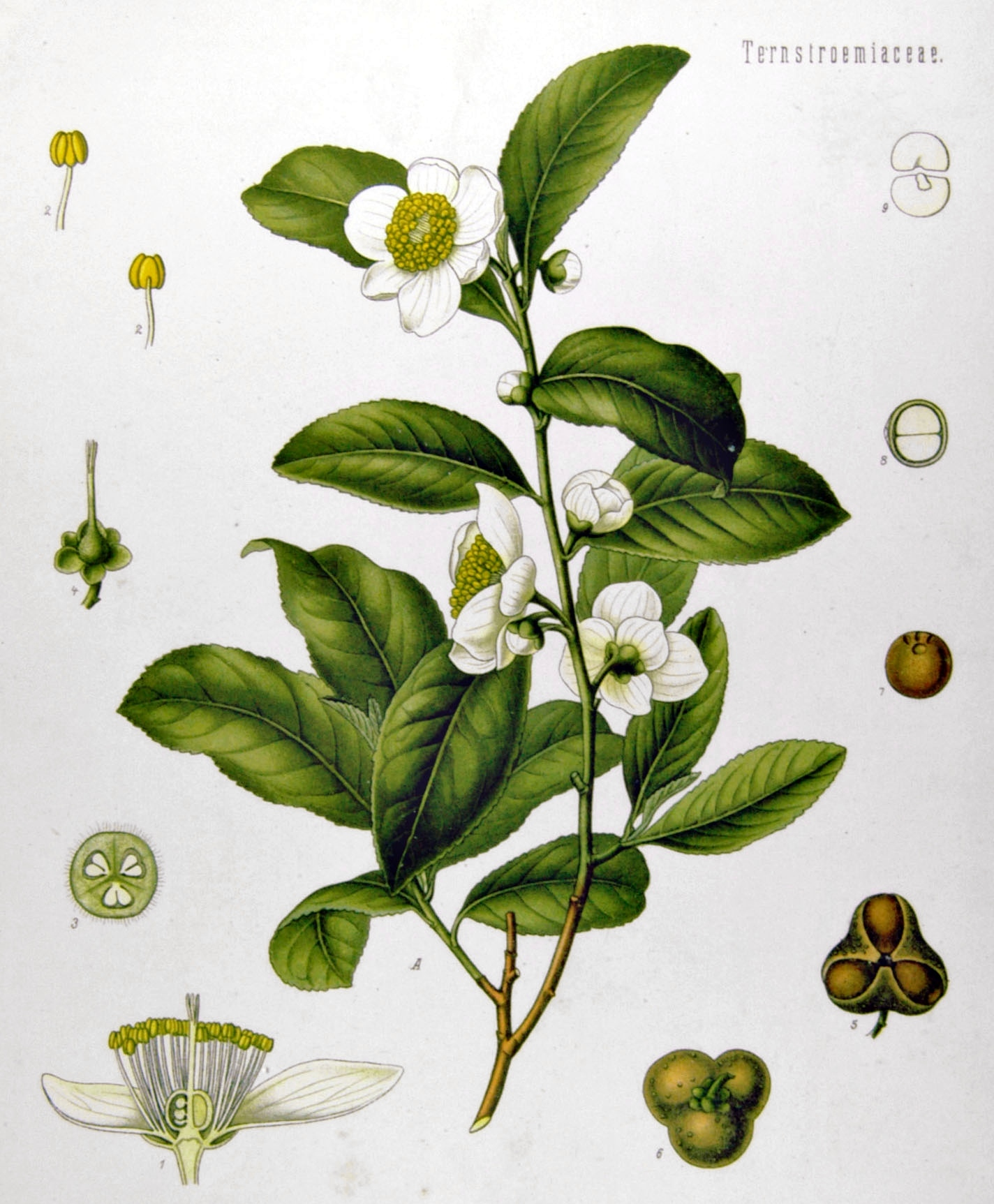
Camellia sinensis (L.) Kuntze var. sinensis
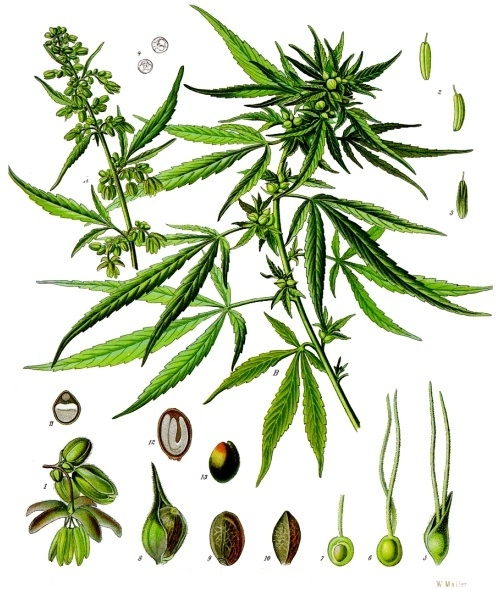
Cannabis sativa L.
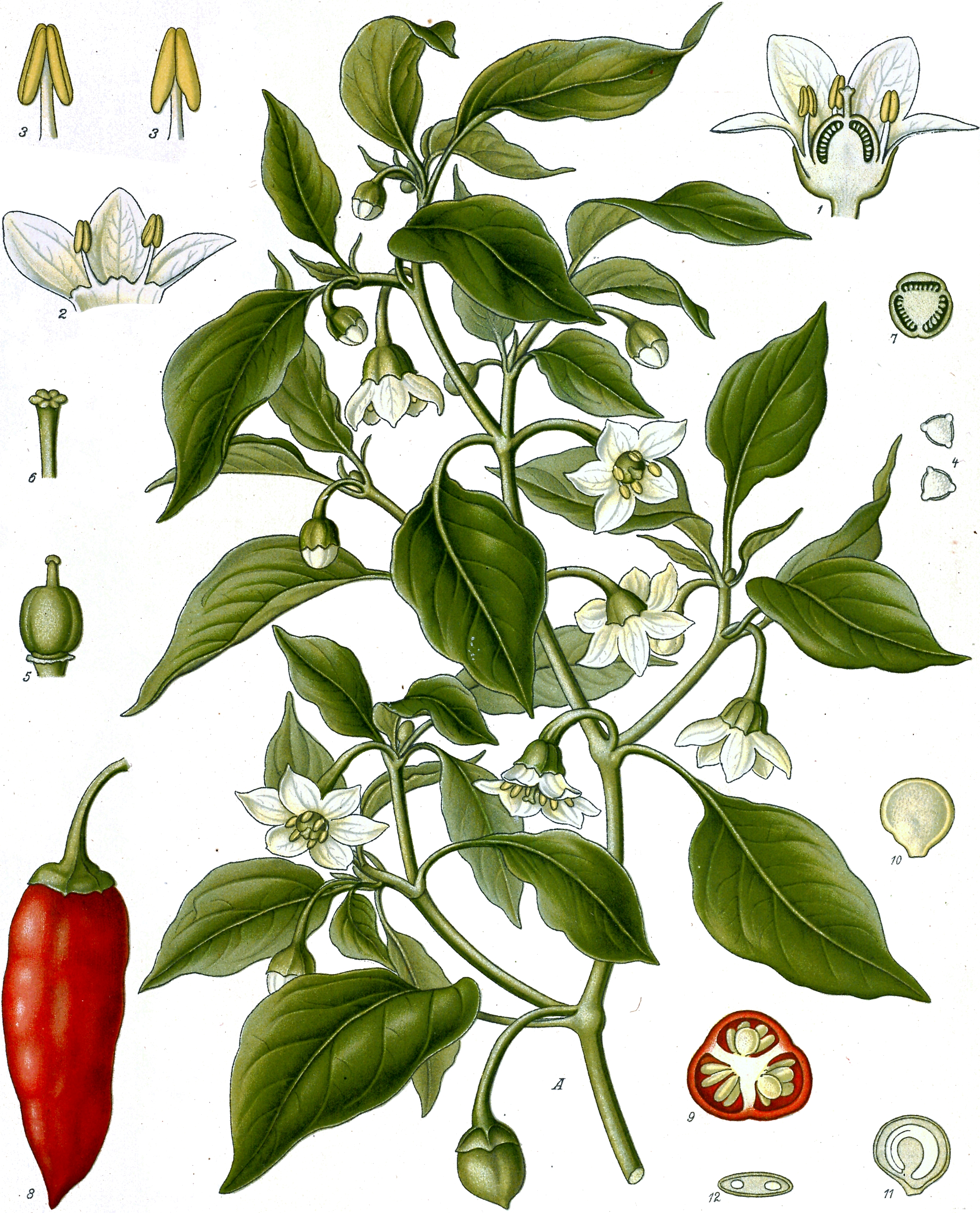
Capsicum annuum L.
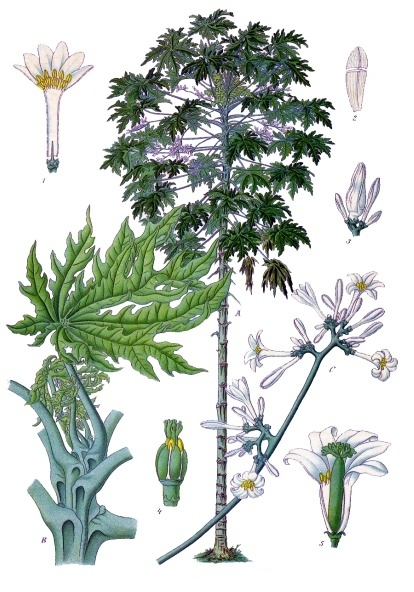
Carica papaya L. (whole plant, flowers)
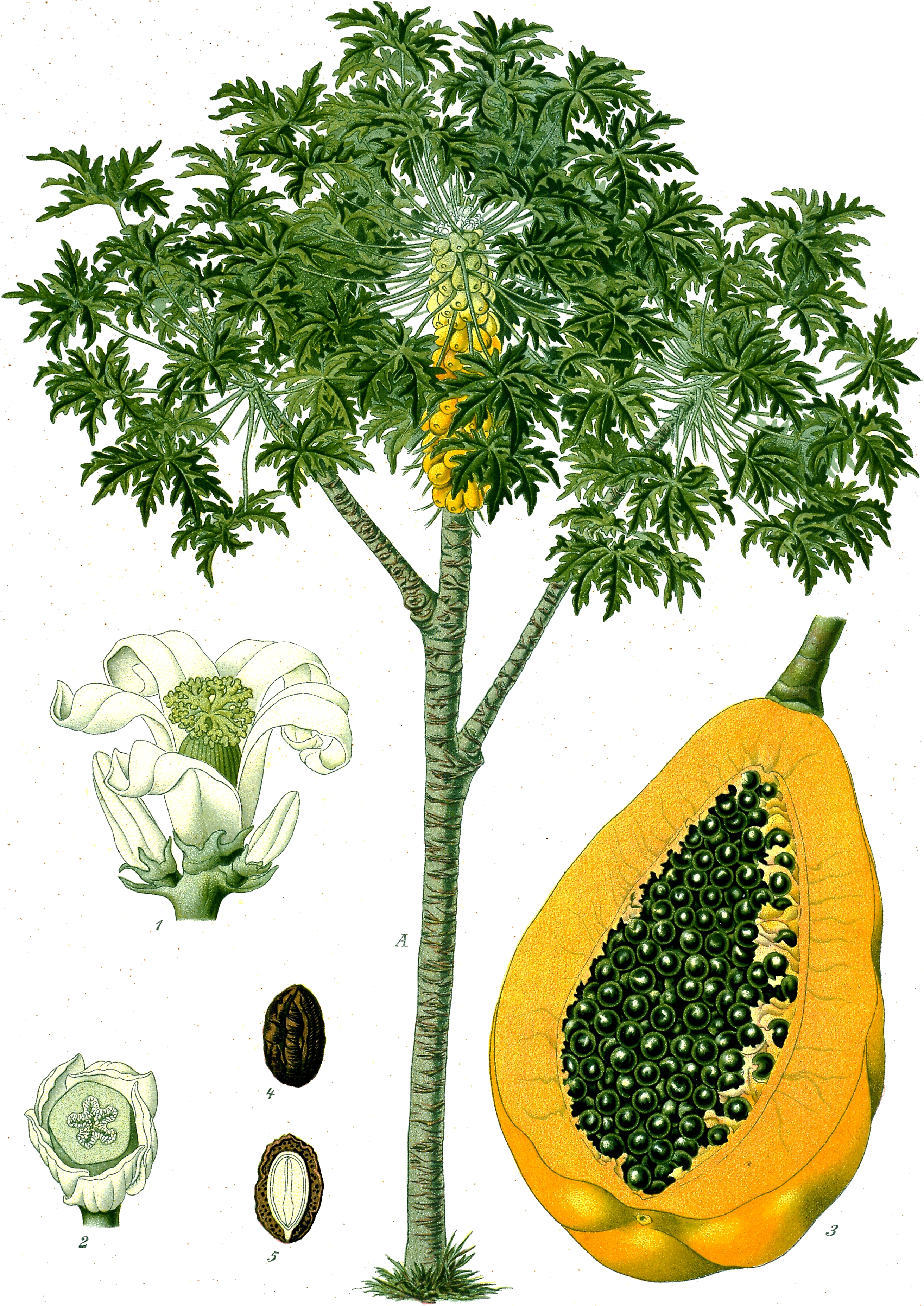
Carica papaya  L. (whole plant, fruits)
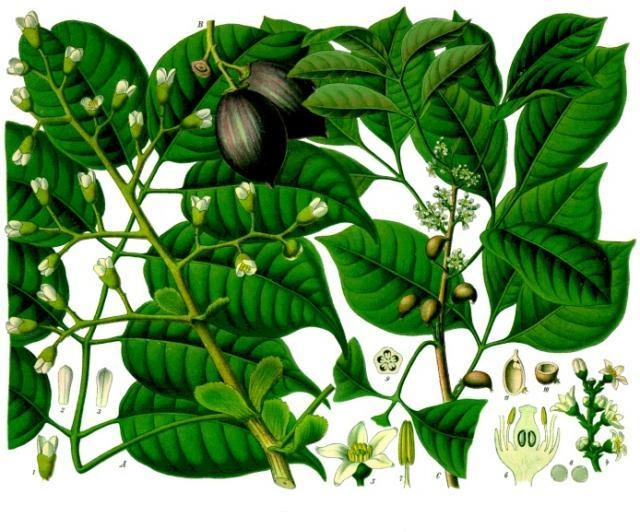
Canarium indicum L.
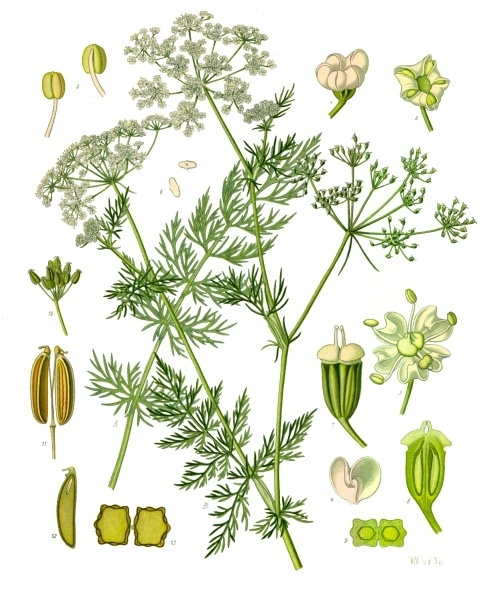
Carum carvi L.
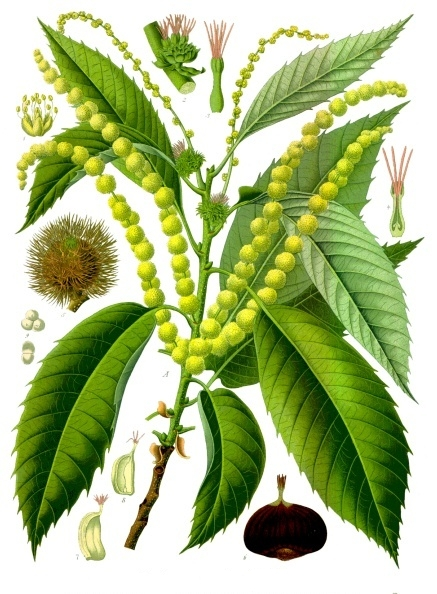
Castanea sativa Mill.
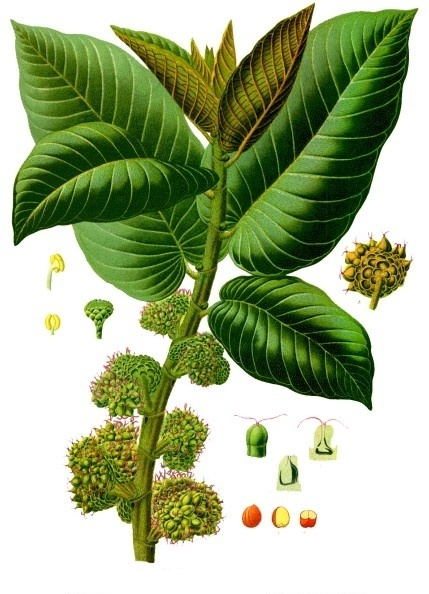
Castilla elastica Cerv.
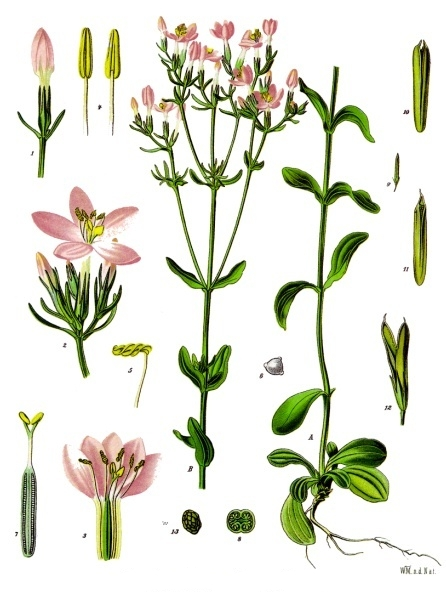
Centaurium erythraea Rafn.
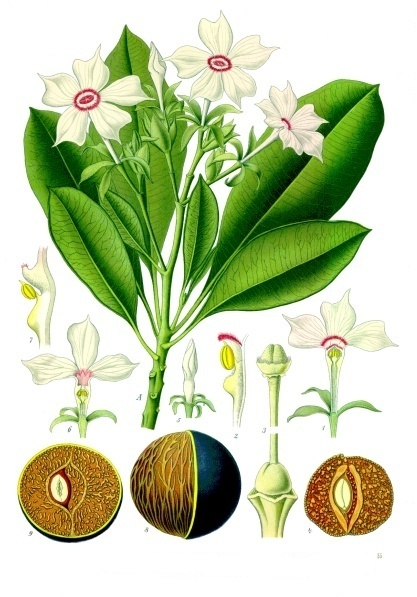
Cerbera manghas L.
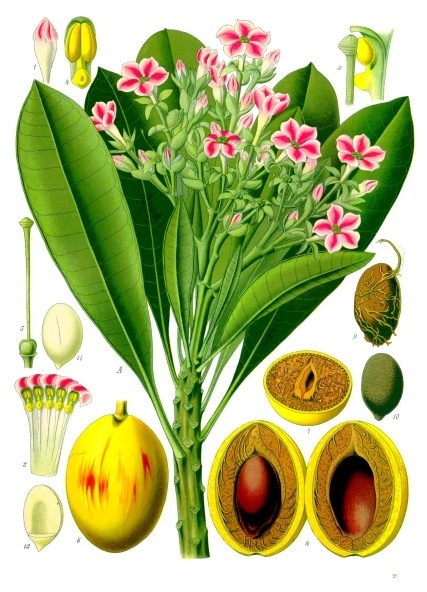
Cerbera tanghin Hook.
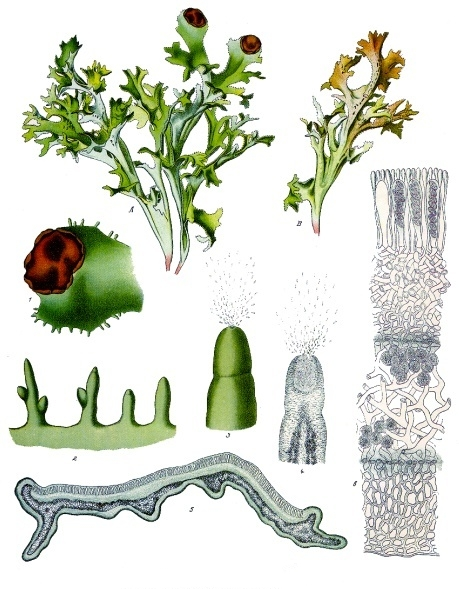
Cetraria islandica Acharius
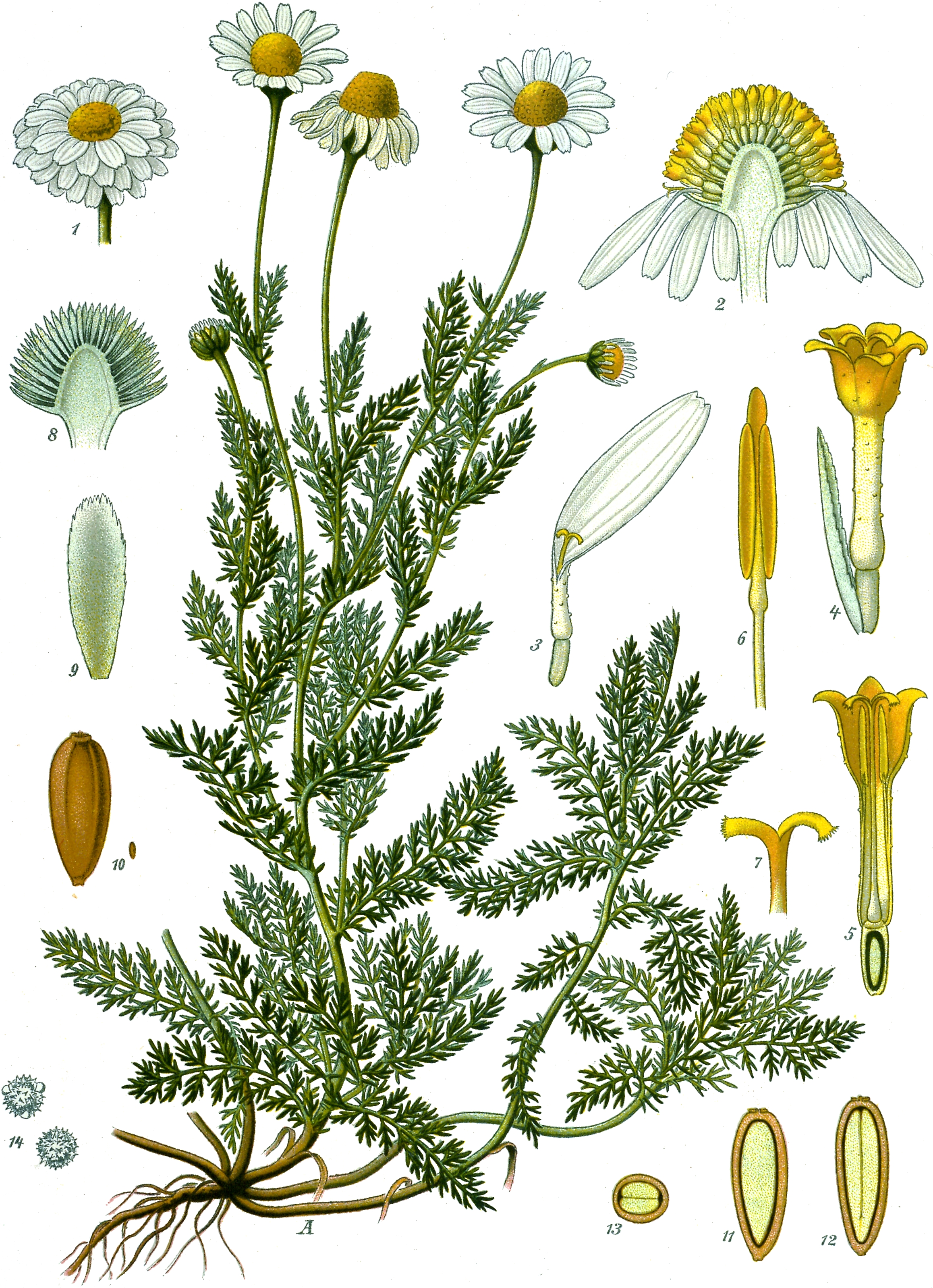
Chamaemelum nobile (L.) All.
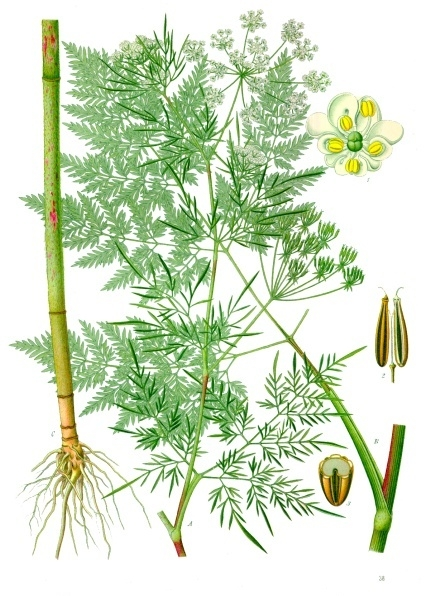
Chaerophyllum bulbosum L.
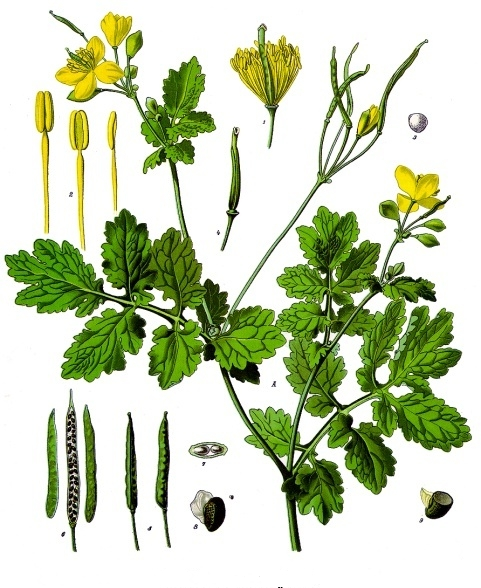
Chelidonium majus L.
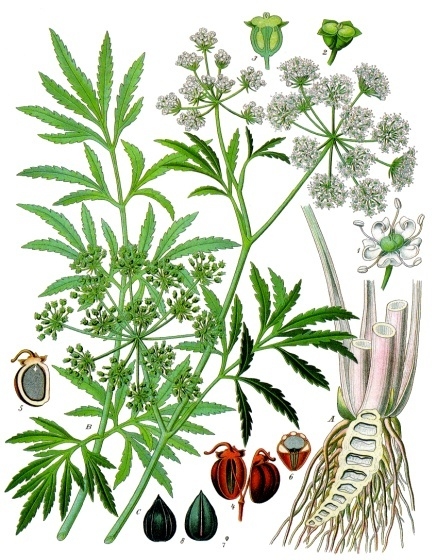
Cicuta virosa L.
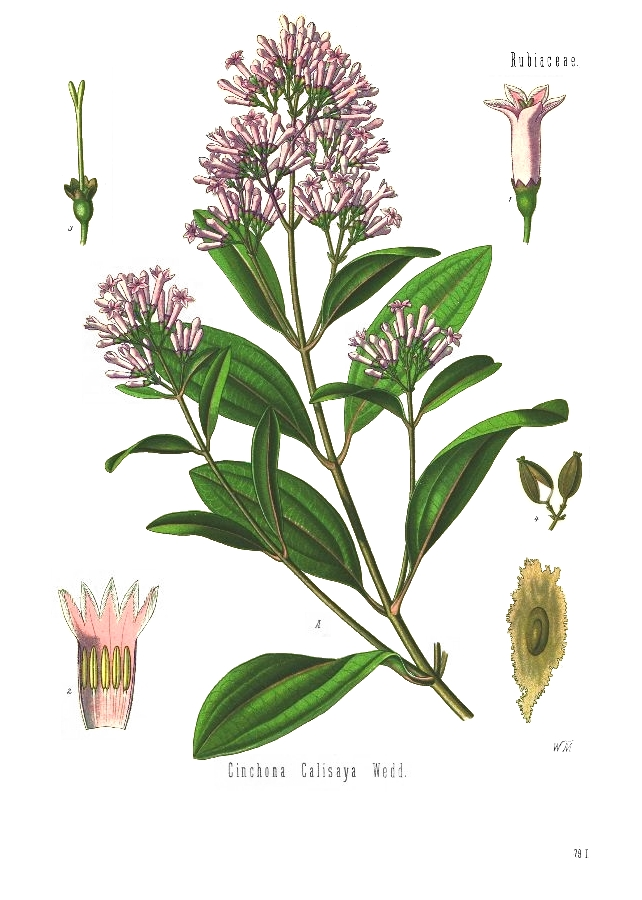
Cinchona calisaya Wedd.
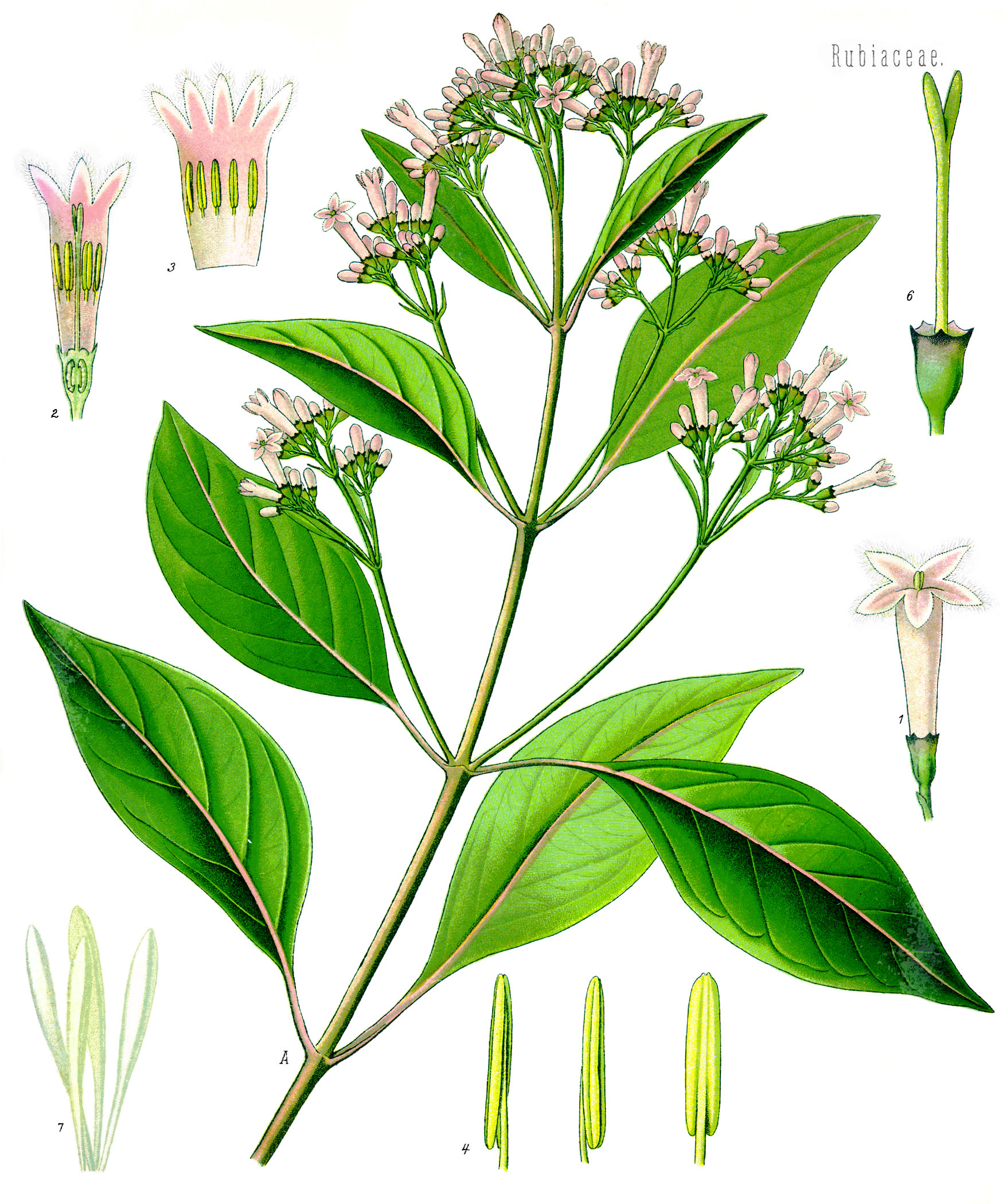
Cinchona officinalis L.
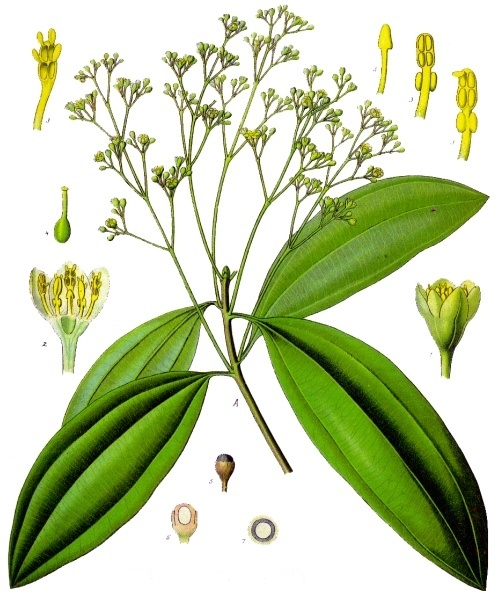
Cinnamomum aromaticum Nees
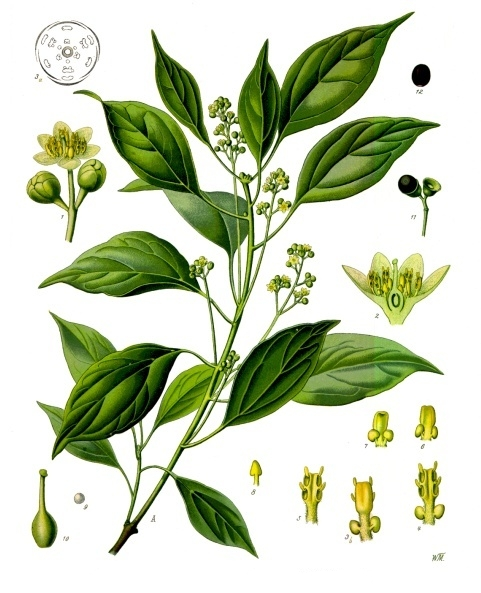
Cinnamomum camphora (L.) J.Presl
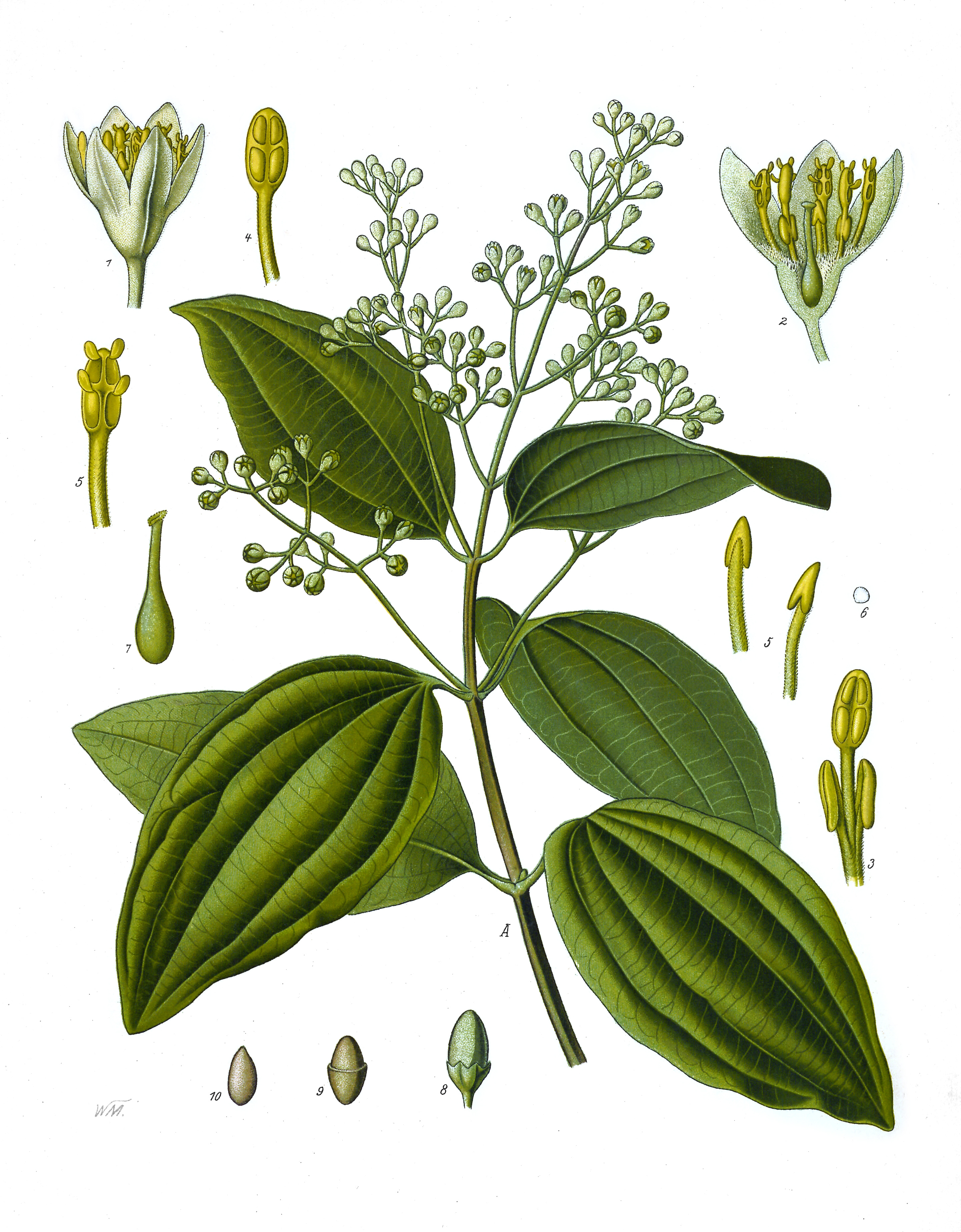
Cinnamomum verum J.Presl
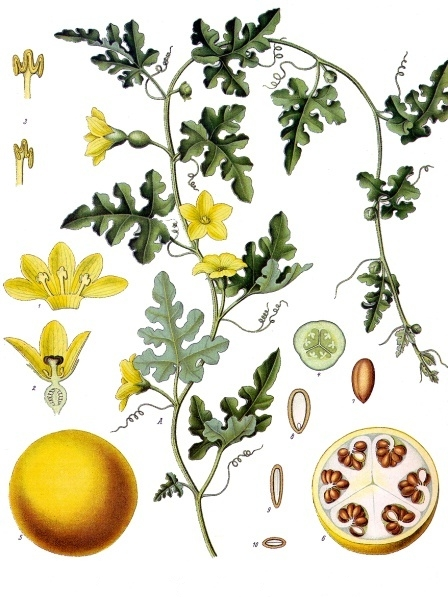
Citrullus colocynthis (L.) Schrad.
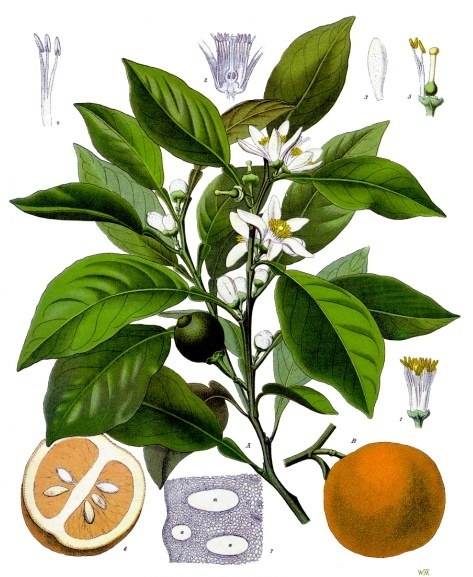
Citrus aurantium L.
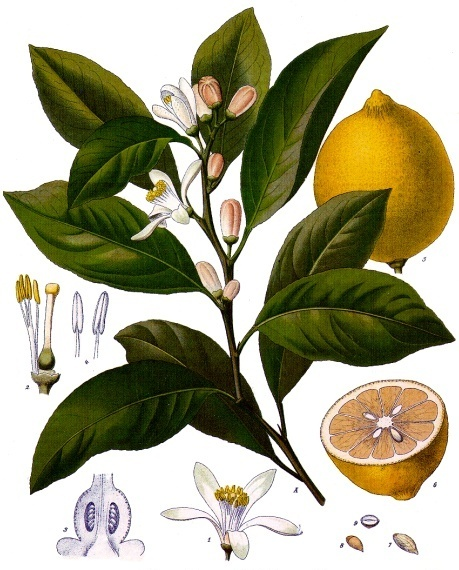
Citrus limon (L.) Burm.f.
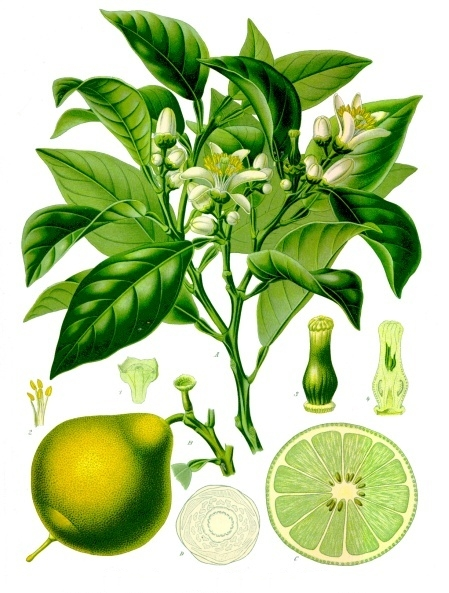
Citrus bergamia Risso & Poit.
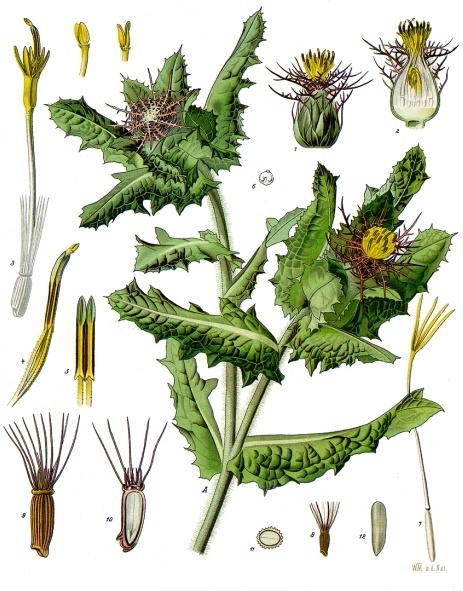
Cnicus benedictus L.
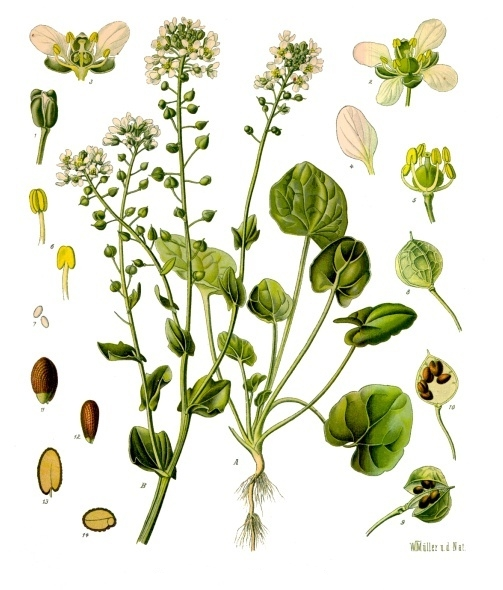
Cochlearia officinalis L.
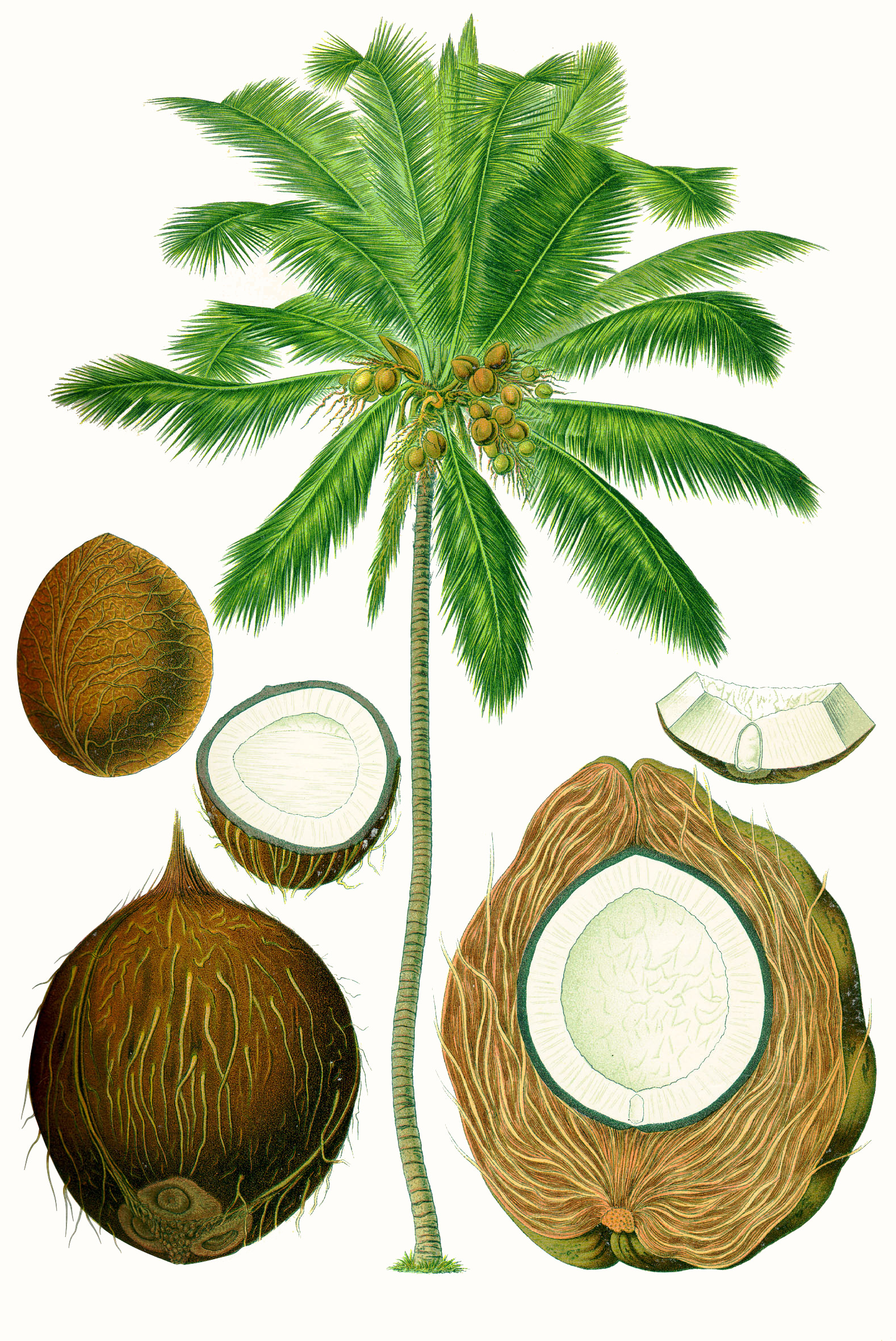
Cocos nucifera L. (1)
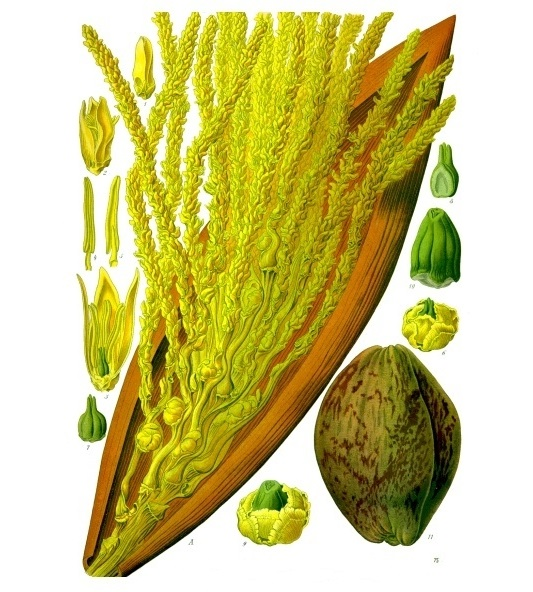
Cocos nucifera L. (2)
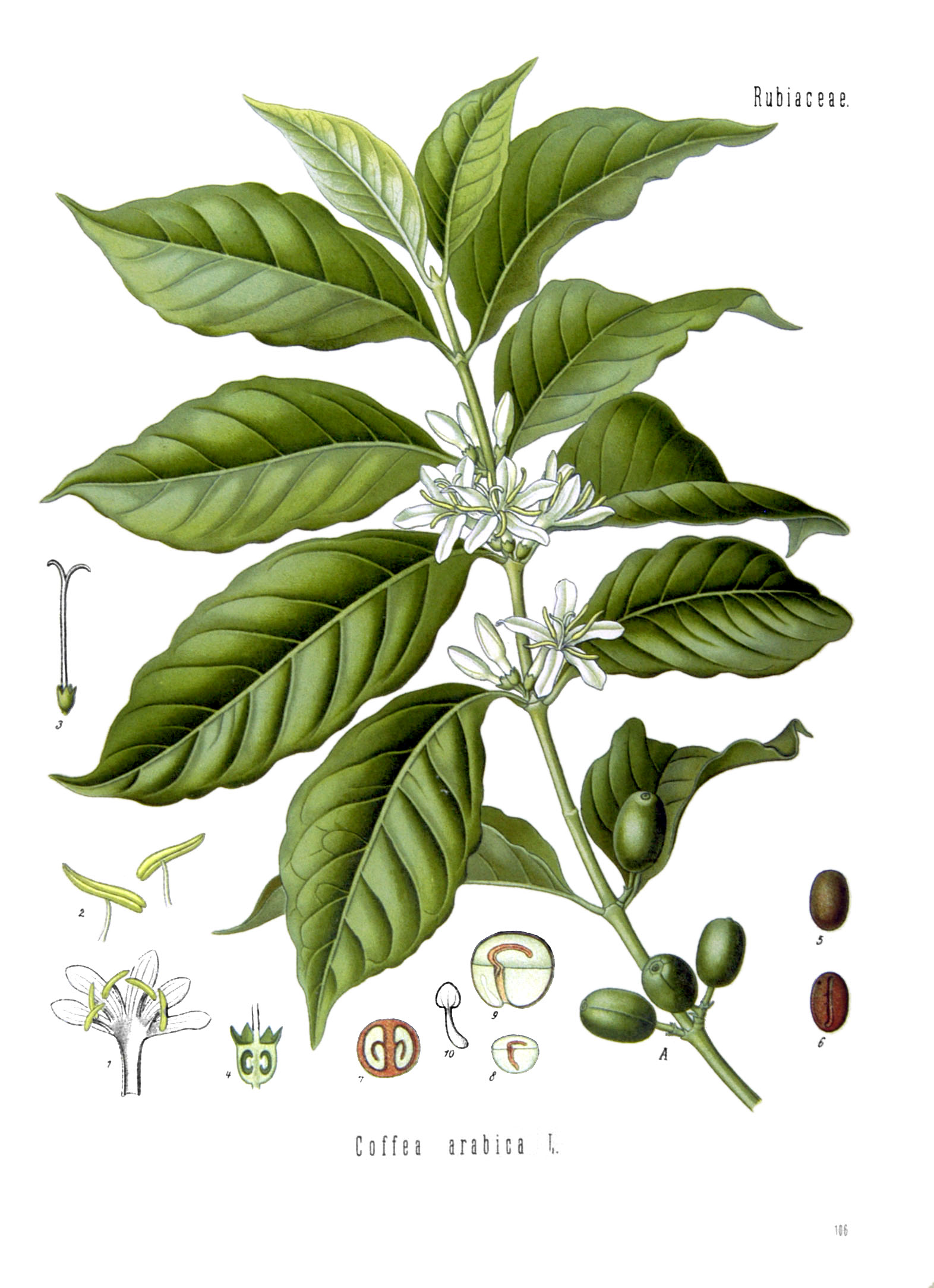
Coffea arabica L.
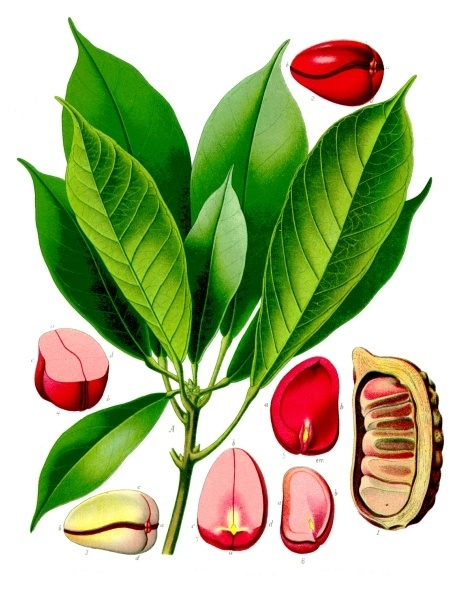
Cola acuminata (P.Beauv.) Schott & Endl.
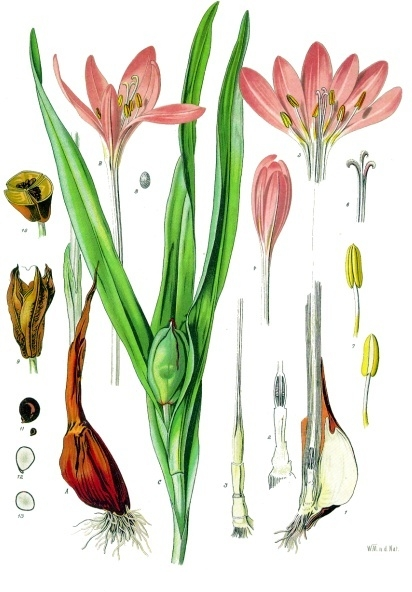
Colchicum autumnale L.
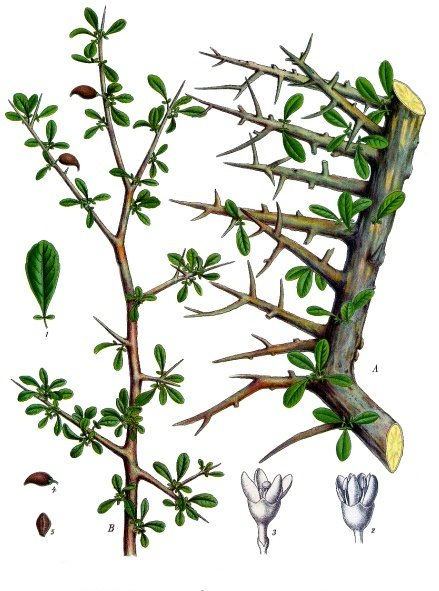
Commiphora myrrha (Nees) Engl.
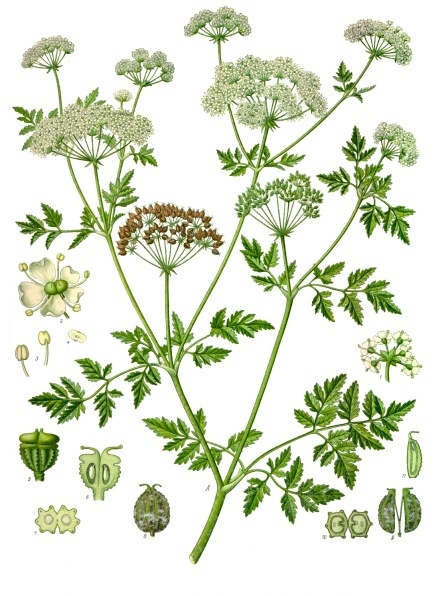
Conium maculatum L.
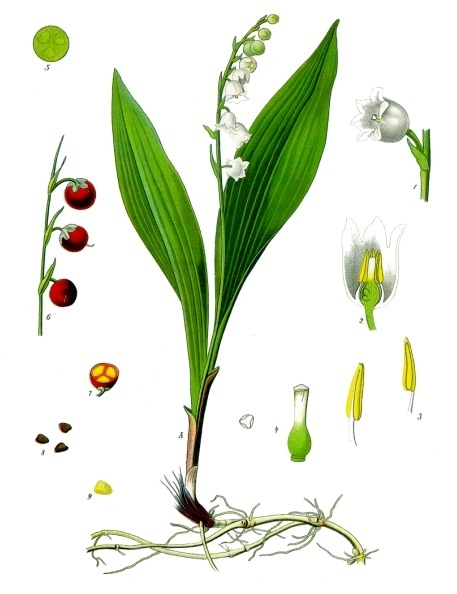
Convallaria majalis L.
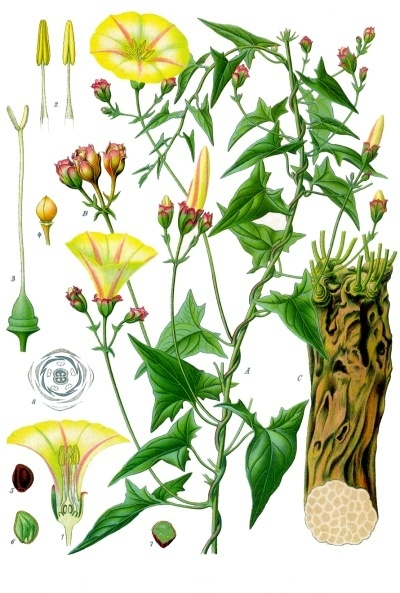
Convolvulus scammonia L.
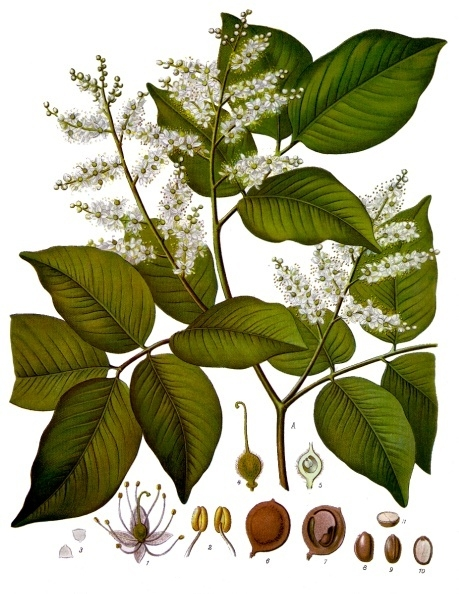
Copaifera officinalis (Jacq.) L.
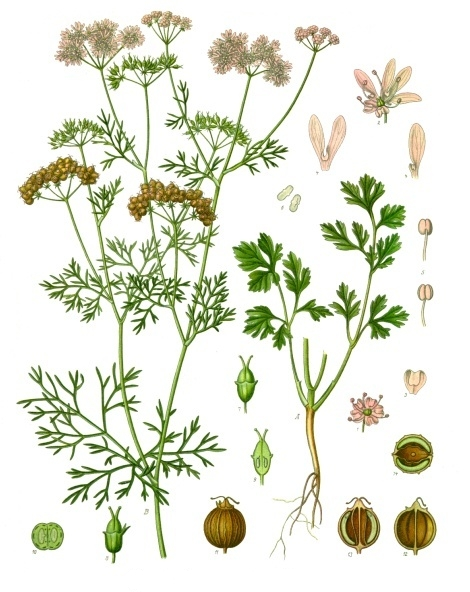
Coriandrum sativum L.
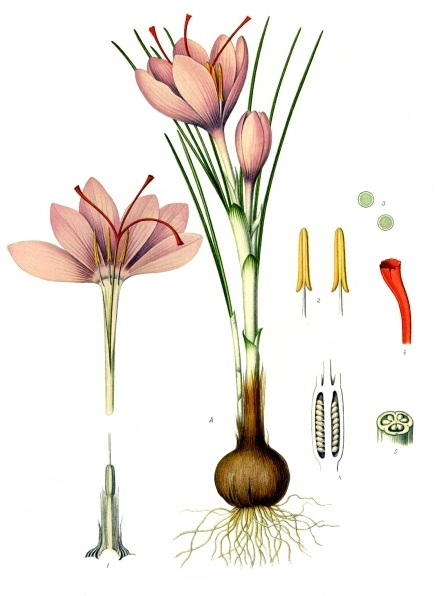
Crocus sativus L.
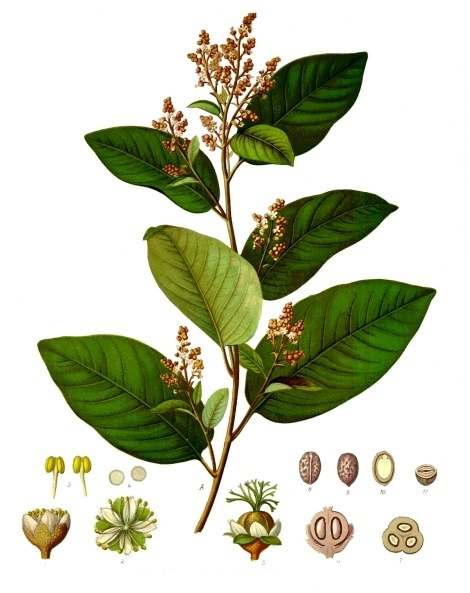
Croton eluteria (L.) Sw. (1)
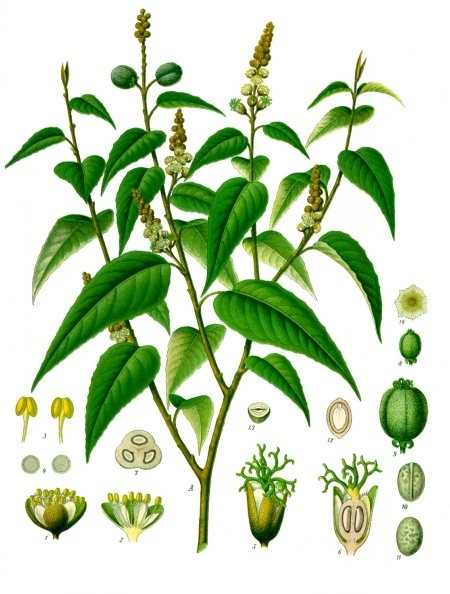
Croton eluteria (L.) Sw. (2)
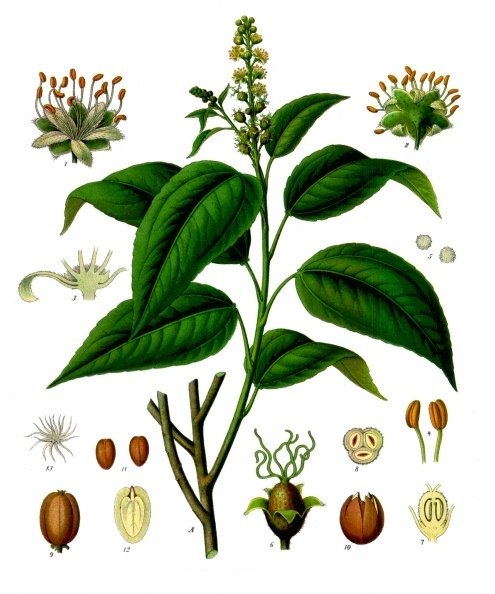
Croton tiglium L.
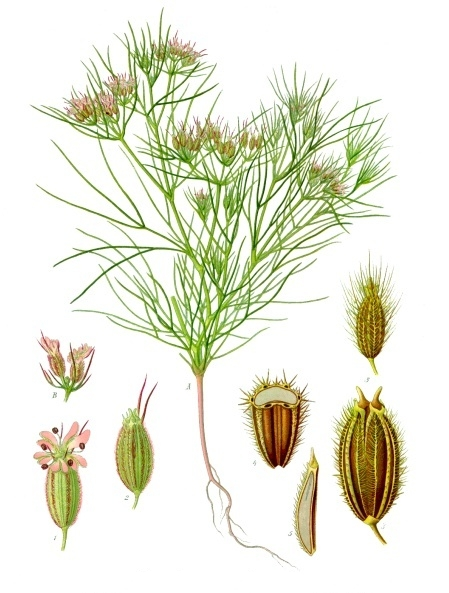
Cumimum cyminum L.
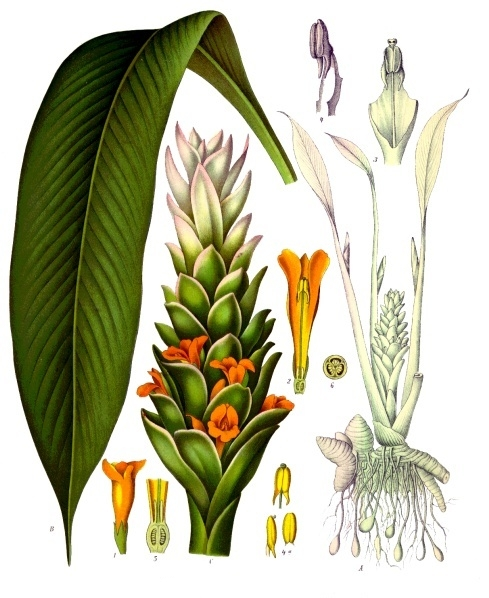
Curcuma longa L.
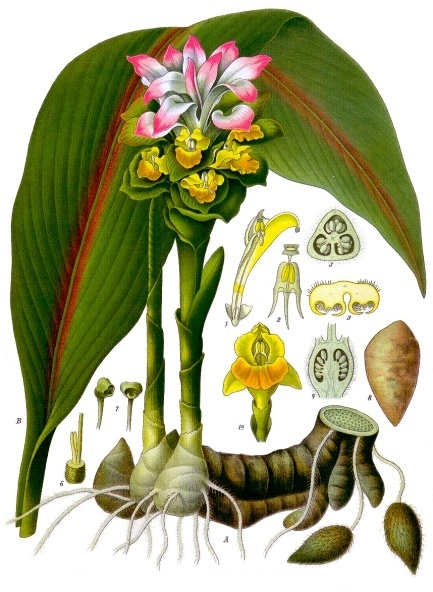
Curcuma zedoaria (Christm.) Roscoe
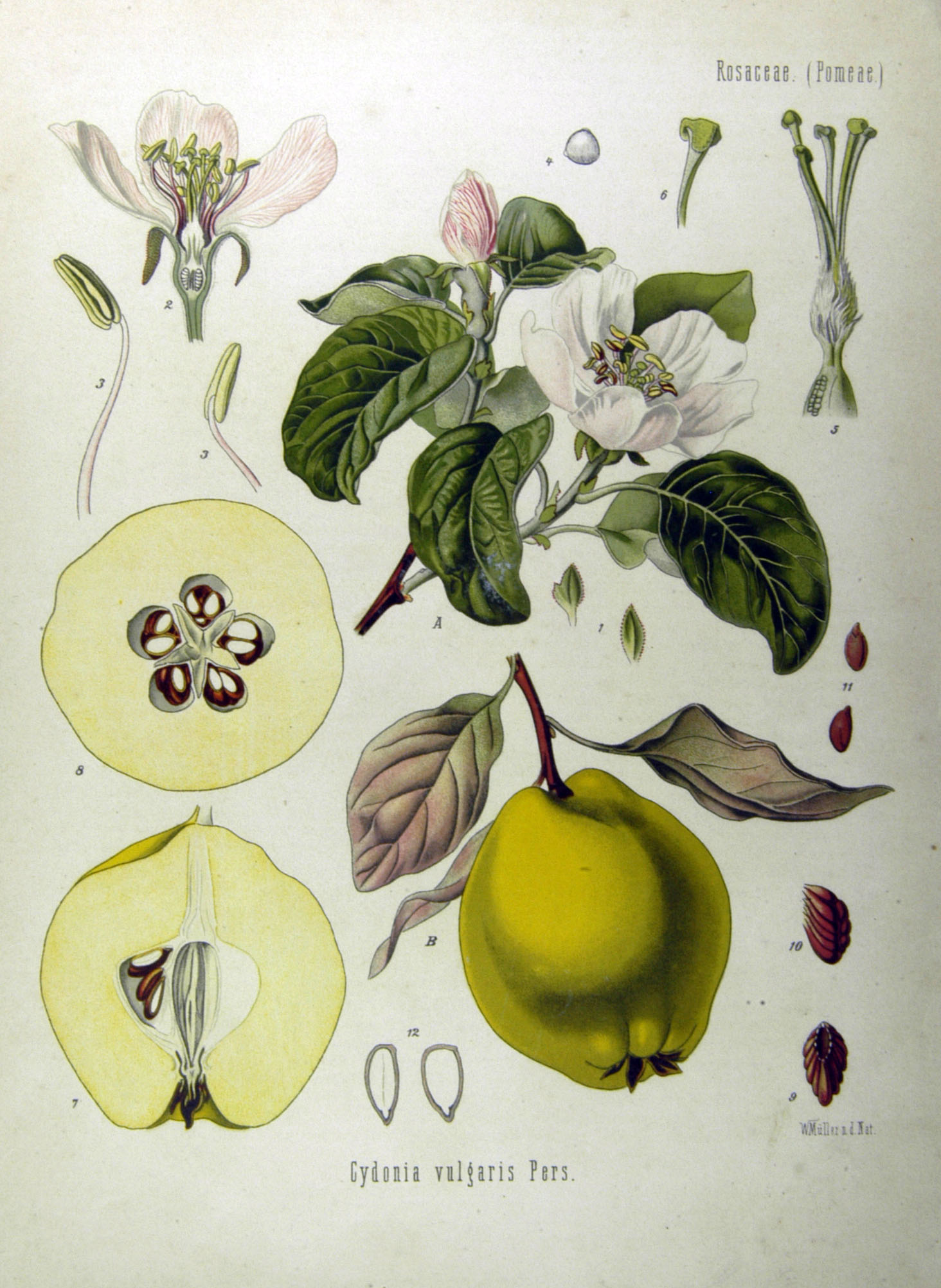
Cydonia oblonga Mill.
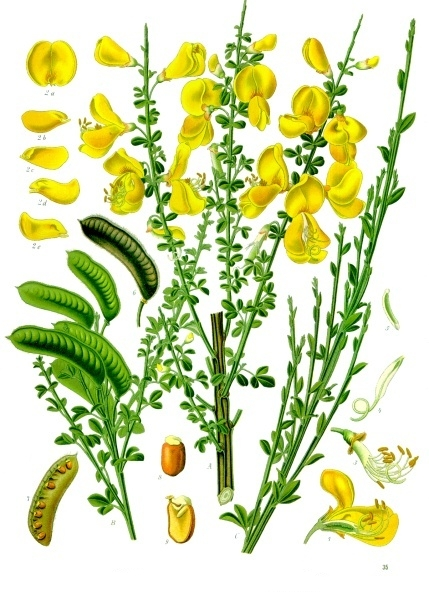
Cytisus scoparius (L.) Link

- Călin
- Castan sălbatic
- Cătină
- Cerențel
- Chimen
- Cicoare
- Cimbrișor de câmp
- Cimbru
- Cireș
- Ciuboțica cucului
- Ciulin
- Ciumăfaie
- Coacăz negru
- Coada calului
- Coada racului
- Coada șoricelului
- Coriandru
- Crețișoară
- Crețușcă
- Crușin

## D

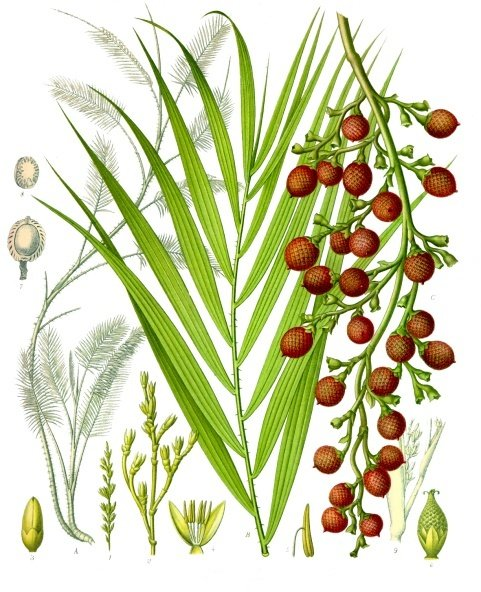
Daemonorops draco (Willd.) Blume
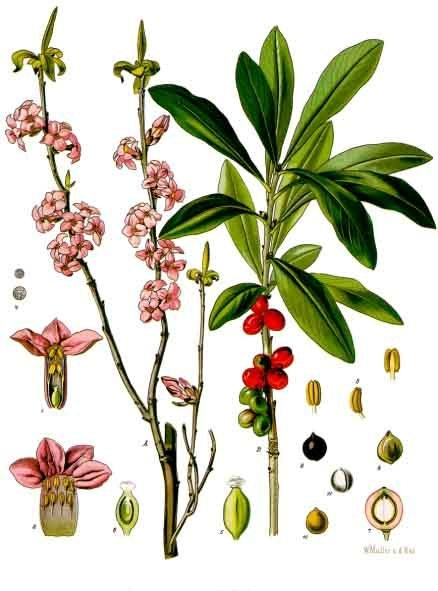
Daphne mezereum L.
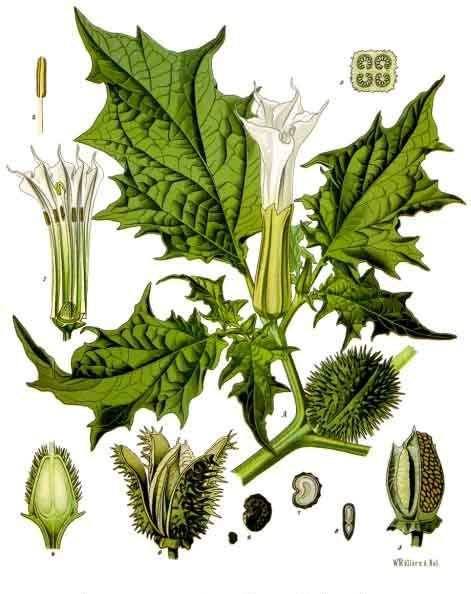
Datura stramonium L.
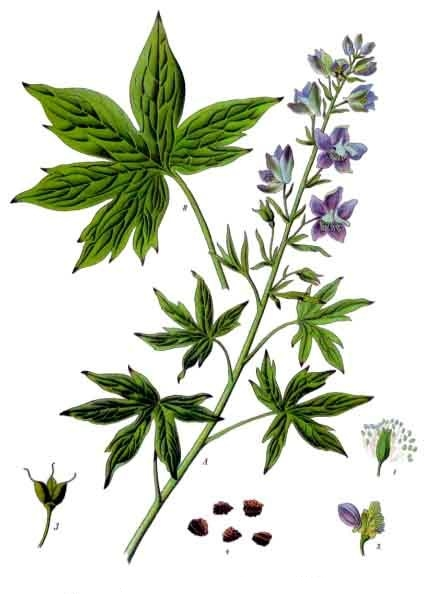
Delphinium staphisagria L.
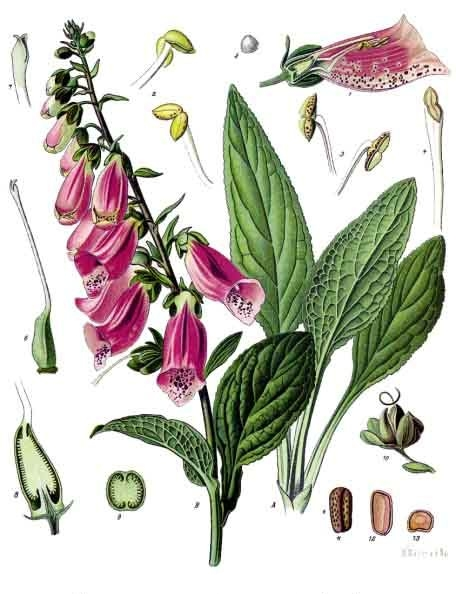
Digitalis purpurea L.
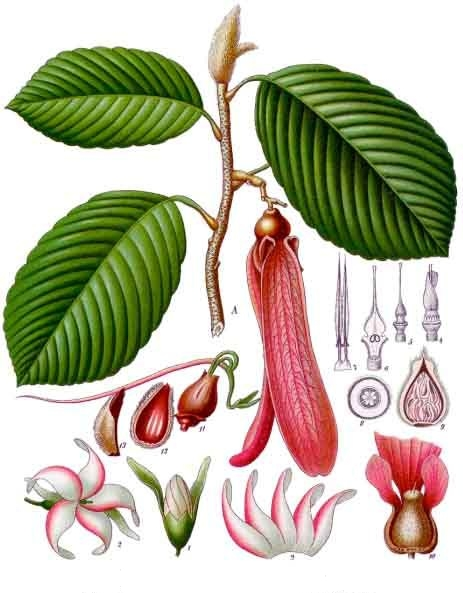
Dipterocarpus retusus Blume
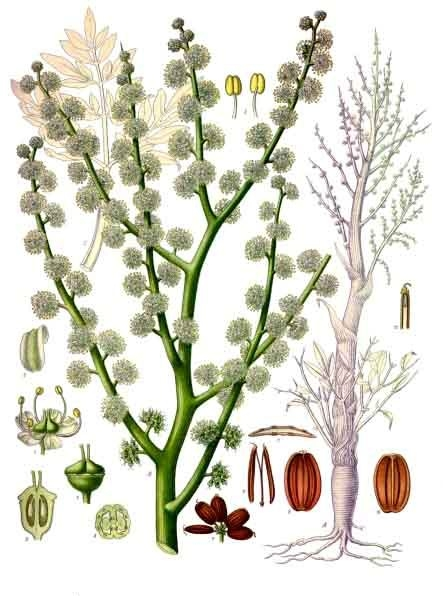
Dorema ammoniacum D.Don
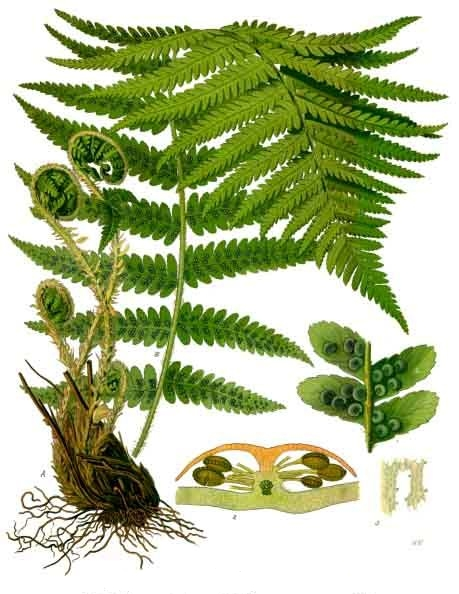
Dryopteris filix-mas (L.) Schott
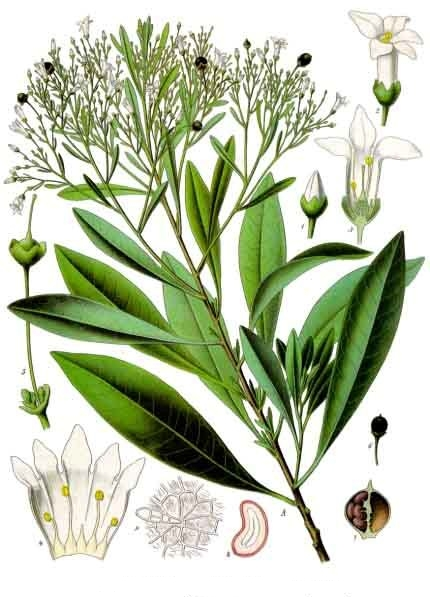
Duboisia myoporoides R.Br.

- Degețel roșu
- Dovleac
- Dracilă
- Dud

## E

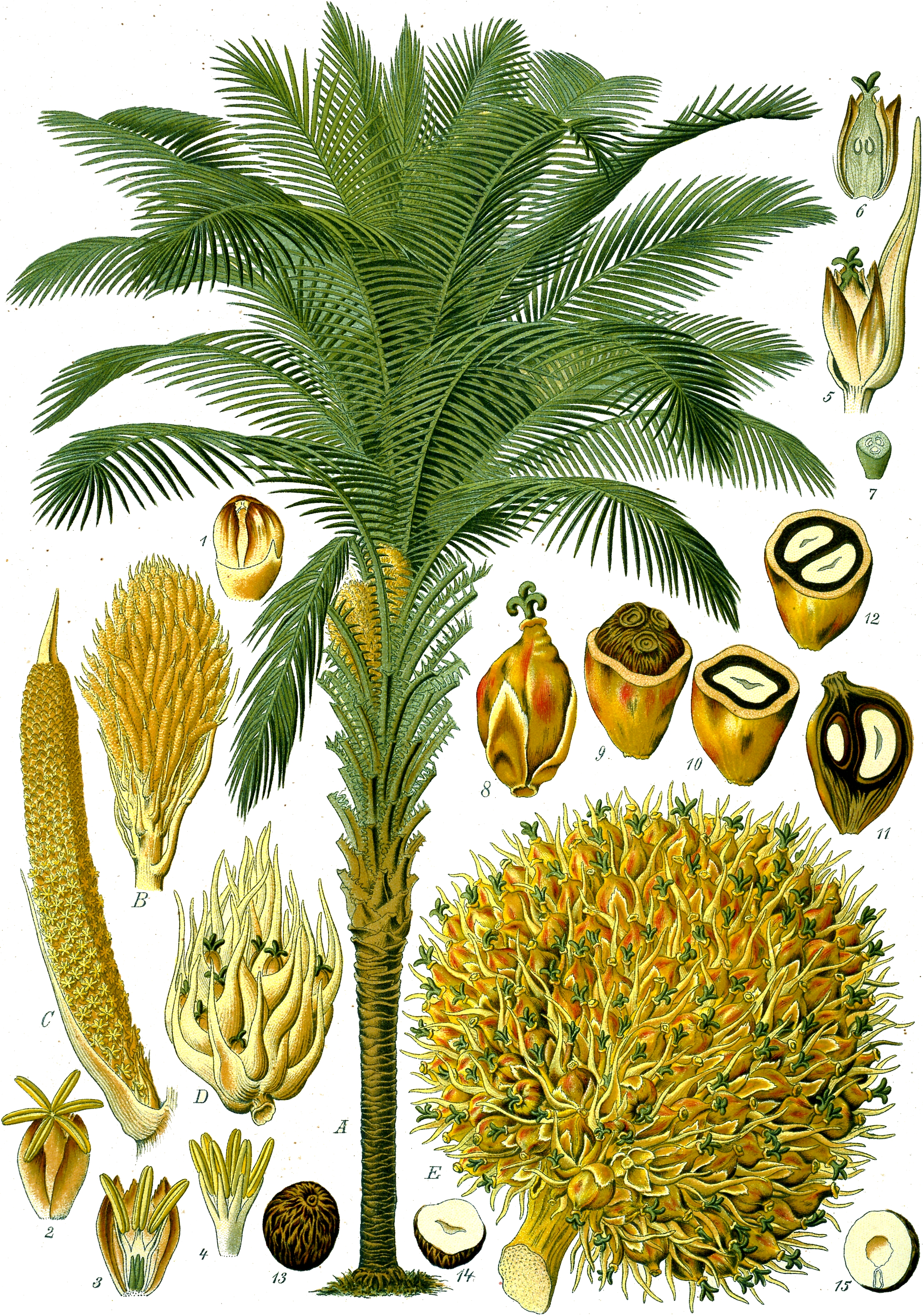
Elaeis guineensis Jacq.
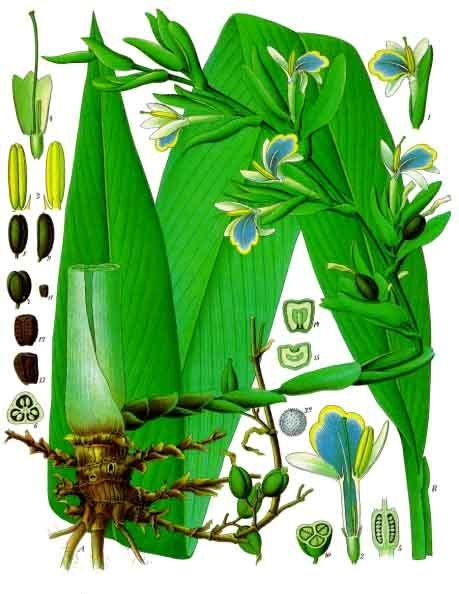
Elettaria cardamomum (L.) Maton
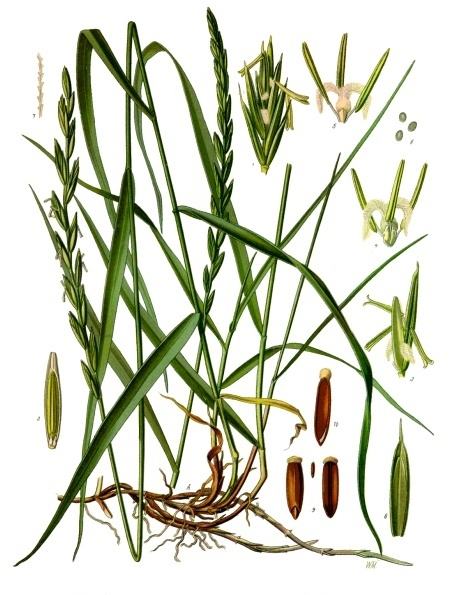
Elymus repens (L.) Desv. ex Nevski
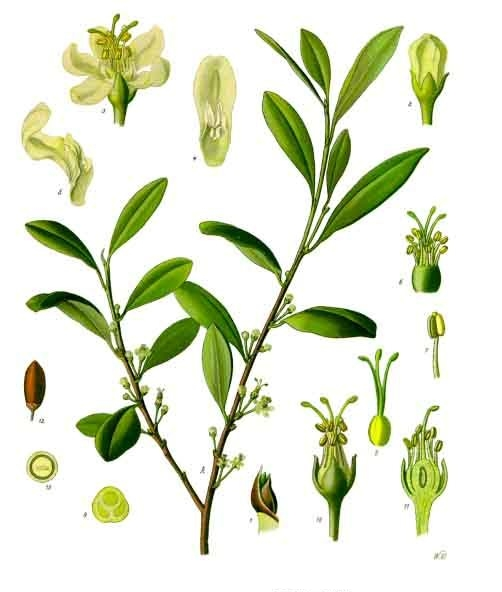
Erythroxylum coca Lam.
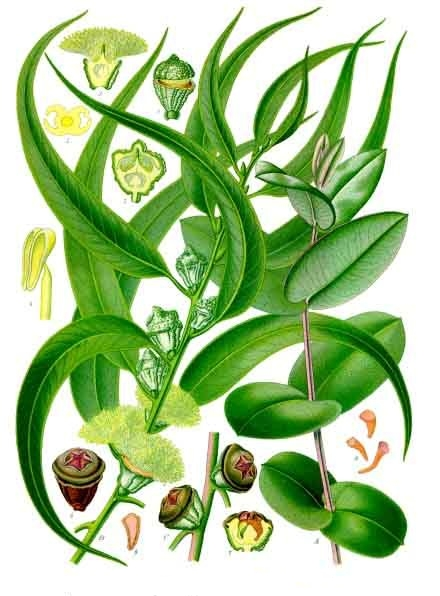
Eucalyptus globulus Labill.
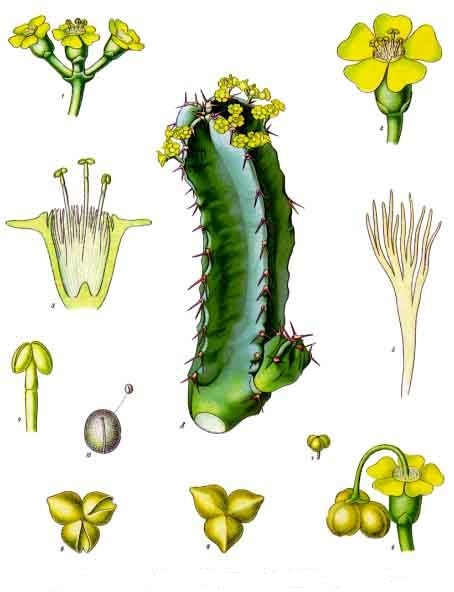
Euphorbia resinifera O.Berg & C.F.Schmidt

## F

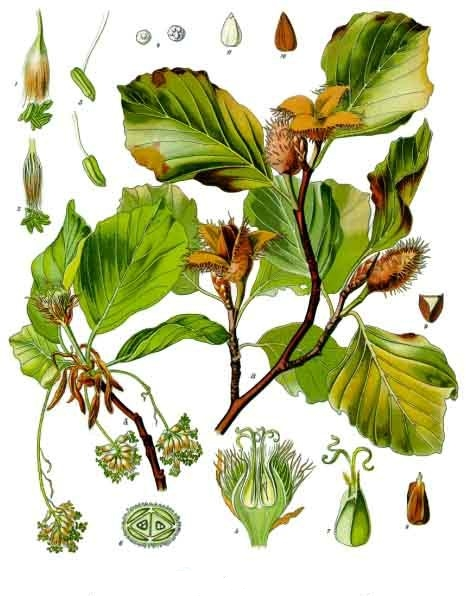
Fagus sylvatica L.
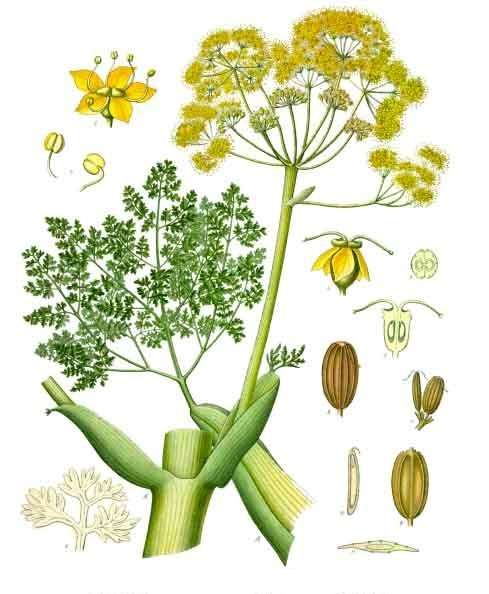
Ferula gummosa Boiss.
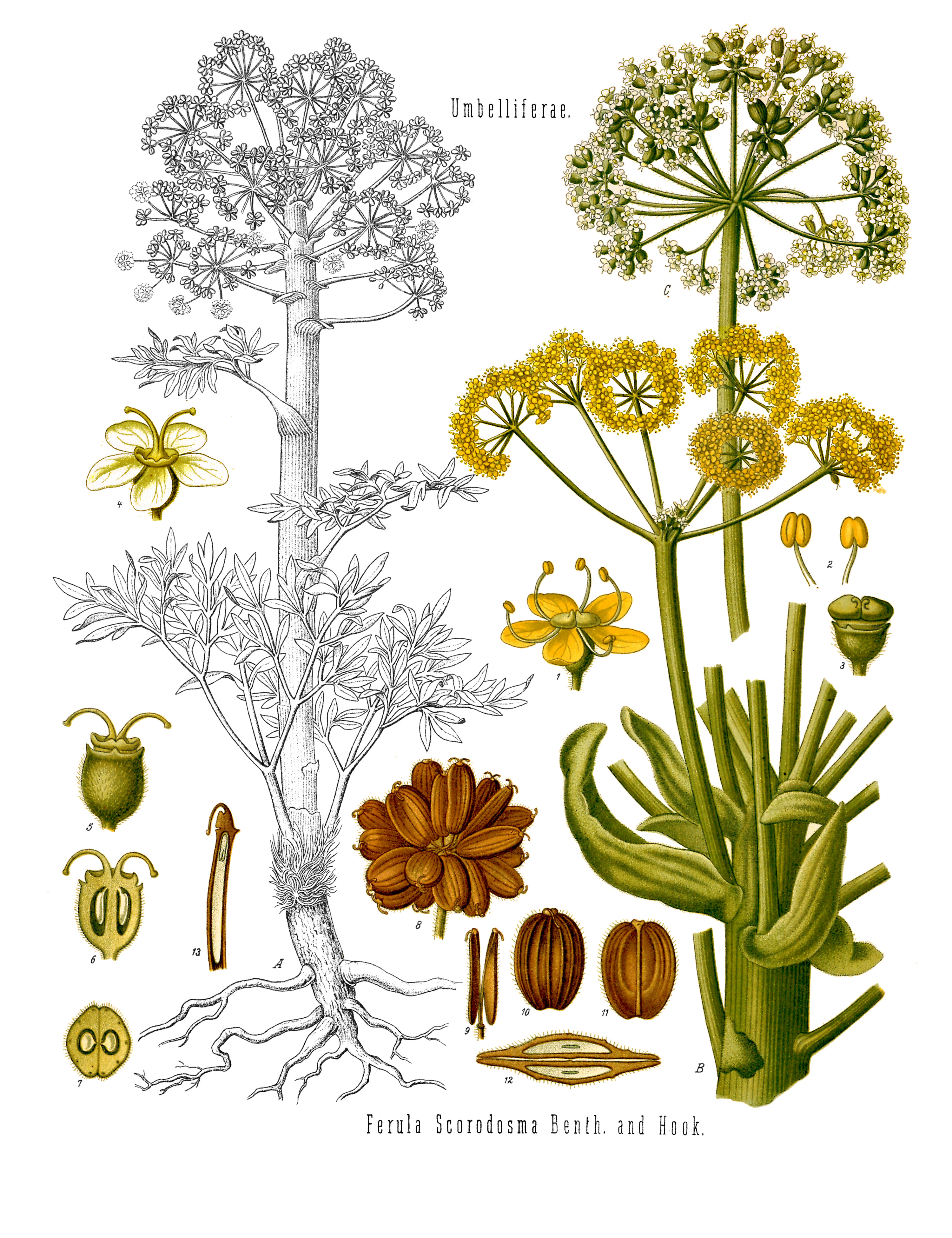
Ferula foetida Regel
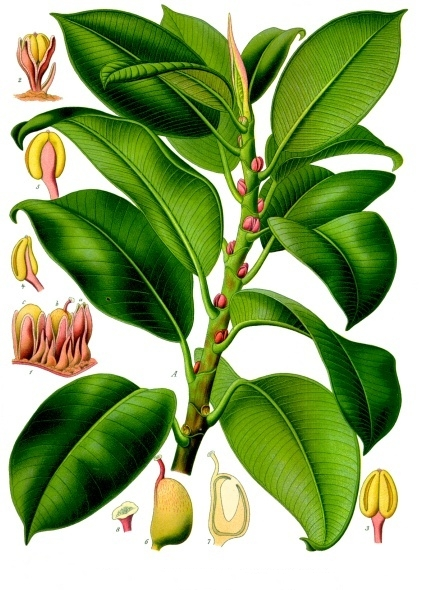
Ficus elastica Roxb. ex Hornem.
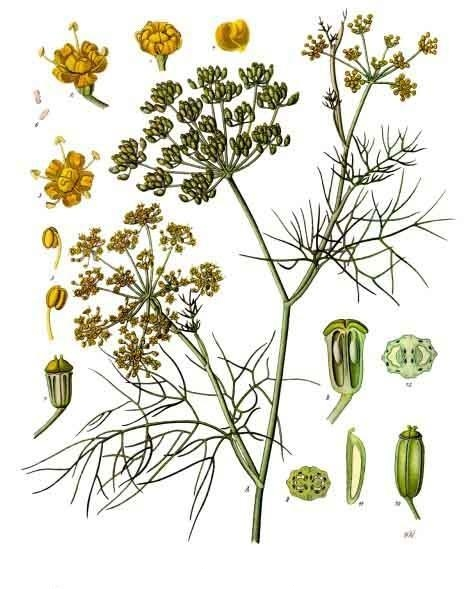
Foeniculum vulgare Mill.
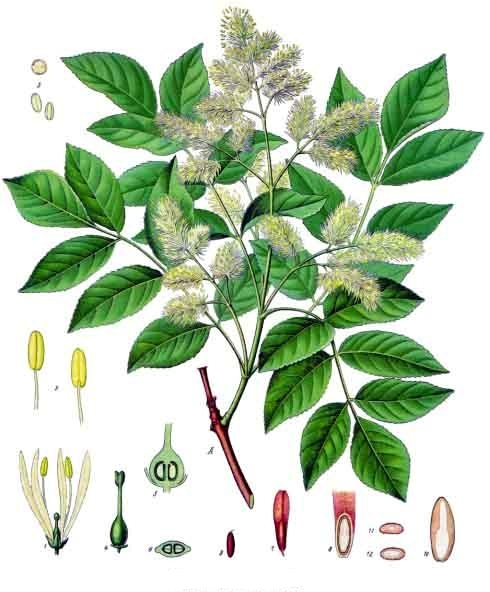
Fraxinus ornus L.

- Fasole
- Feciorică
- Fenicul
- Fragă de pădure
- Frasin

## G

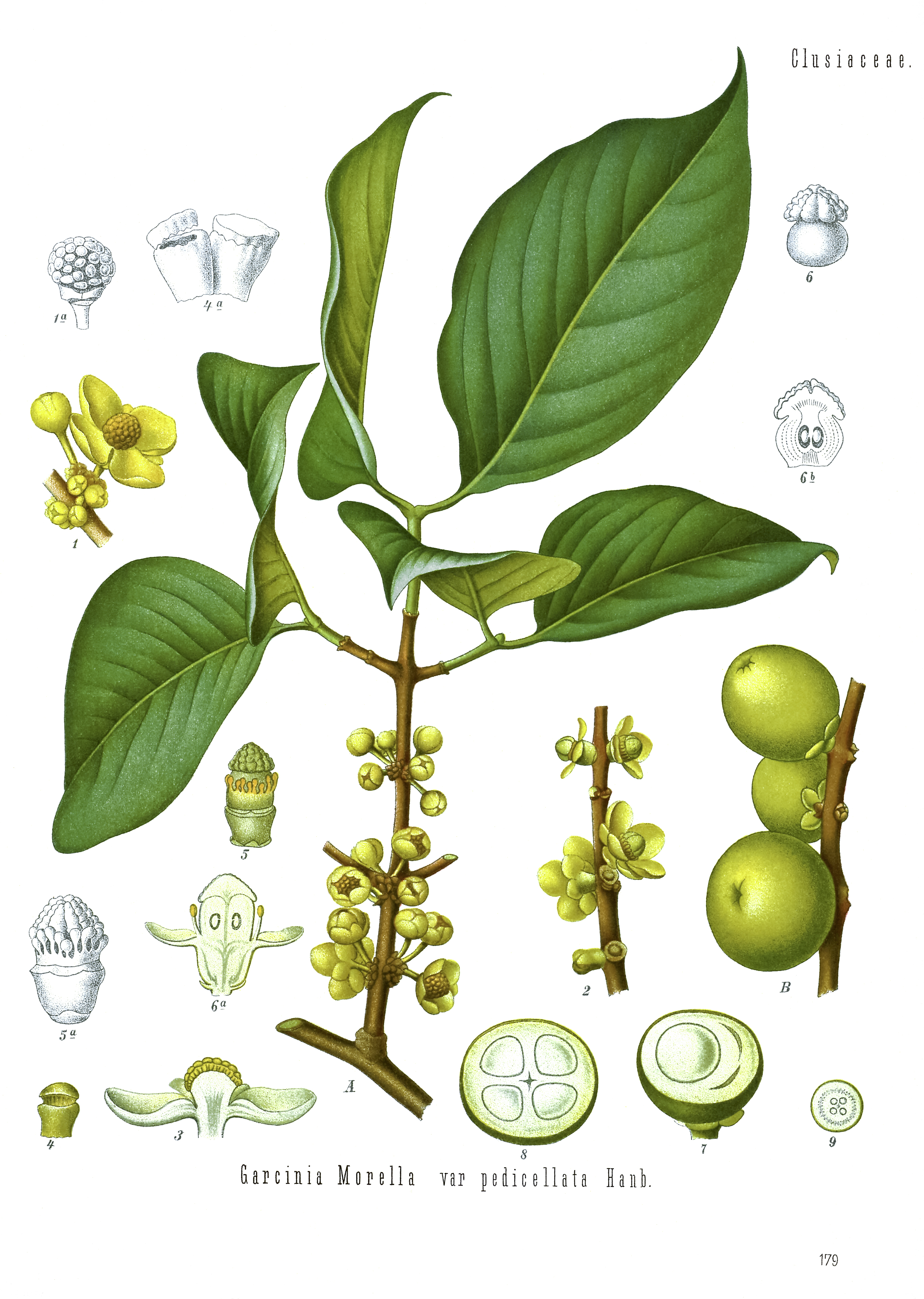
Garcinia morella (Gaertn.) Desr.
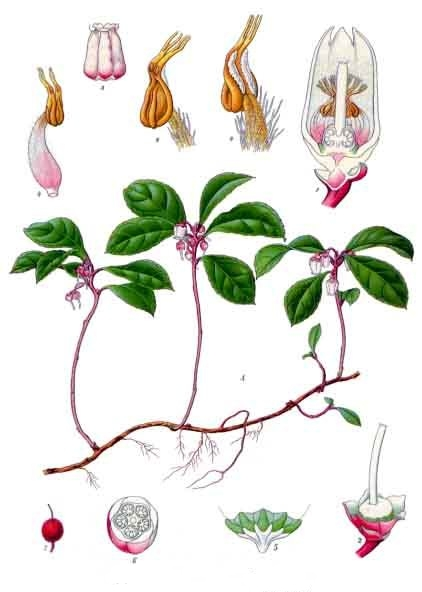
Gaultheria procumbens L.
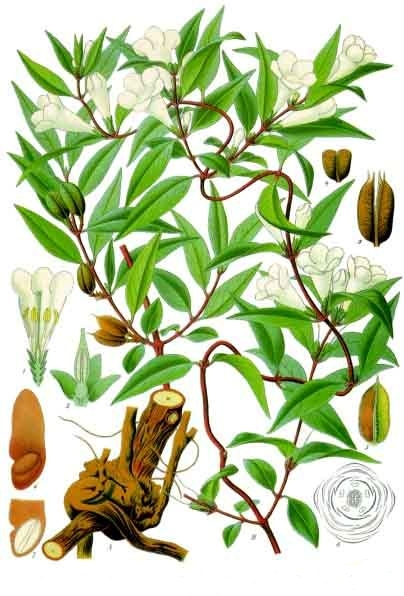
Gelsemium sempervirens (L.) J.St.-Hil.
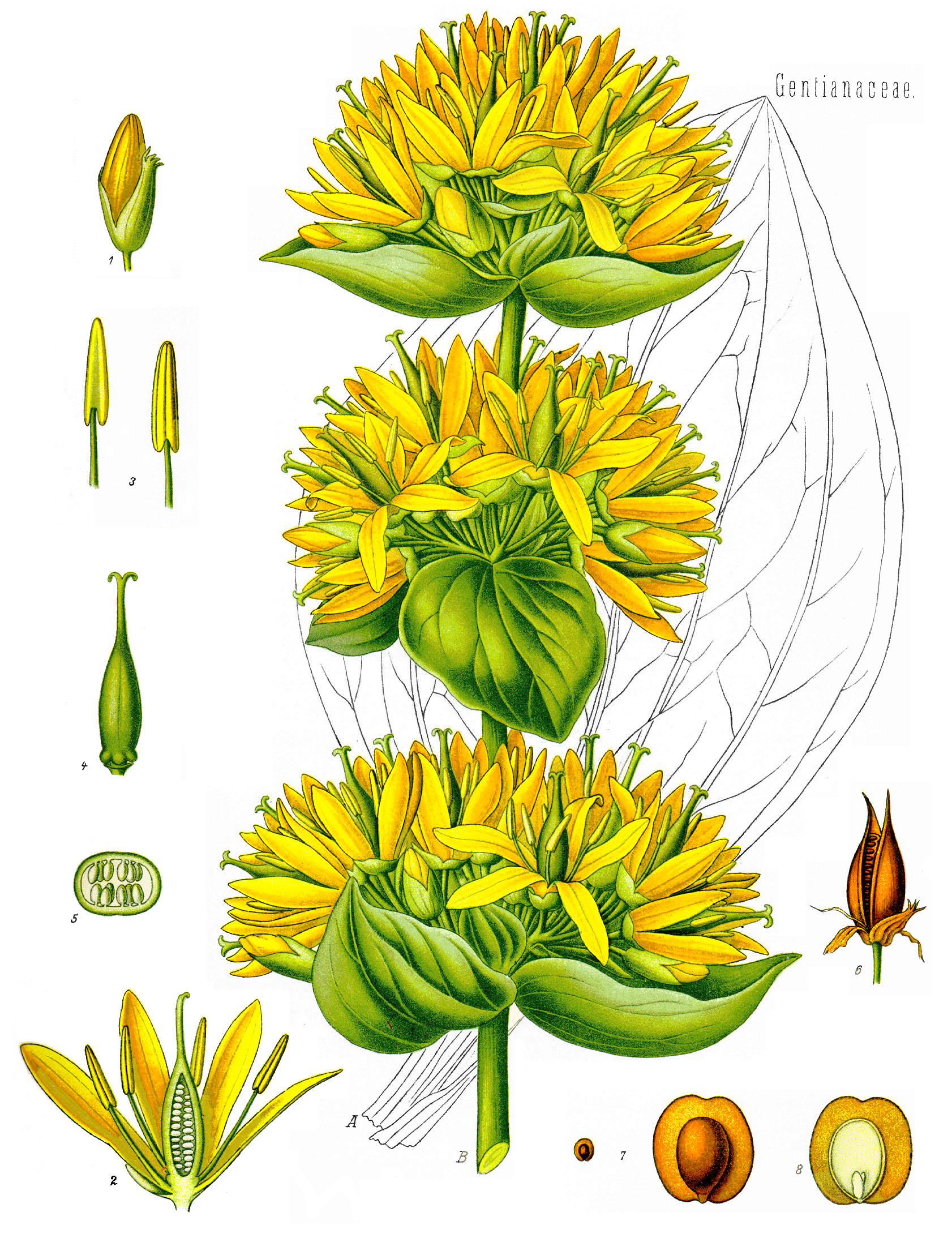
Gentiana lutea L.
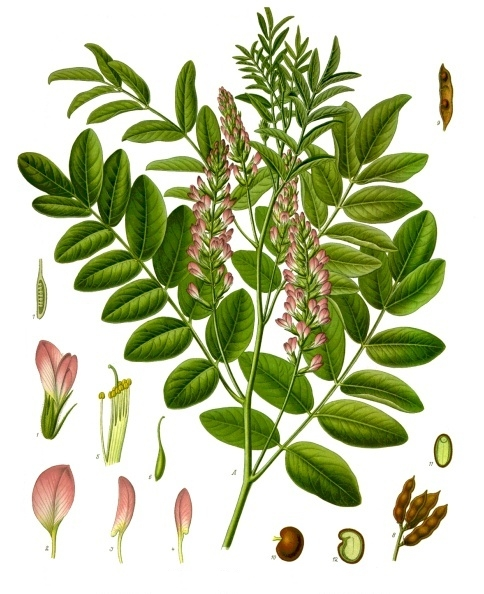
Glycyrrhiza glabra L.
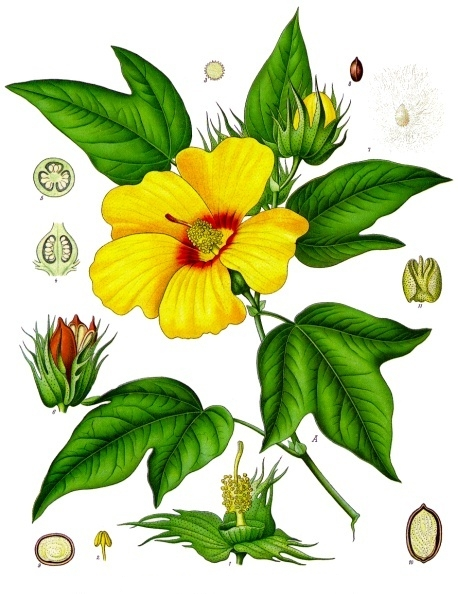
Gossypium barbadense L.
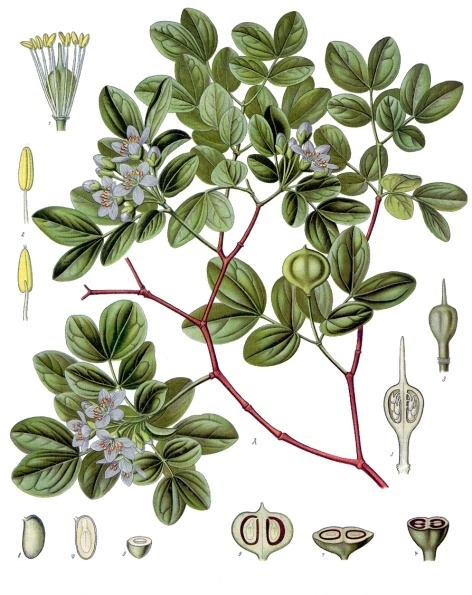
Guaiacum officinale L.

- Gălbenele
- Ghimpe
- Ghimpe pădureț
- Ghințură

## H

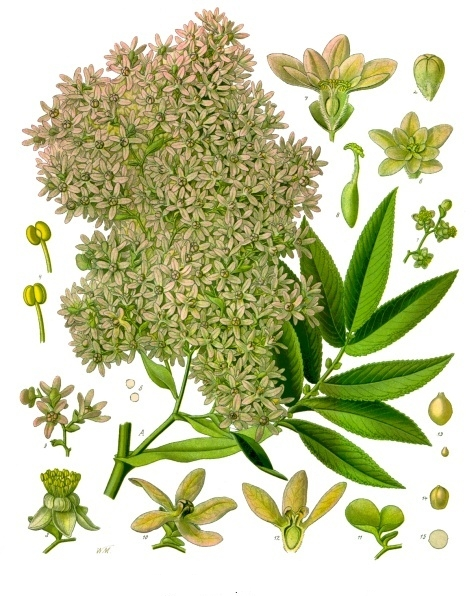
Hagenia abyssinica (Bruce) J.F.Gmel.
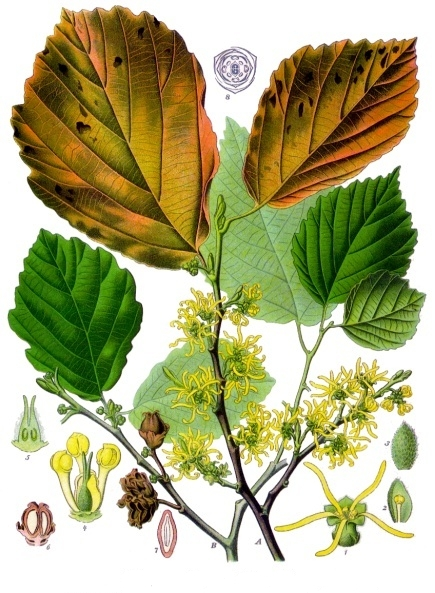
Hamamelis virginiana L.
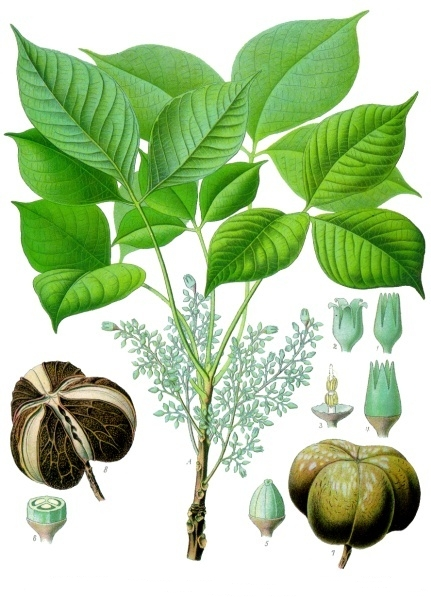
Hevea brasiliensis (Willd. ex A.Juss.) Mull.Arg.
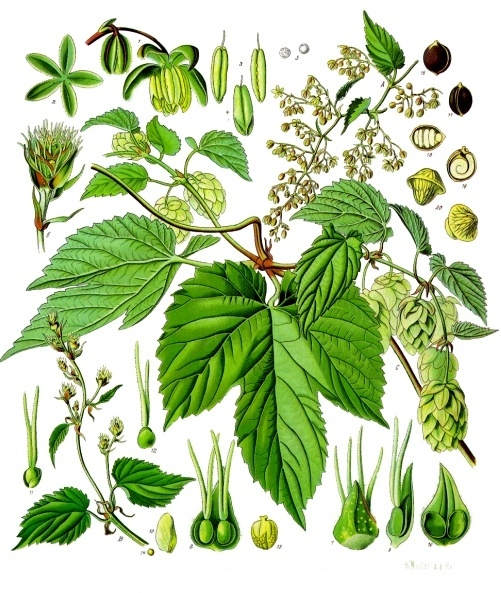
Humulus lupulus L.
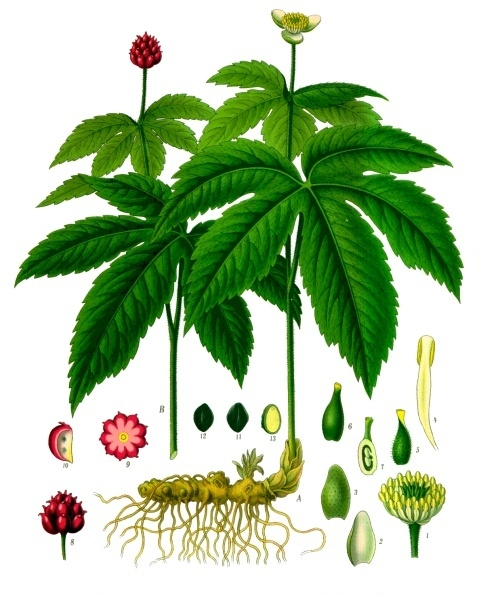
Hydrastis canadensis L.
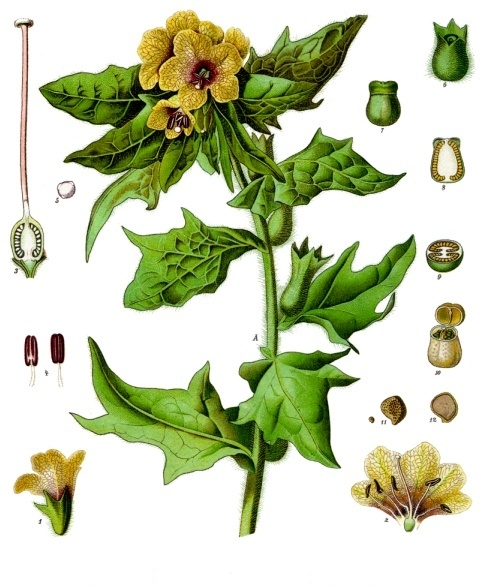
Hyoscyamus niger L.

- Hamei
- Hrean

## I

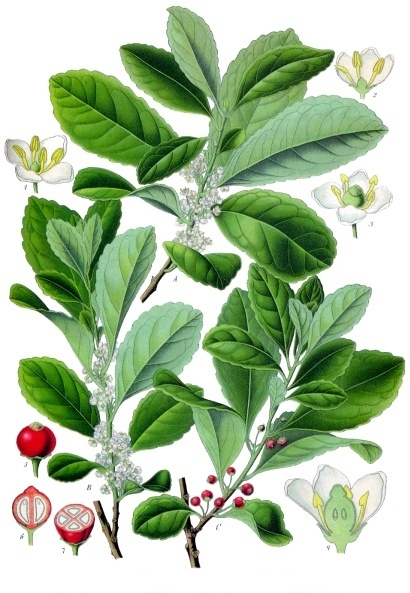
Ilex paraguariensis A.St.-Hil.
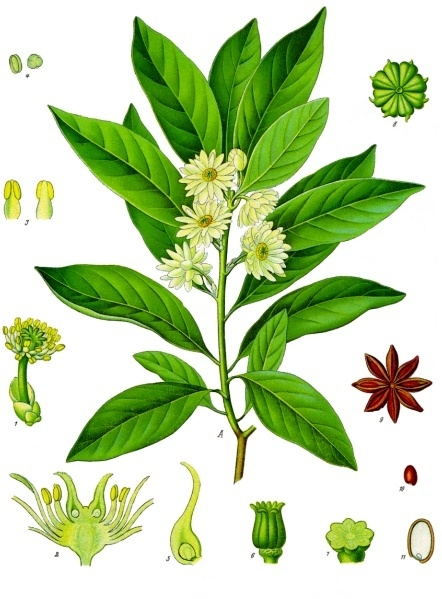
Illicium anisatum L.
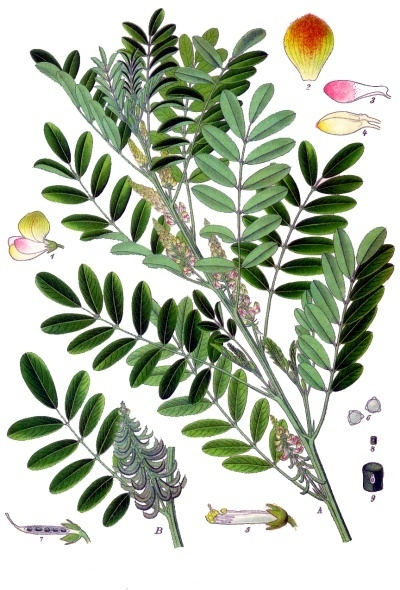
Indigofera suffruticosa Mill.
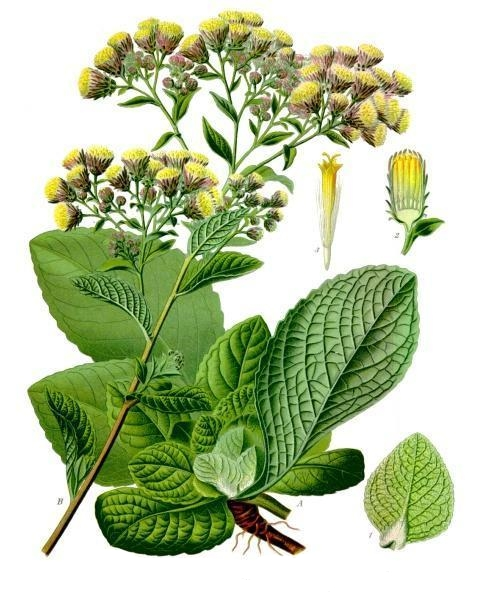
Inula conyzae (Griess.) Meikle
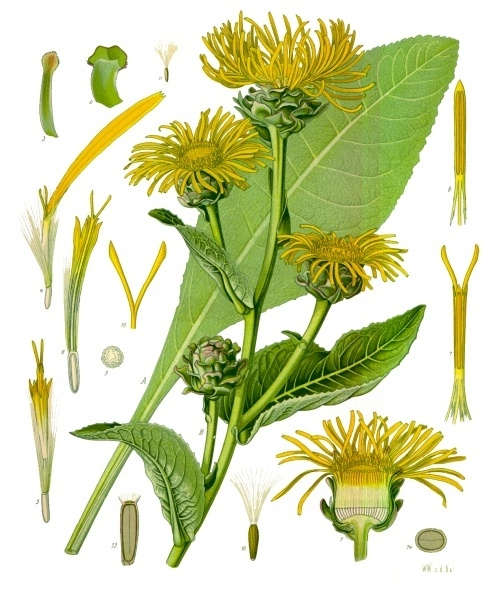
Inula helenium L.
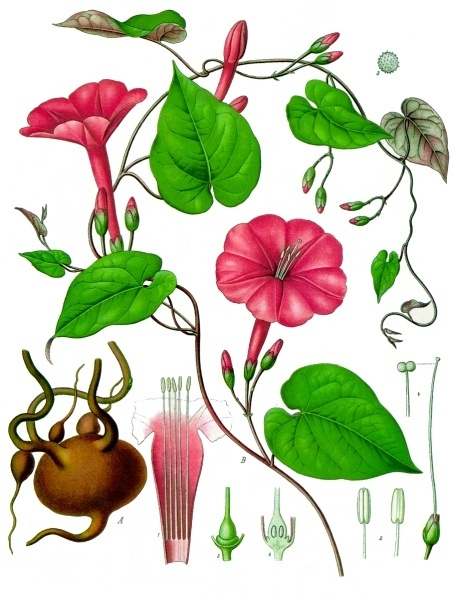
Ipomoea purga (Wender.) Hayne
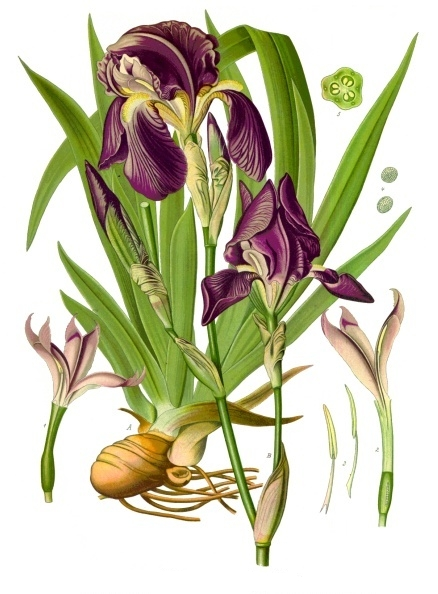
Iris germanica L.
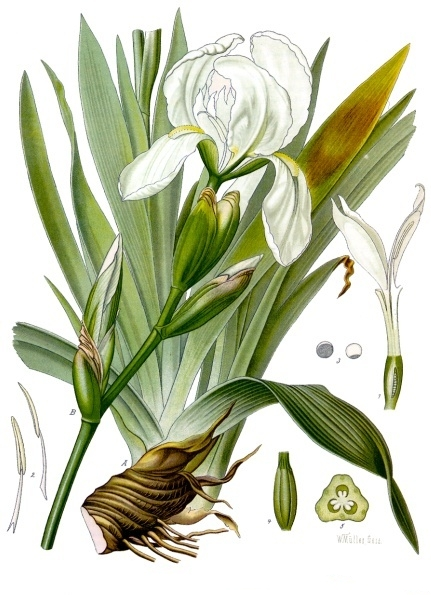
Iris germanica L. var. florentina Dykes
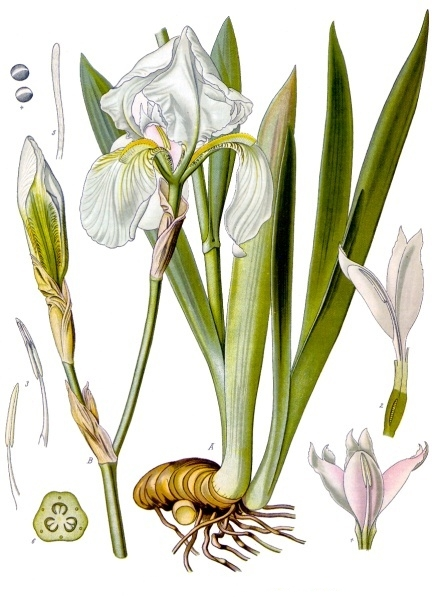
Iris pallida Lam.

- Iarbă mare
- Ienupăr
- In
- Ipcărigea
- Isop
- Izmă

## J

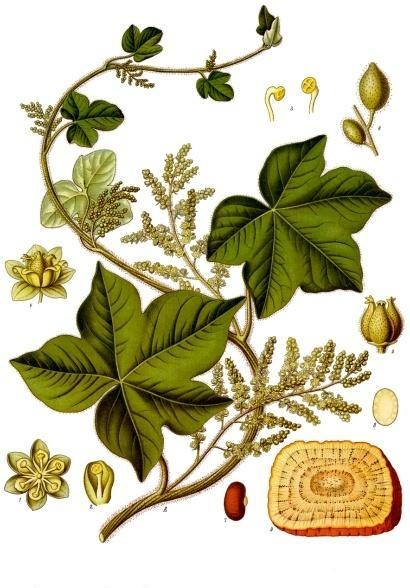
Jateorhiza palmata (Lam.) Miers
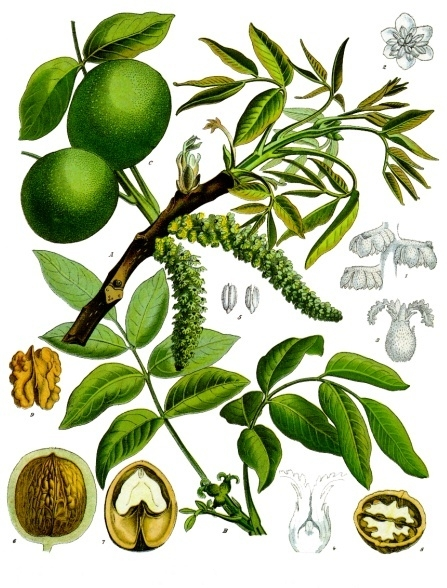
Juglans regia L.
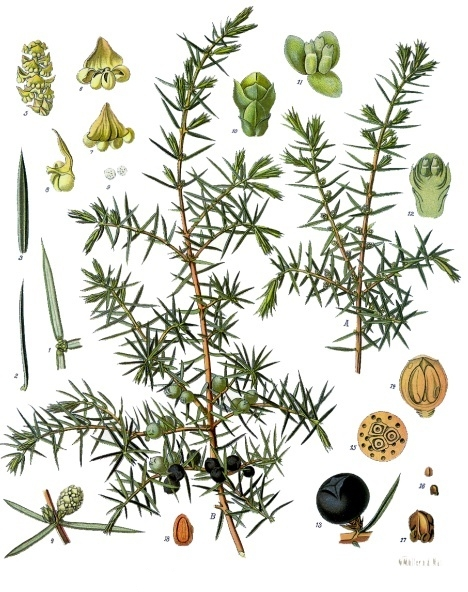
Juniperus communis L.
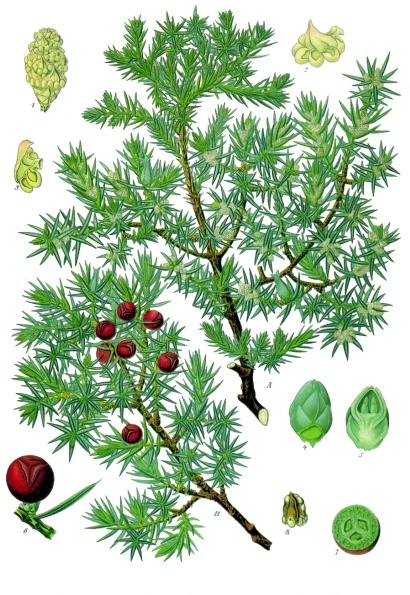
Juniperus oxycedrus L.
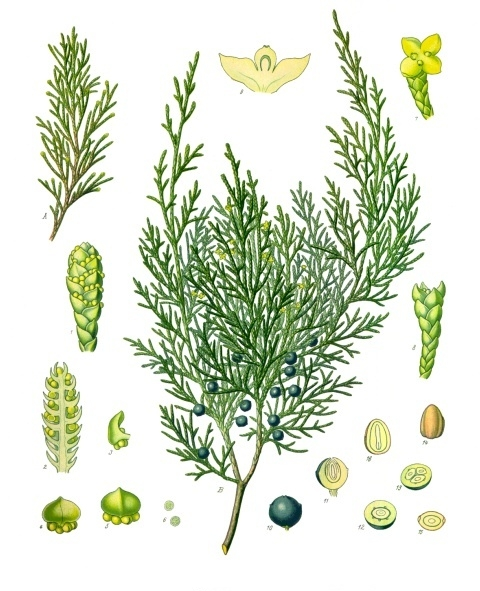
Juniperus sabina L.

- Jaleș
- Jneapăn

## K

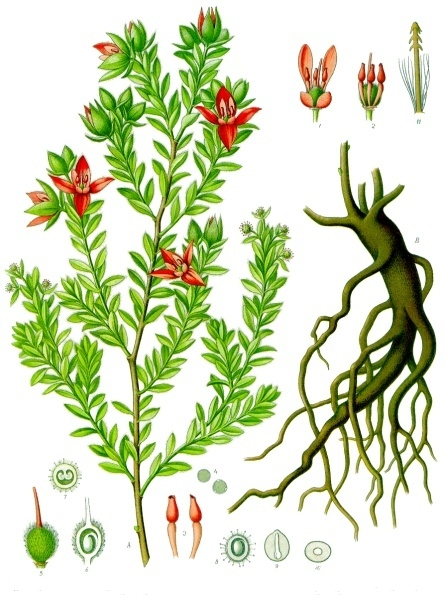
Krameria lappacea (Dombey) Burdet & B.B.Simpson

## L

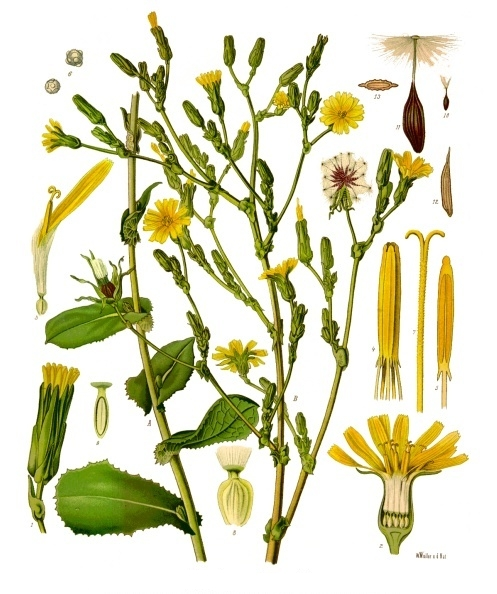
Lactuca virosa L.
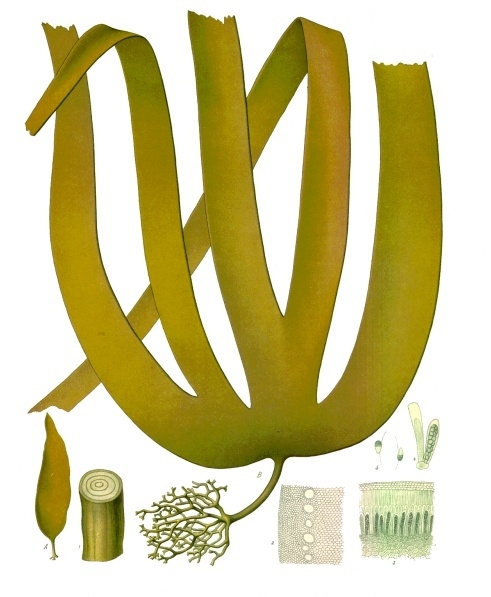
Laminaria cloustoni
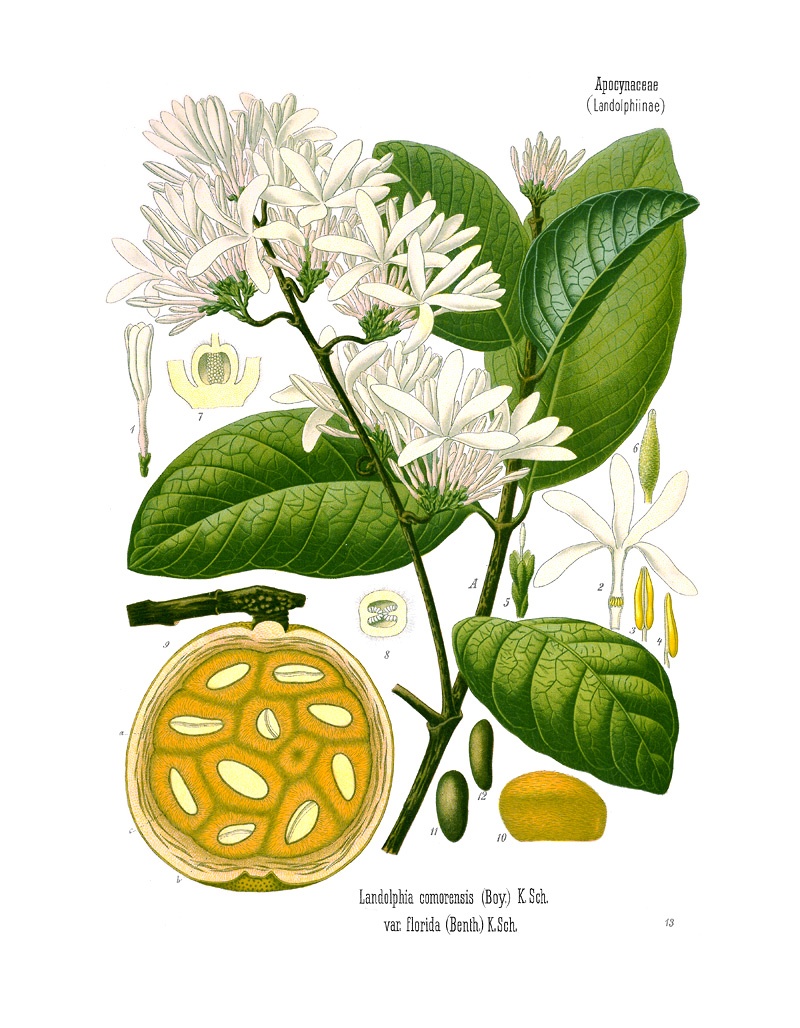
Landolphia comorensis (Boy.) K.Sch. var. florida (Benth.) K.Sch.
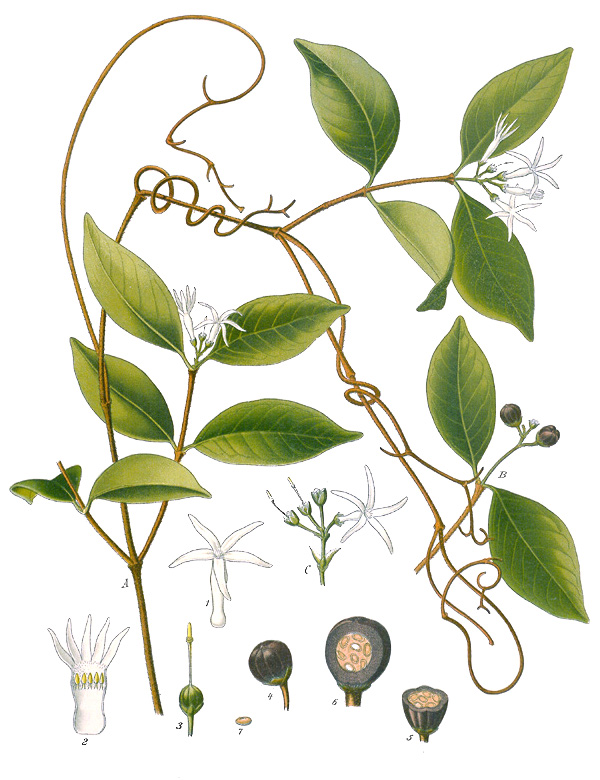
Landolphia watsoniana Vogtherr
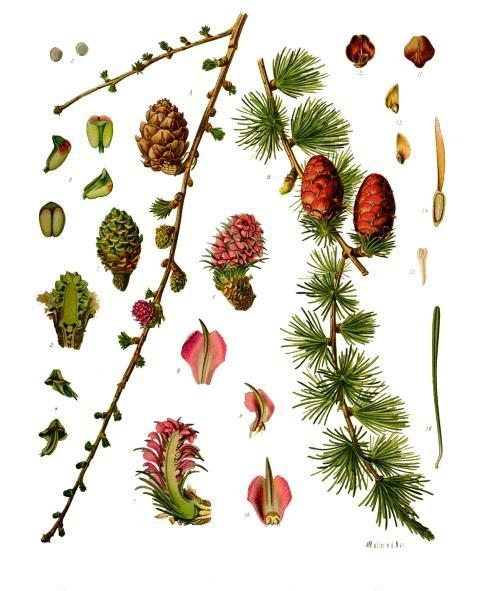
Larix decidua Mill.
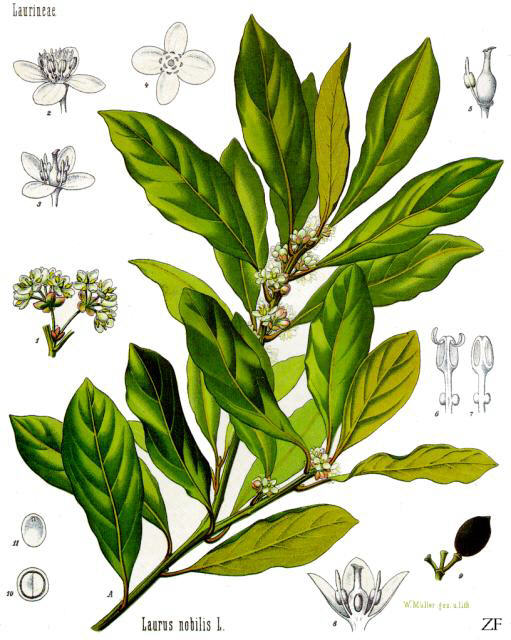
Laurus nobilis L.
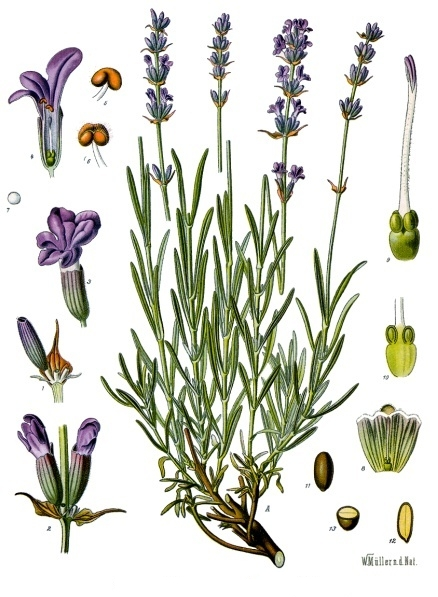
Lavandula angustifolia Mill.
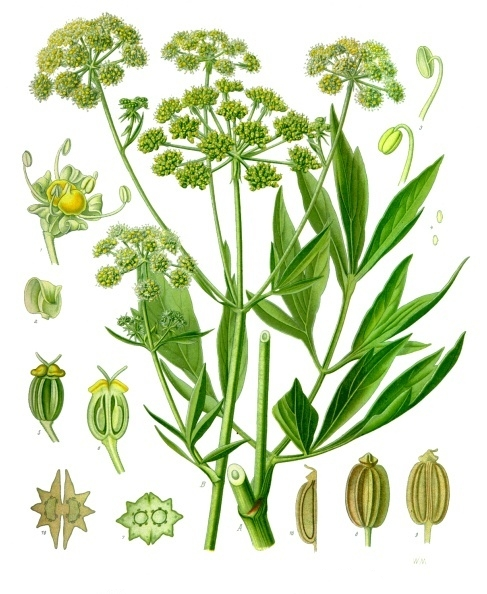
Levisticum officinale W.D.J.Koch
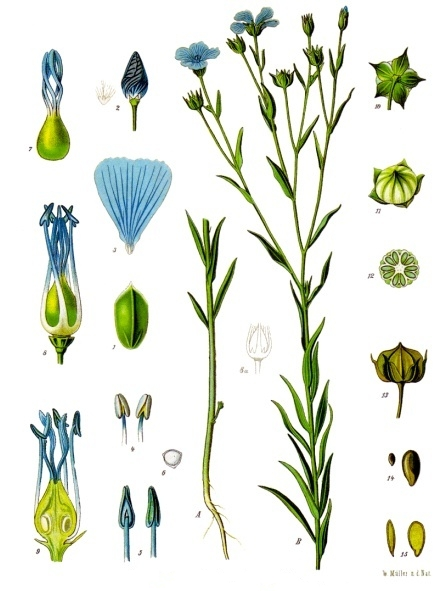
Linum usitatissimum L.
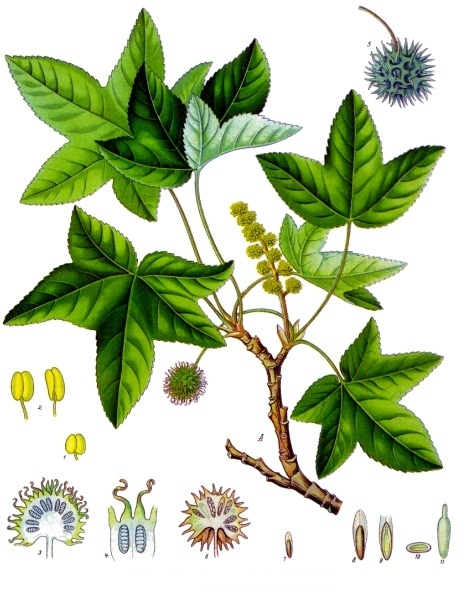
Liquidambar orientalis Miller
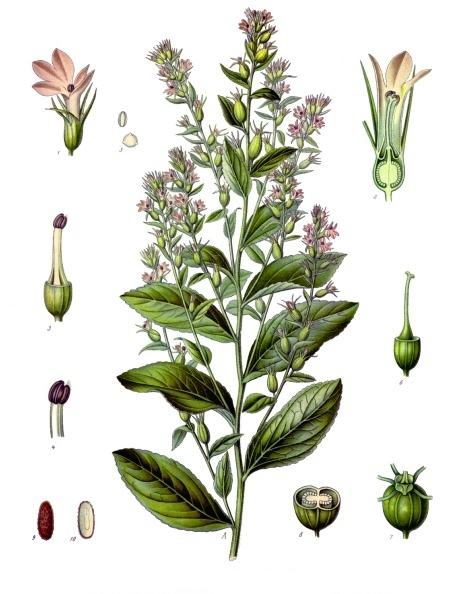
Lobelia inflata L.
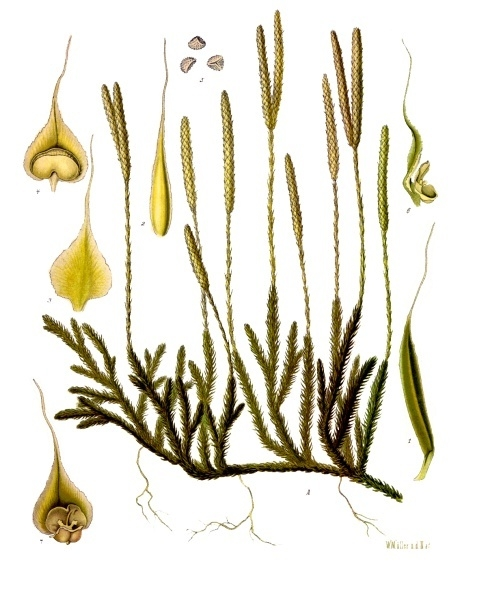
Lycopodium clavatum L.

- Lăcrămioară
- Lemn dulce
- Levănțică
- Limba cerbului
- Limba mielului
- Lumânărica pământului
- Lumânărică

## M

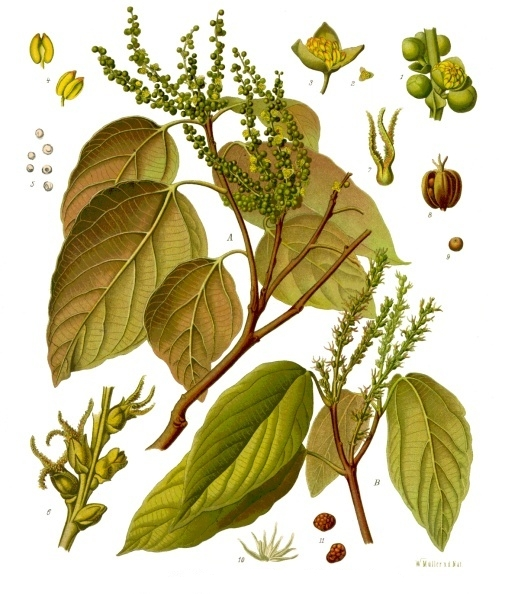
Mallotus philippensis (Lam.) Mull.Arg.
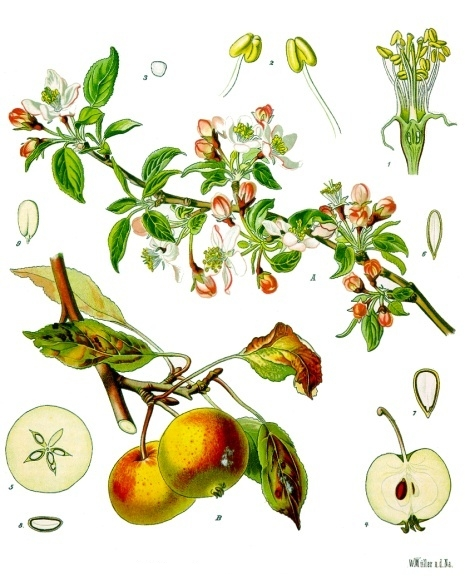
Malus domestica Borkh.
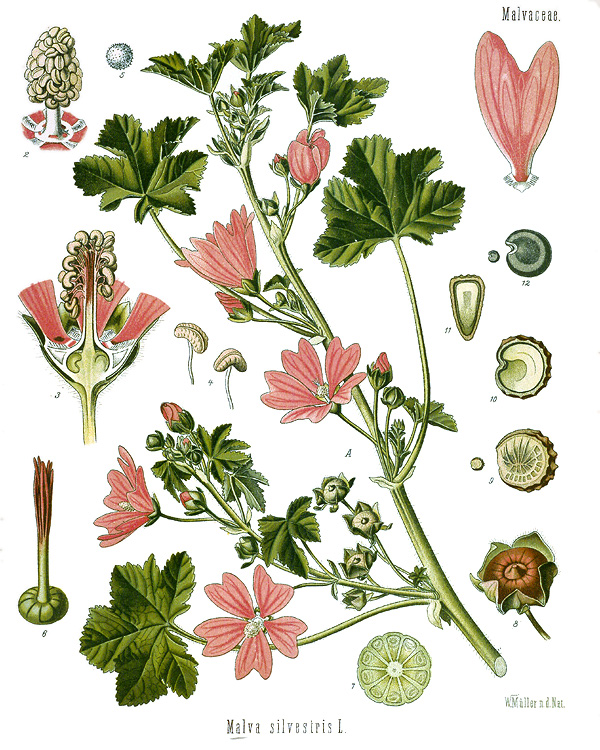
Malva sylvestris L.
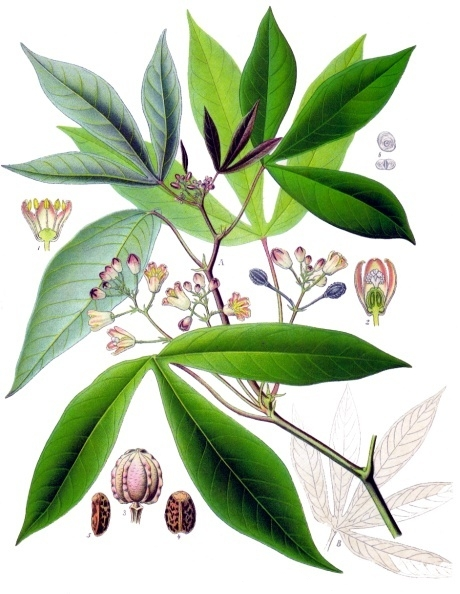
Manihot esculenta Crantz
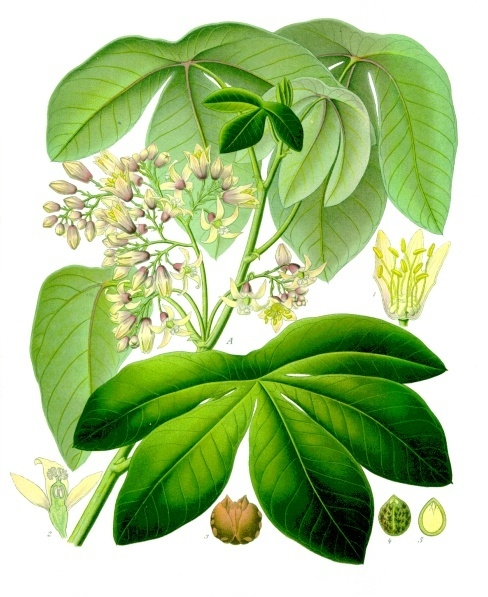
Manihot glaziovii Müll.Arg.
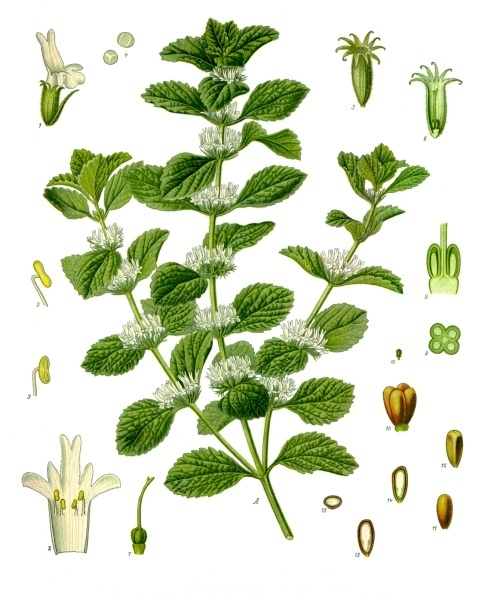
Marrubium vulgare L.
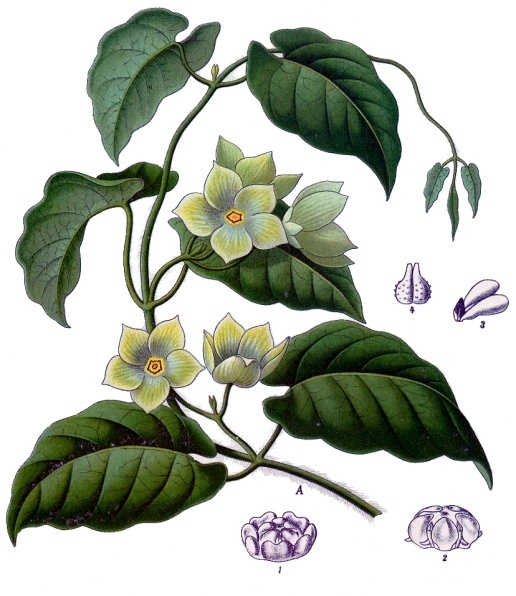
Matelea denticulata (Vahl) Fontella & E.A.Schwarz
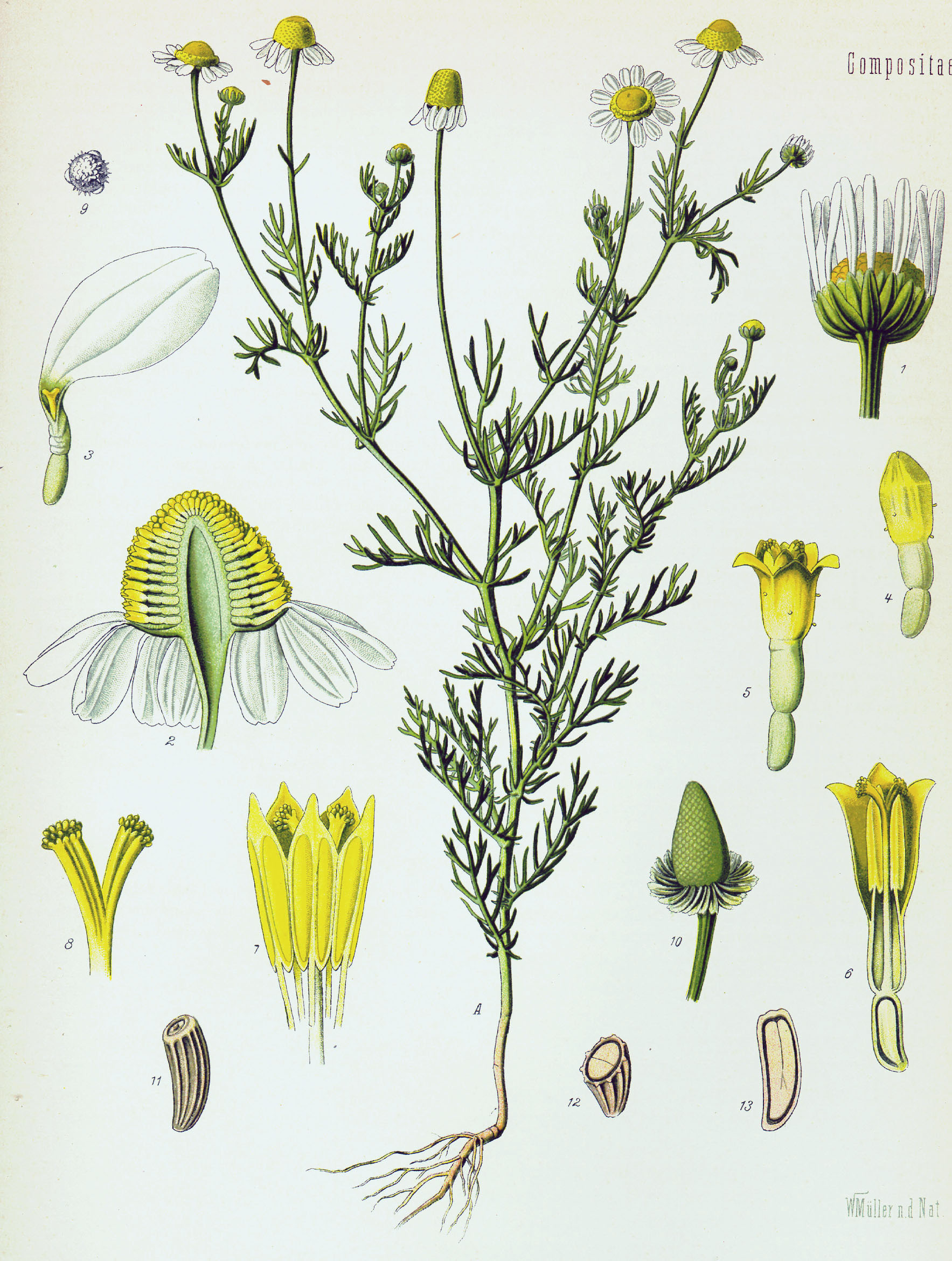
Matricaria recutita L.
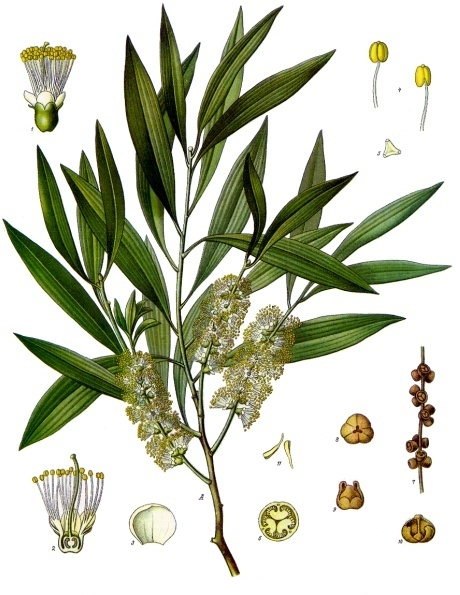
Melaleuca leucadendra (L.) L.
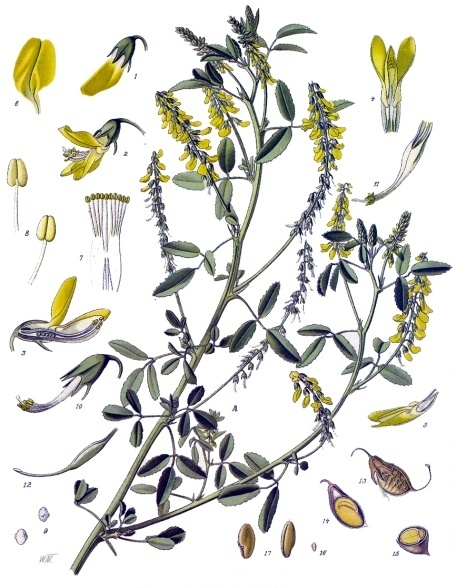
Melilotus officinalis Lam.
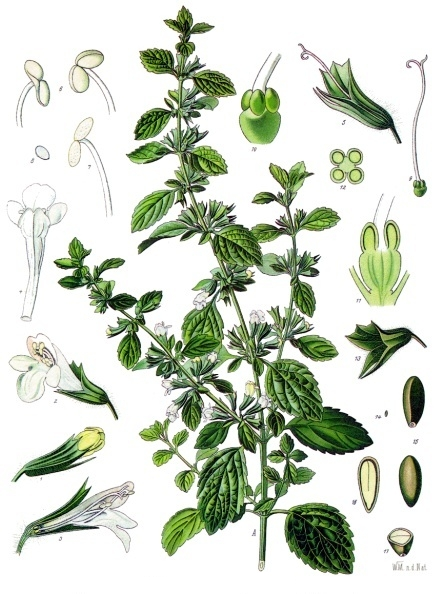
Melissa officinalis L.
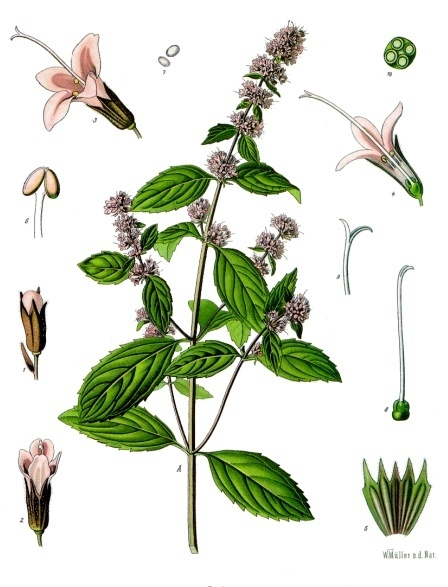
Mentha piperita L.
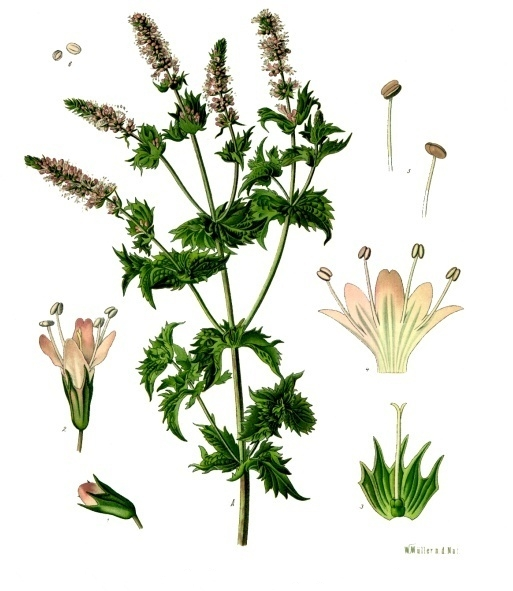
Mentha spicata L. var. crispata Schrad.
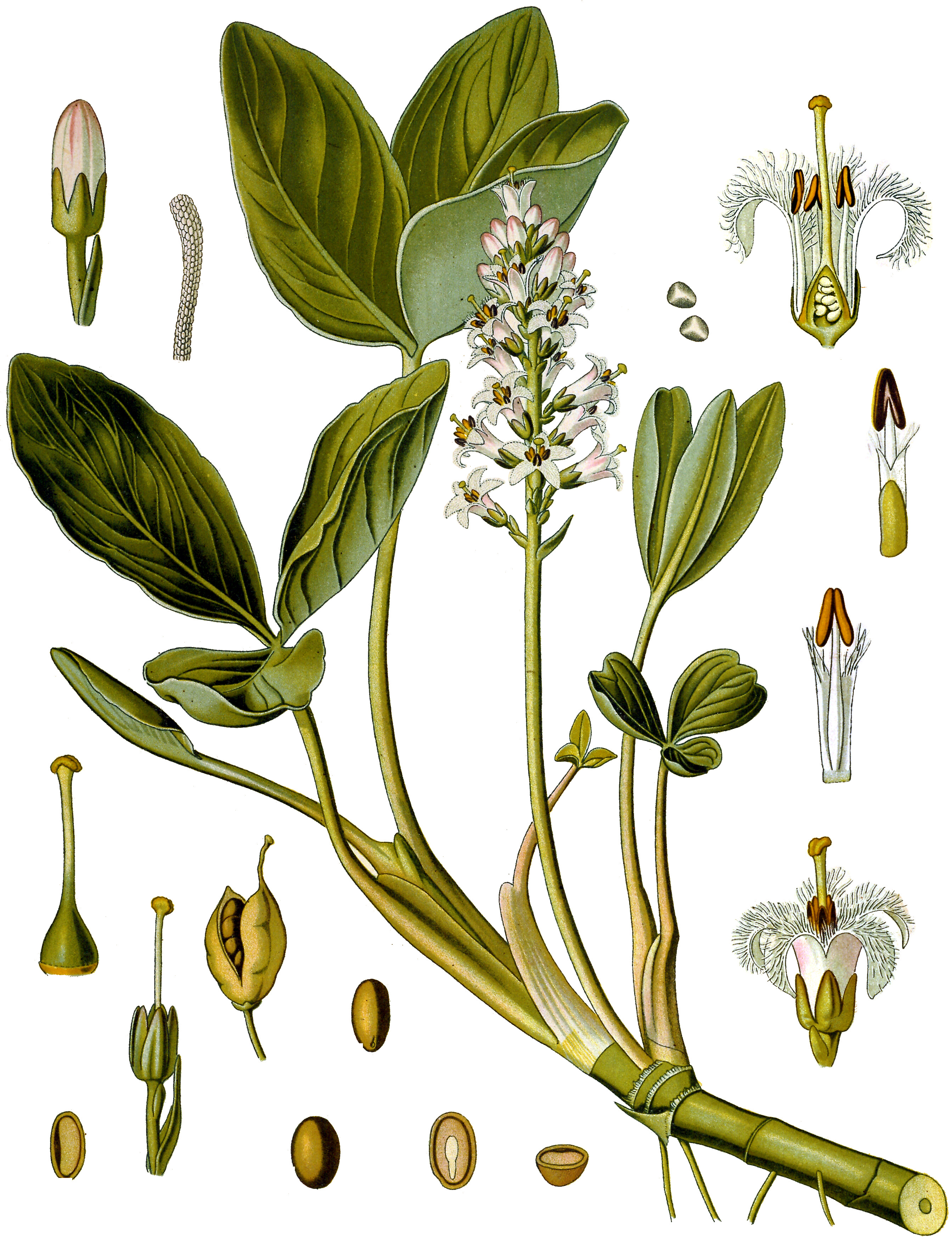
Menyanthes trifoliata L.
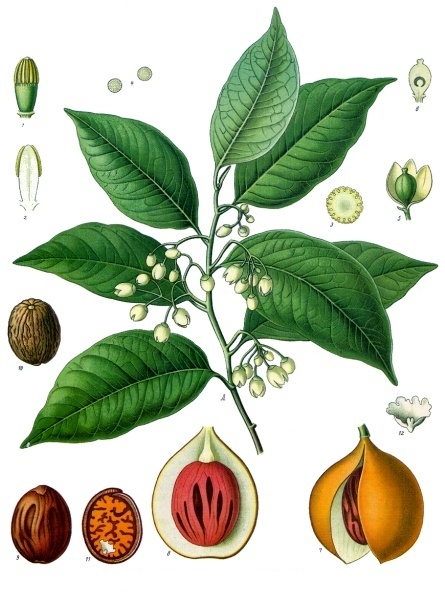
Myristica fragrans Houtt.
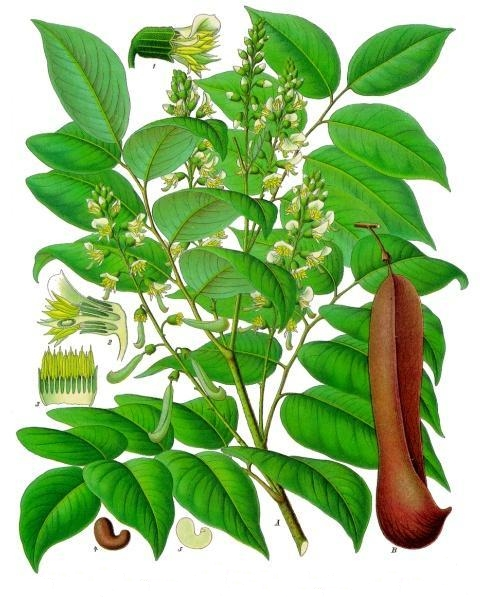
Myroxylon balsamum (L.) Harms var. balsamum
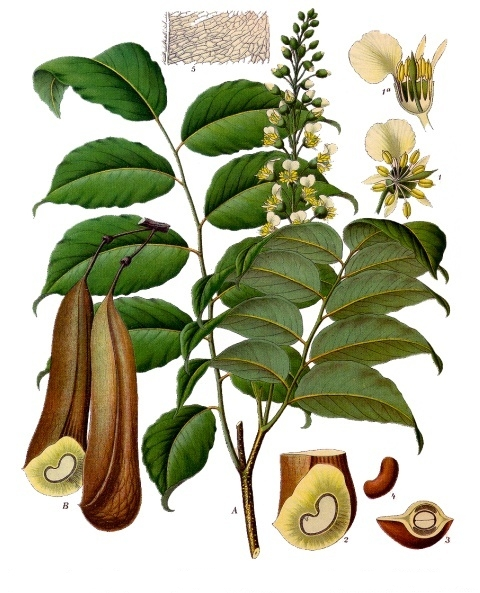
Myroxylon balsamum var. pereirae (Royle) Harms

- Măceș
- Mac
- Maghiran
- Mărul lupului
- Măselariță
- Mătăciune
- Mătrăgună
- Merișor
- Mesteacăn
- Molotru galben
- Mur
- Mușețel
- Muștar negru

## N

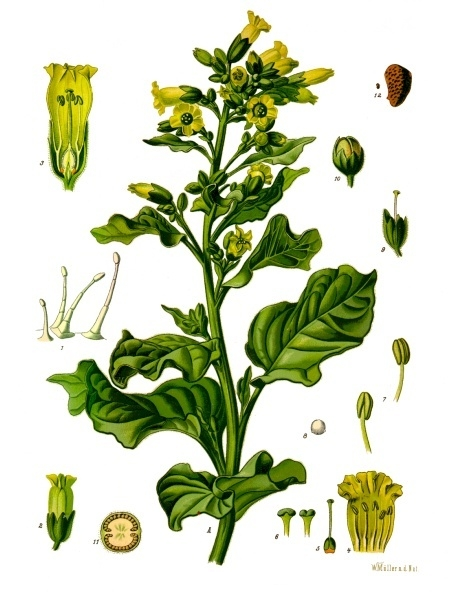
Nicotiana rustica L.
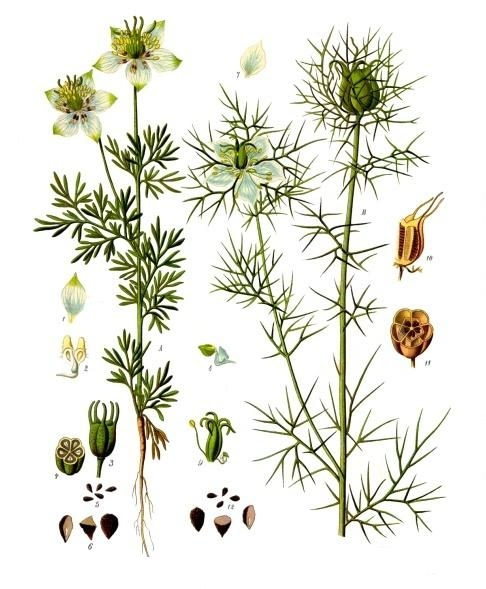
Nigella sativa L.

- Nalbă de pădure
- Nalbă mare
- Nuc

## O

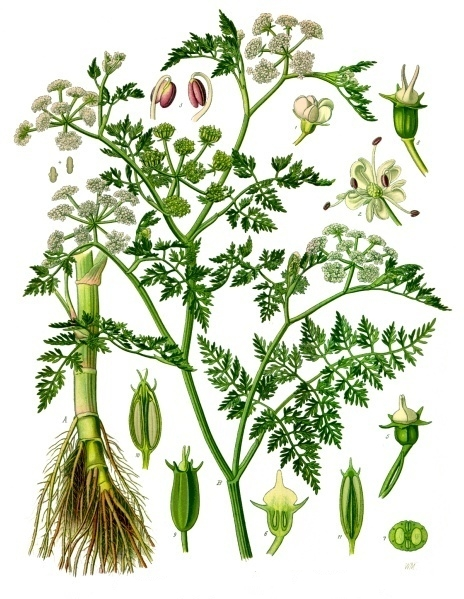
Oenanthe aquatica (L.) Poir.
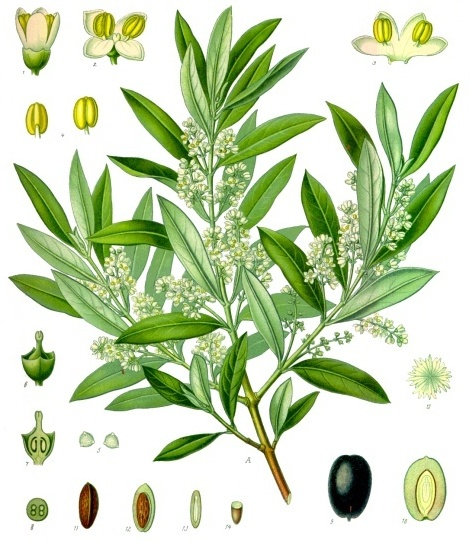
Olea europaea L.
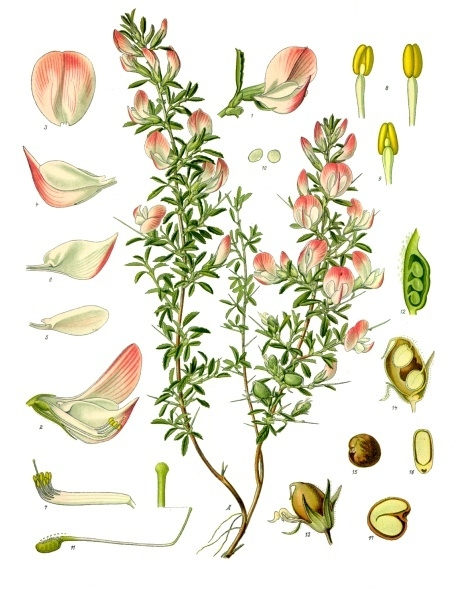
Ononis spinosa L.
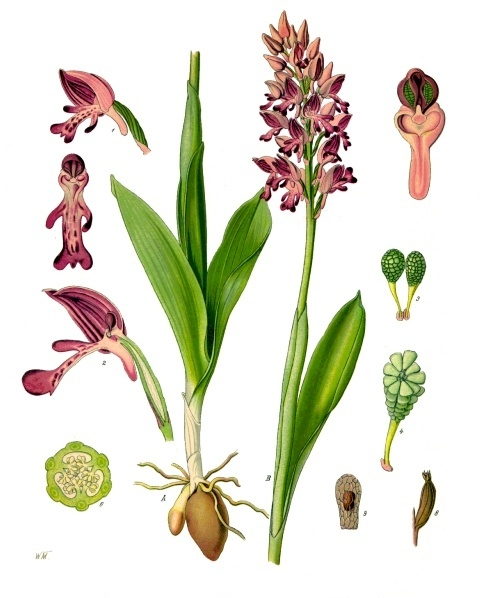
Orchis militaris L.
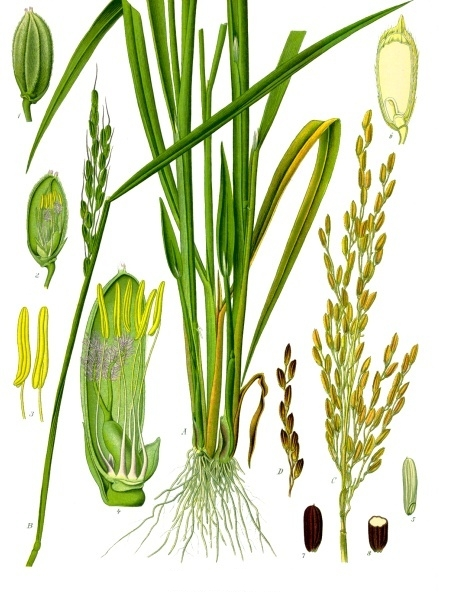
Oryza sativa L.

- Obligeană
- Odolean
- Omag
- Osul iepurelui

## P

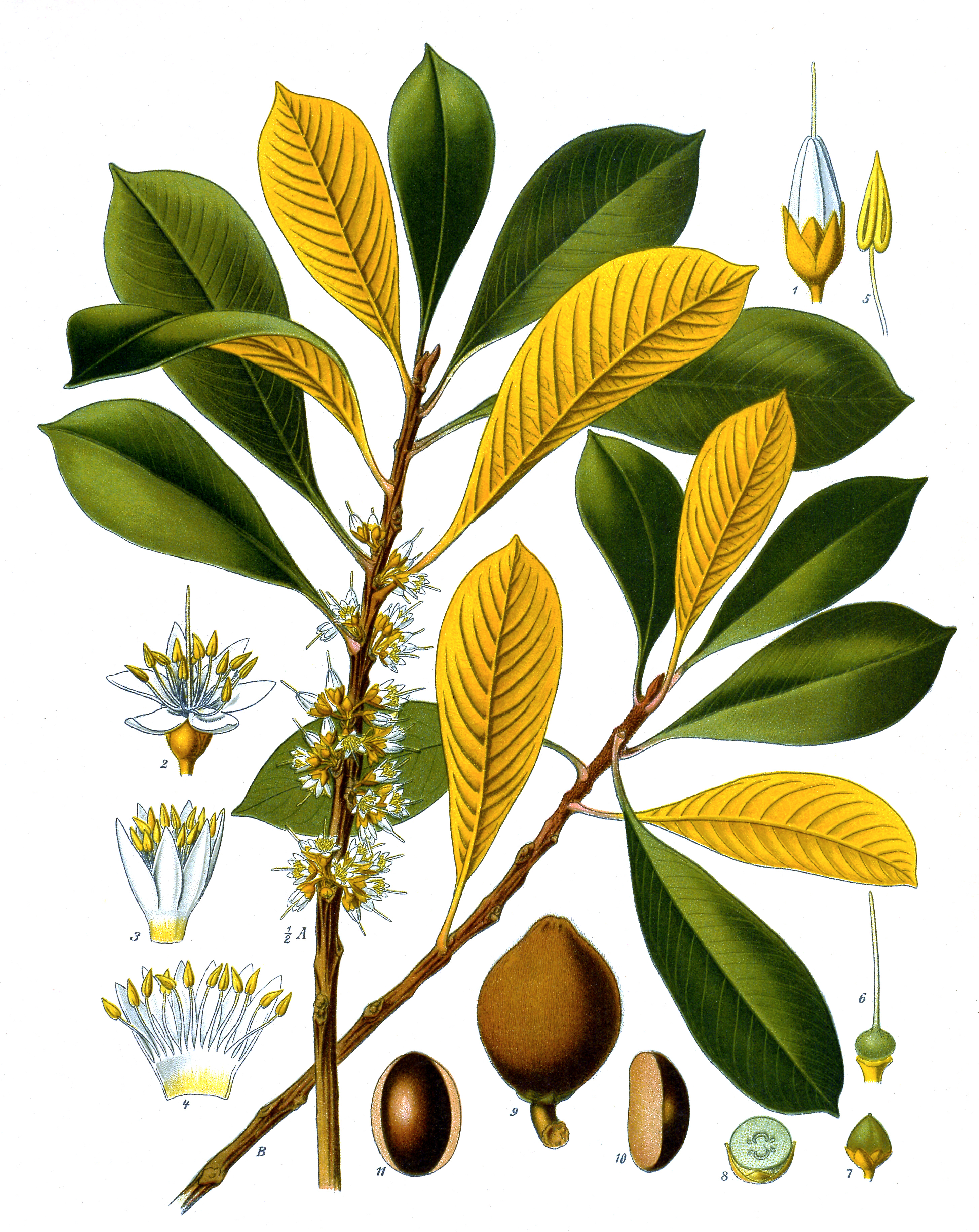
Palaquium gutta (Hook.) Baill.
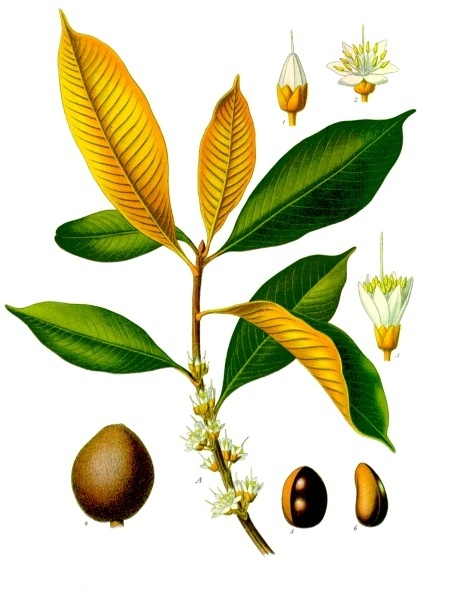
Palaquium oblongifolium Burck
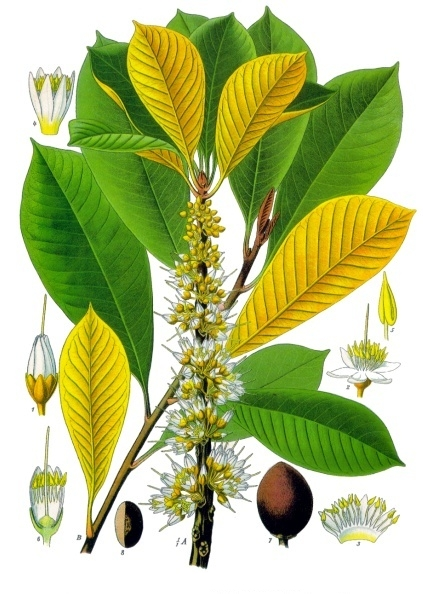
Palaquium treubii Burck.
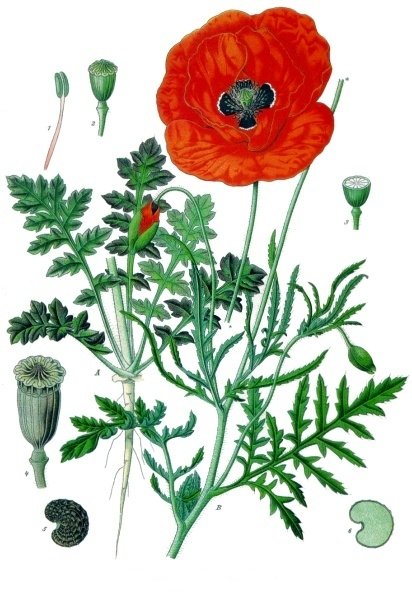
Papaver rhoeas L.
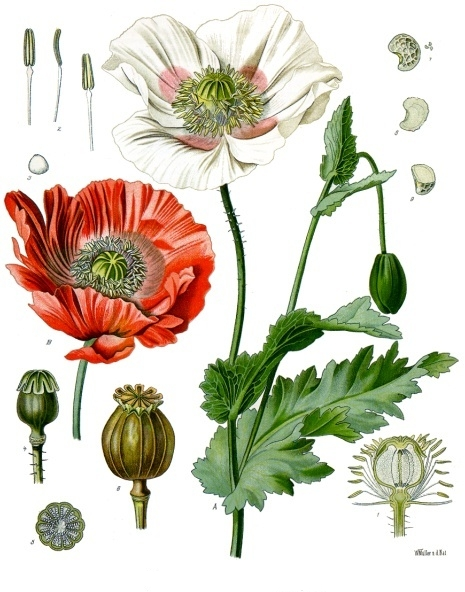
Papaver somniferum L.
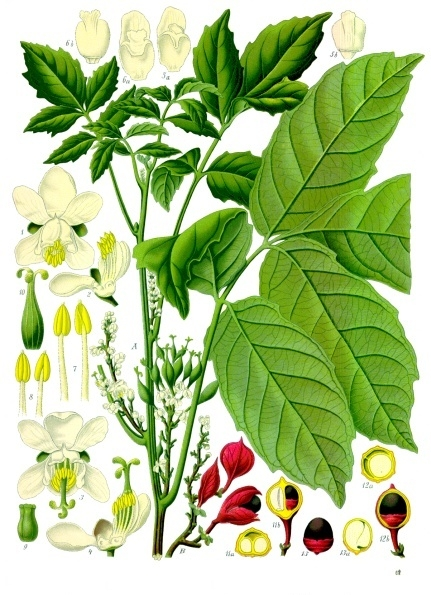
Paullinia cupana Kunth
Petroselinum crispum (Mill.) Nyman ex A.W.Hill
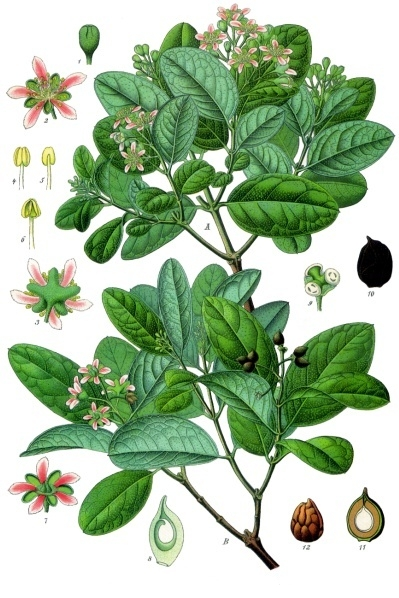
Peumus boldus Molina
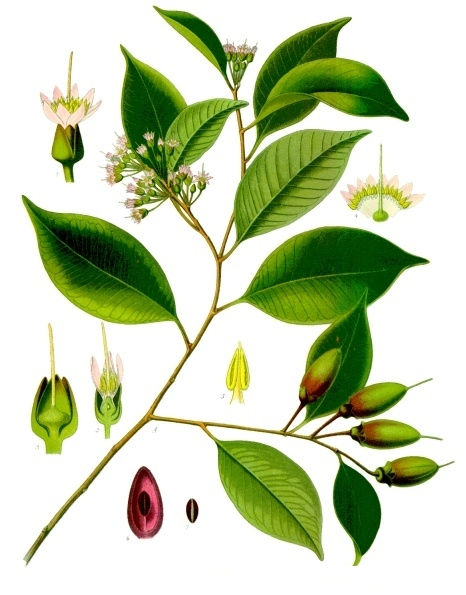
Payena leeri (Teijsm. & Binn.) Kurz
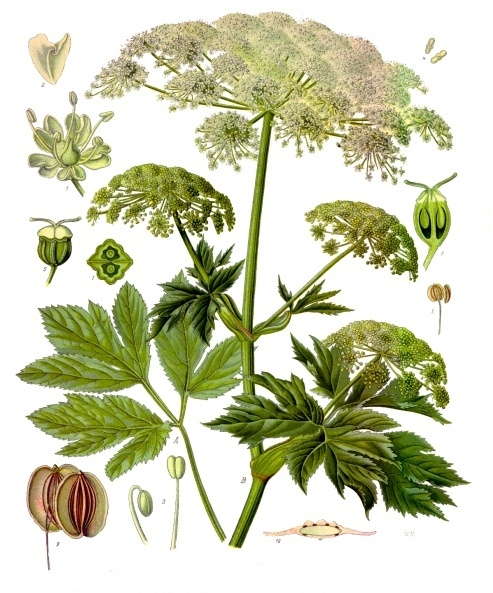
Peucedanum ostruthium (L.) W. D. J. Koch
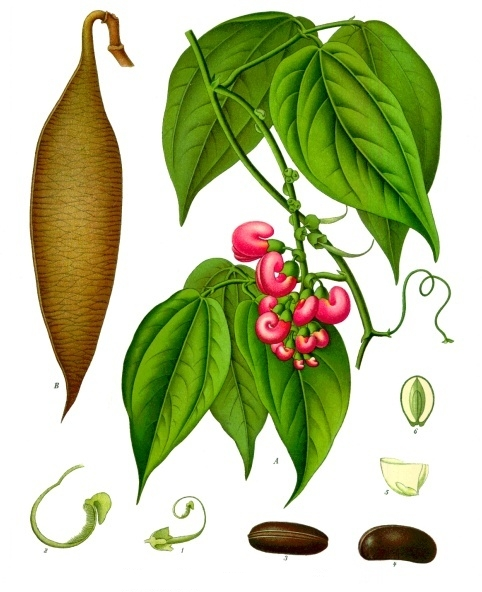
Physostigma venenosum Balf.
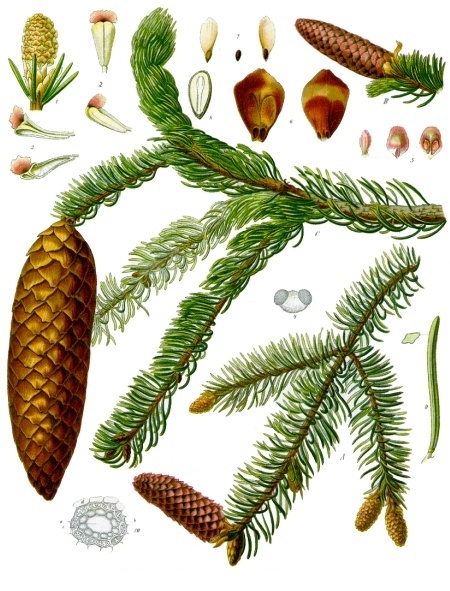
Picea abies (L.) H.Karst.
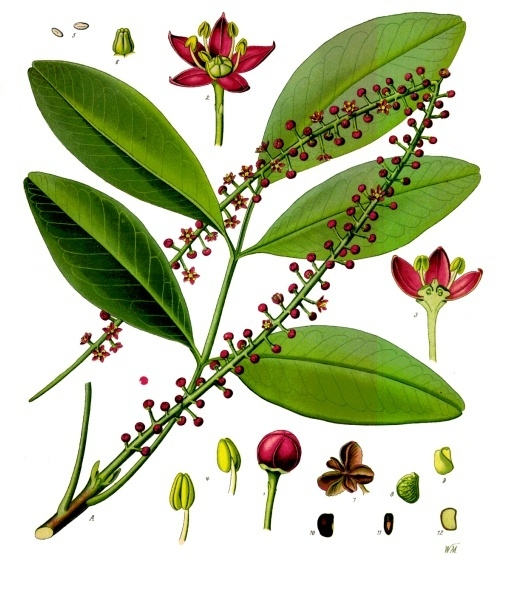
Pilocarpus pennatifolius Lem.
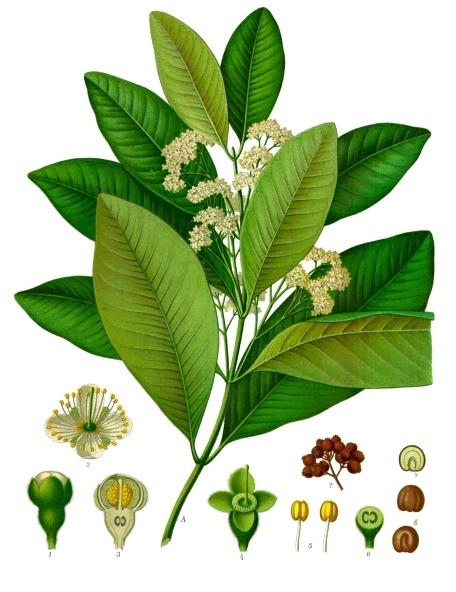
Pimenta dioica (L.) Merr.
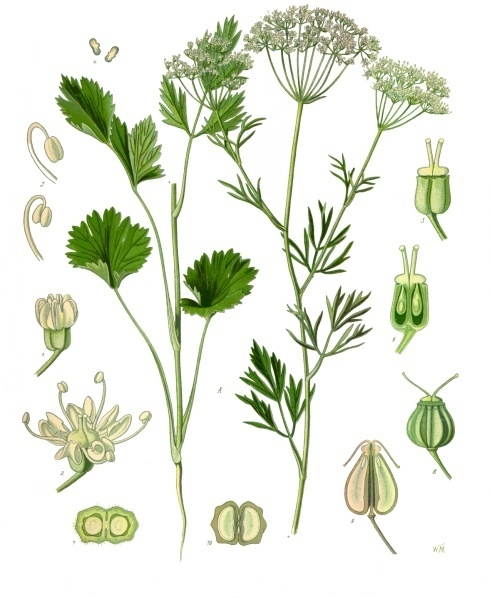
Pimpinella anisum L.
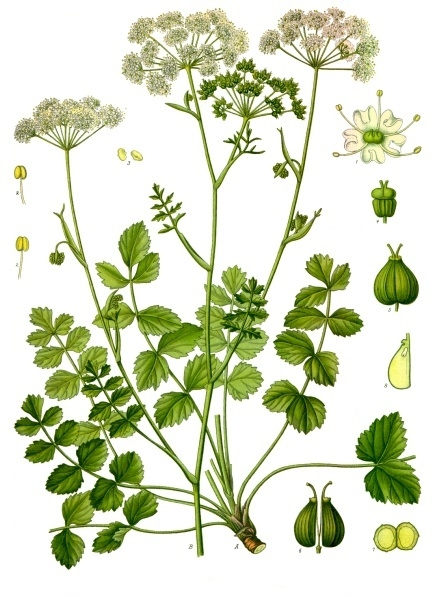
Pimpinella saxifraga L.
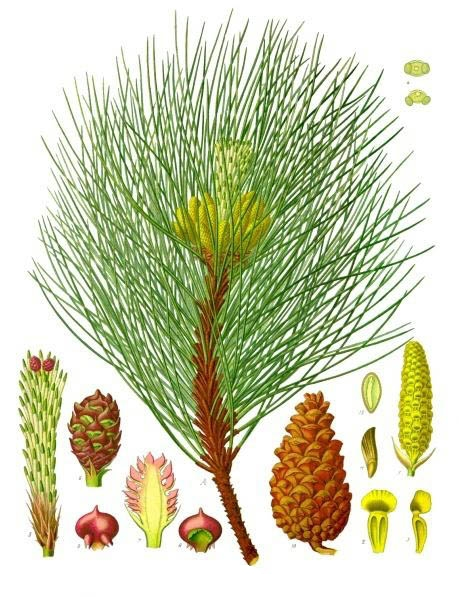
Pinus nigra Arnold
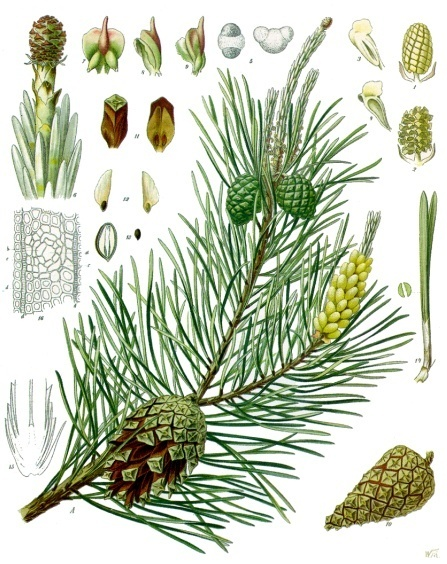
Pinus sylvestris L.
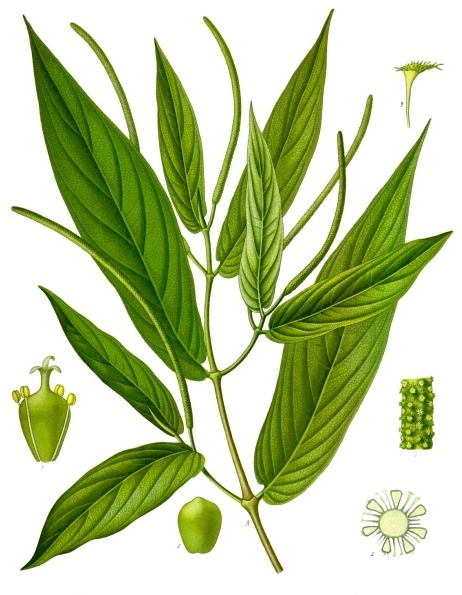
Piper angustifolium Lam.
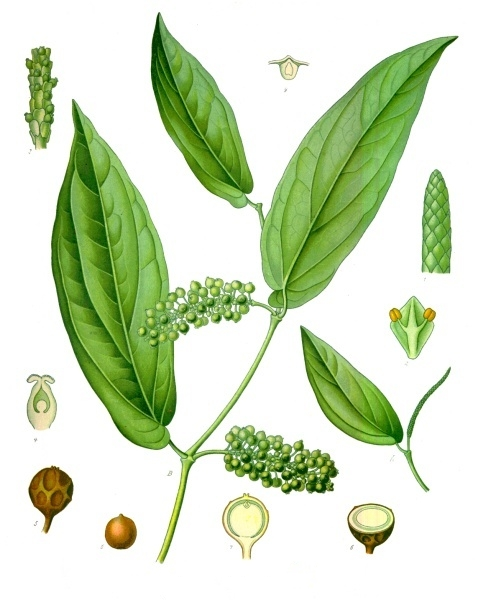
Piper cubeba L.f.
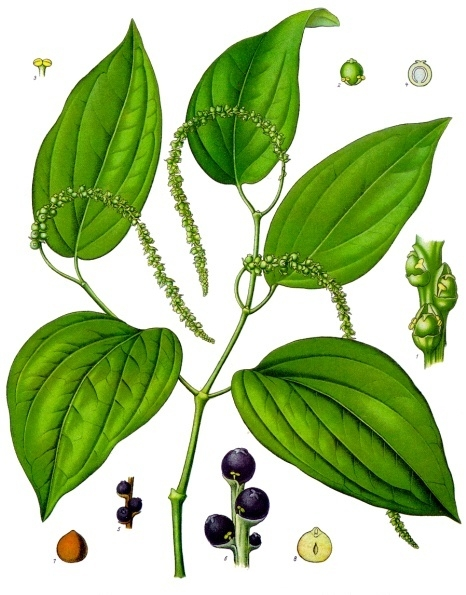
Piper nigrum L.
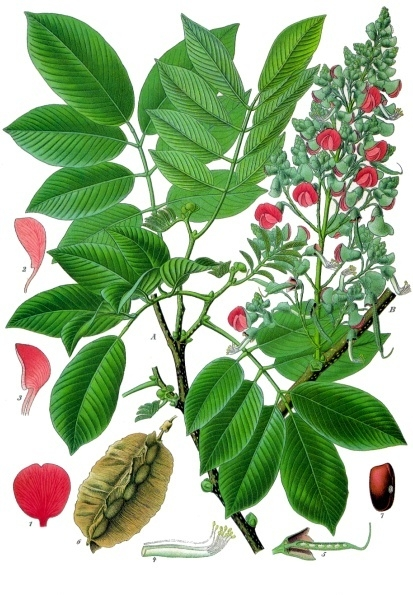
Piscidia piscipula (L.) Sarg.
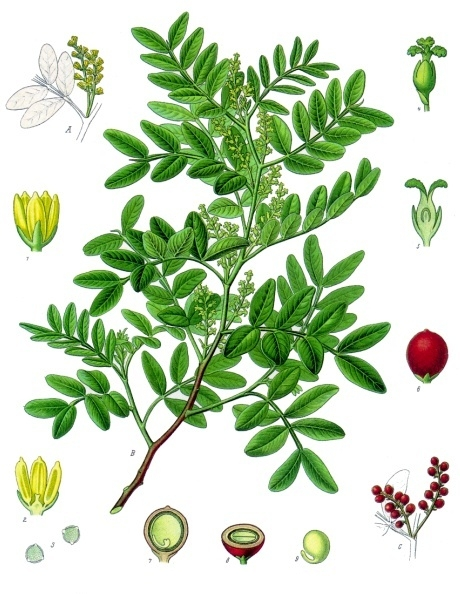
Pistacia lentiscus L.
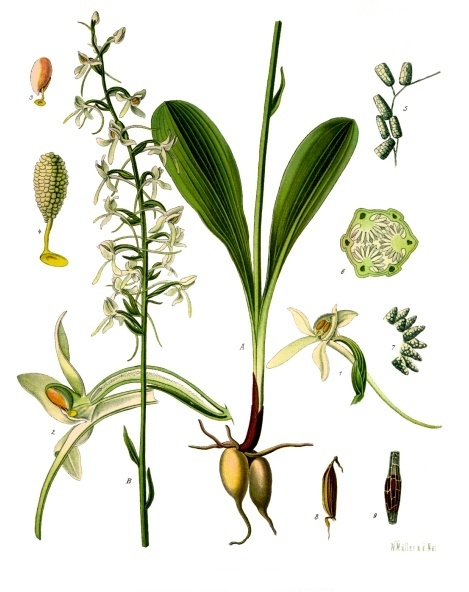
Platanthera bifolia (L.) Rich.
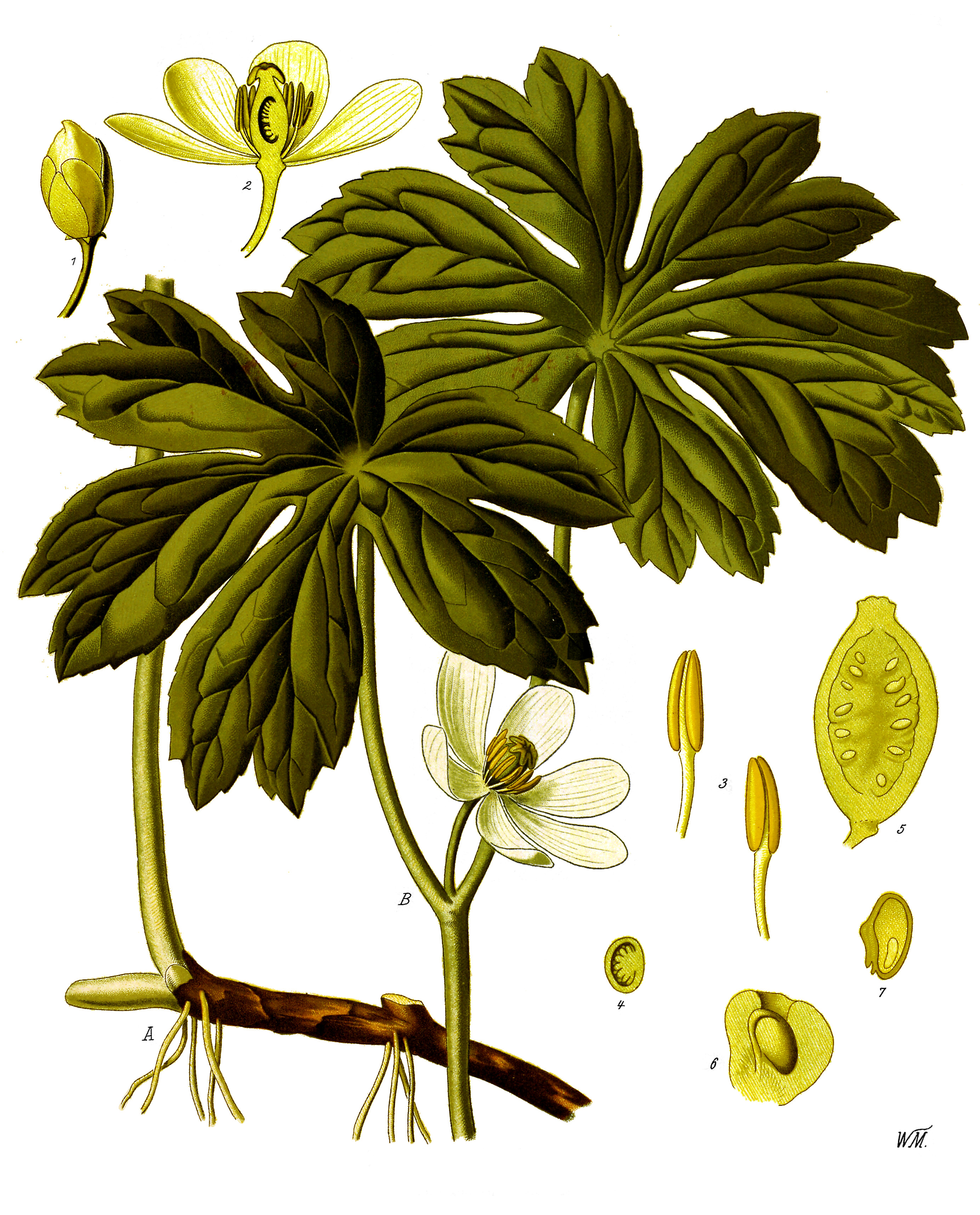
Podophyllum peltatum L.
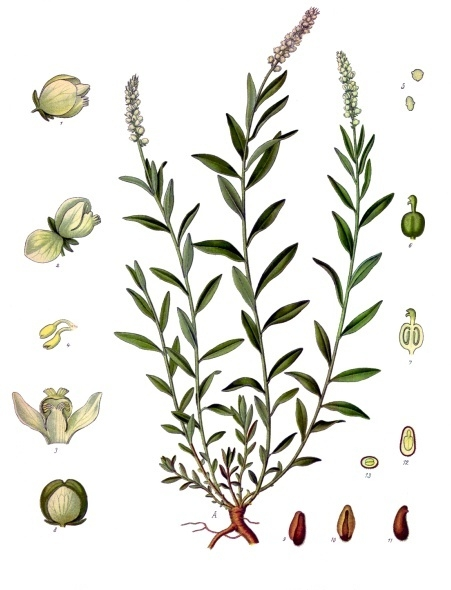
Polygala senega L.
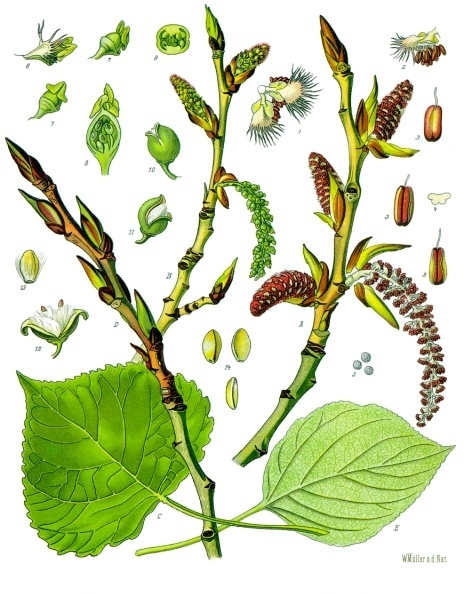
Populus nigra L. Plop
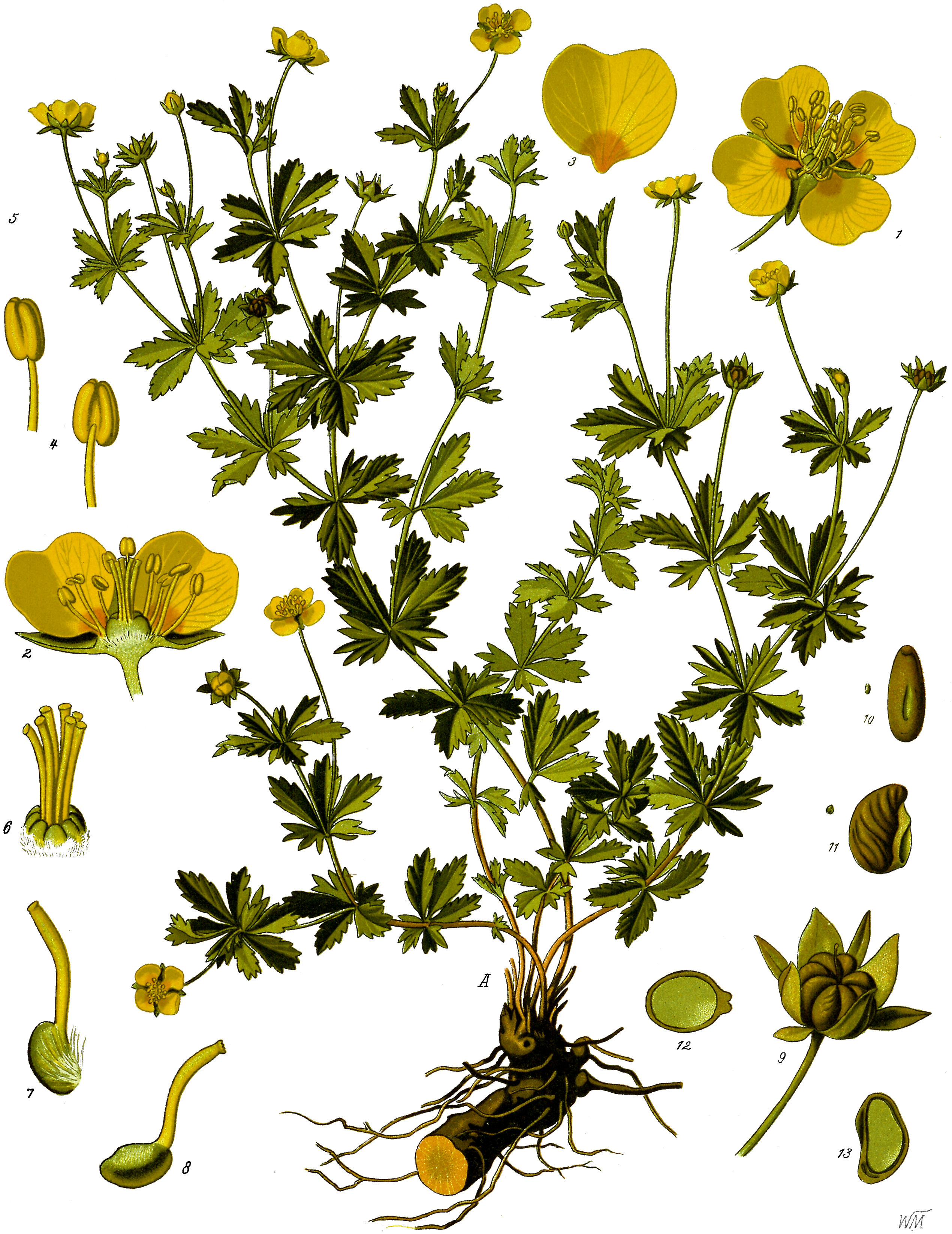
Potentilla erecta (L.) Raeusch.
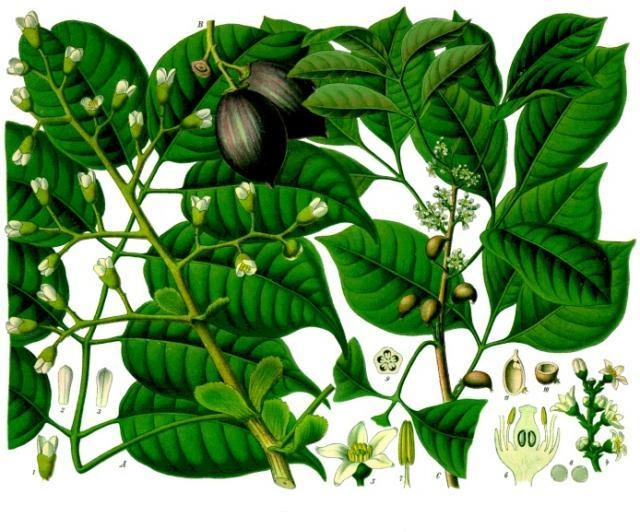
Protium icicariba DC.
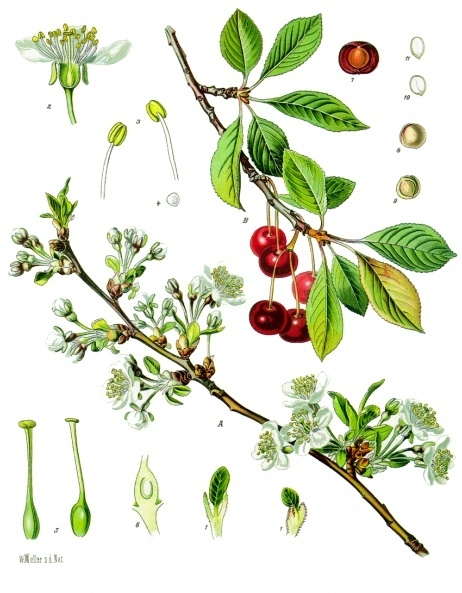
Prunus cerasus L.
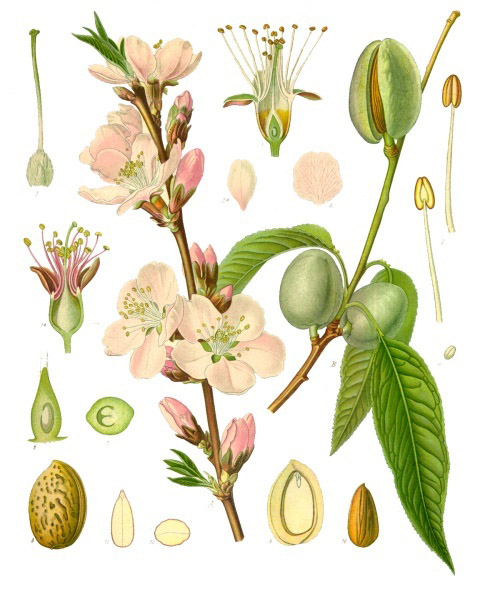
Prunus dulcis (Mill.) D.A.Webb var. amara
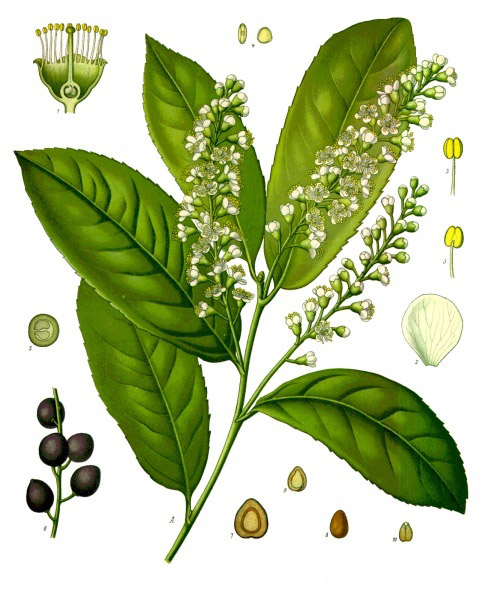
Prunus laurocerasus L.
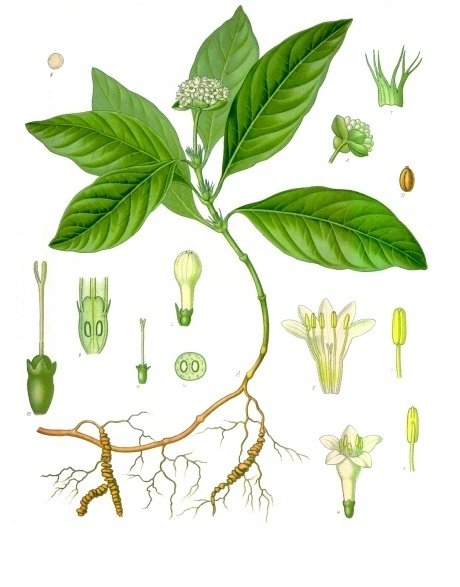
Psychotria ipecacuanha (Brot.) Stokes [syn.: Cephaelis ipecacuanha (Brot.) A.Rich]
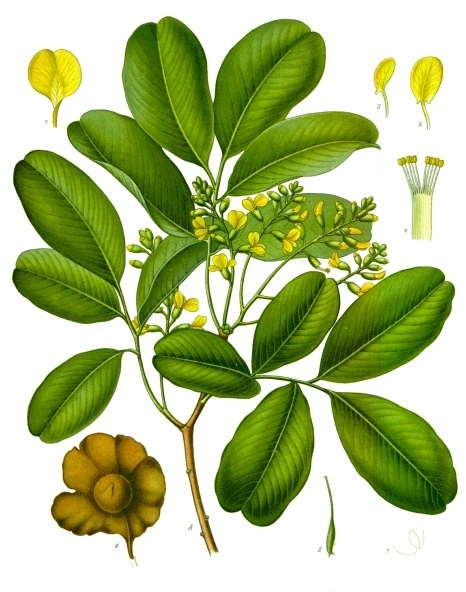
Pterocarpus marsupium Roxb.
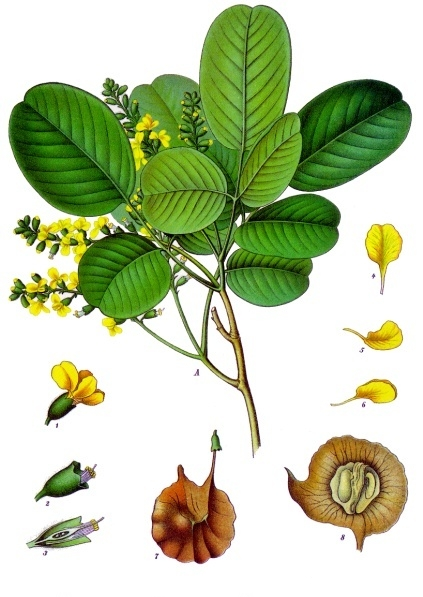
Pterocarpus santalinus L. fil.
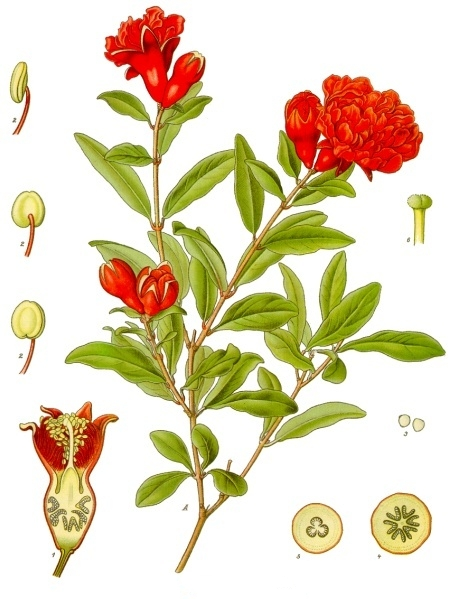
Punica granatum L. [branch in flower]
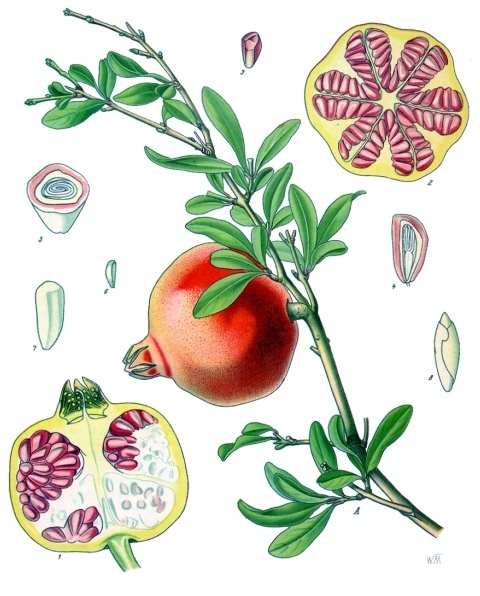
Punica granatum L. [fruit]

- Păducel
- Păpădie
- Pătlagină
- Pelin
- Pin
- Pir
- Plămânărică
- Plop negru
- Podbal
- Pojarniță
- Porumb
- Porumbar

## Q

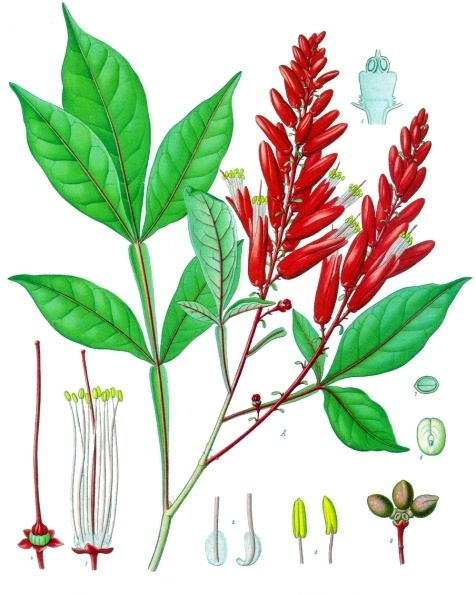
Quassia amara L.
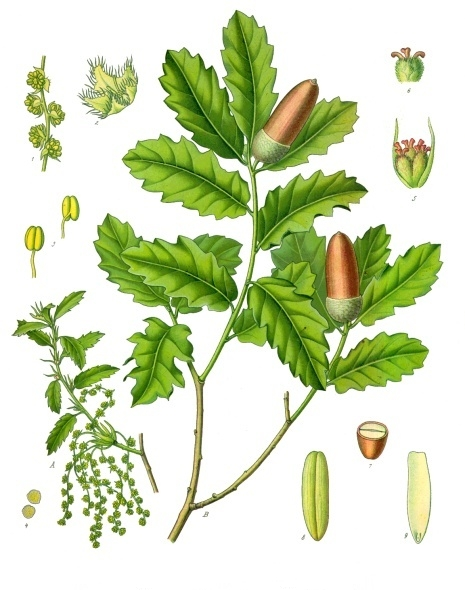
Quercus lusitanica Lam.
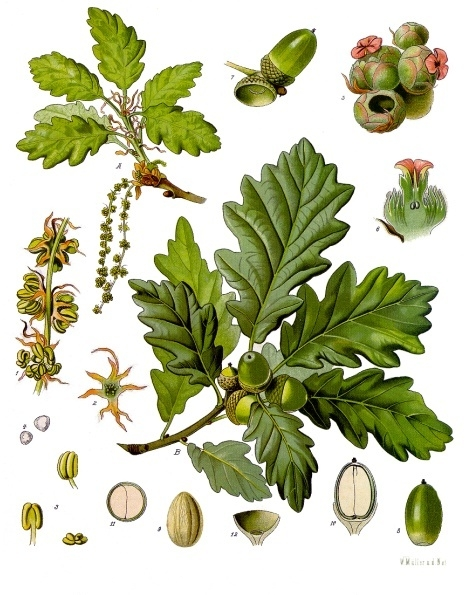
Quercus petraea (Matt.) Liebl.
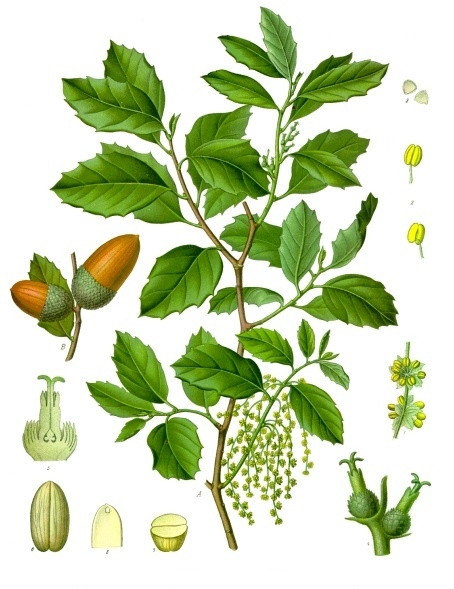
Quercus suber L.
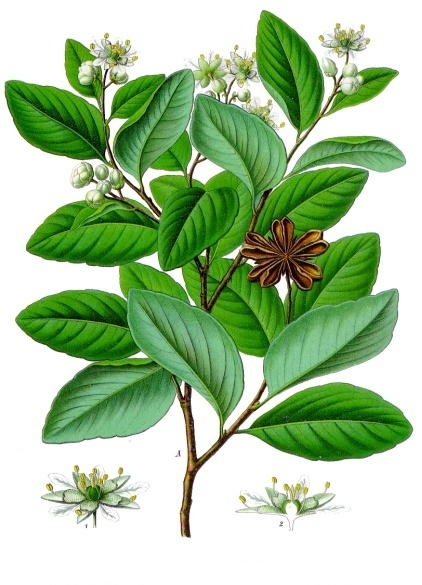
Quillaja saponaria Molina

## R

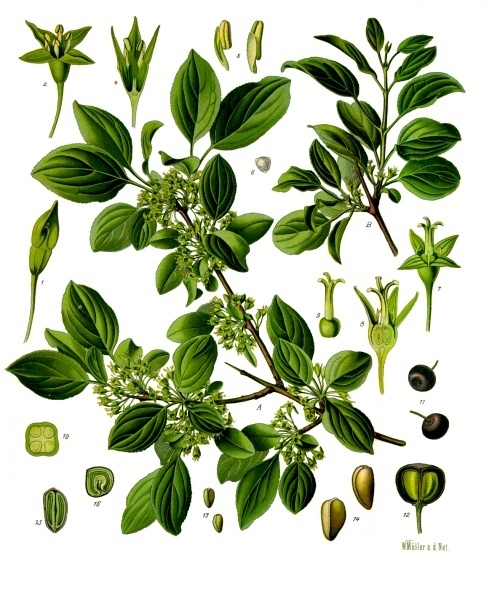
Rhamnus cathartica L.
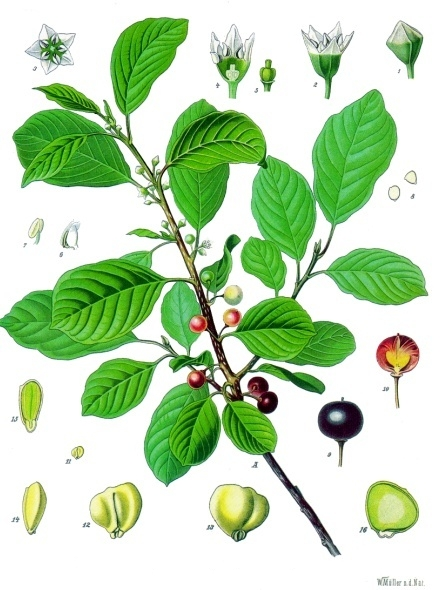
Rhamnus frangula Mill.
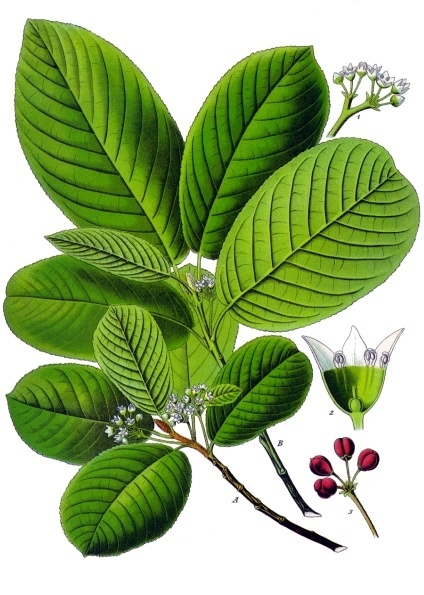
Rhamnus purshiana (DC.) J.G.Cooper
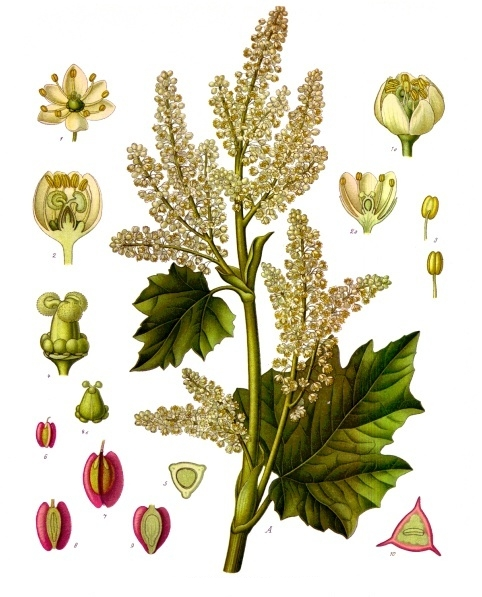
Rheum officinale Baill.
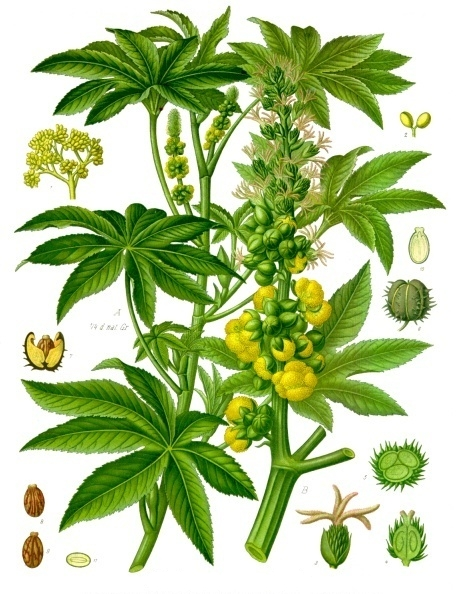
Ricinus communis L.
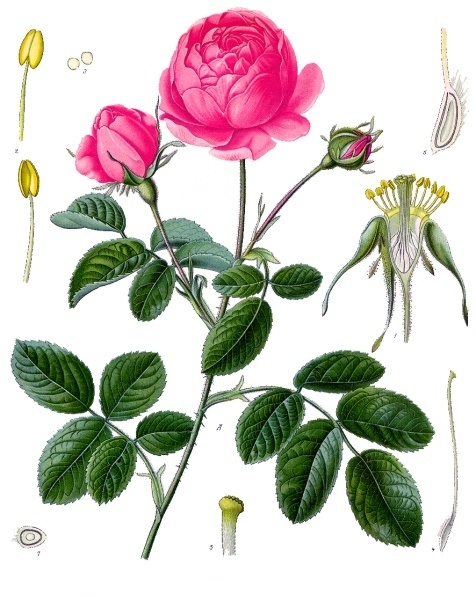
Rosa centifolia L.
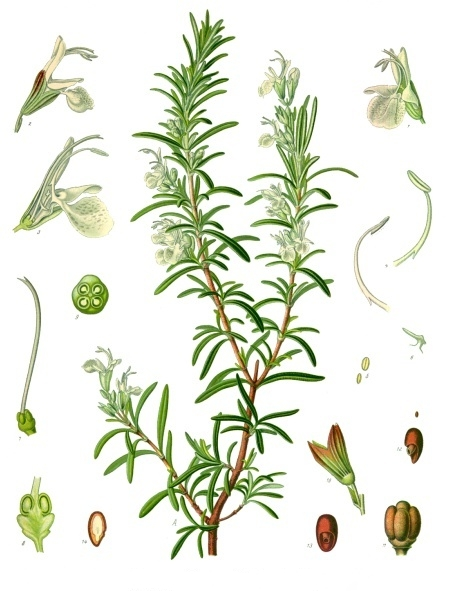
Rosmarinus officinalis L.
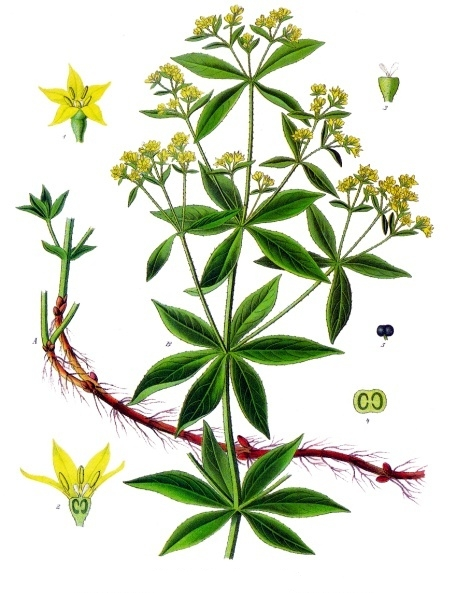
Rubia tinctorum L.
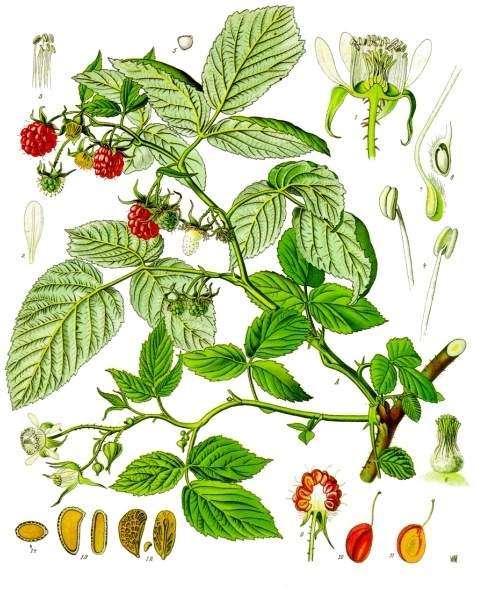
Rubus idaeus L.
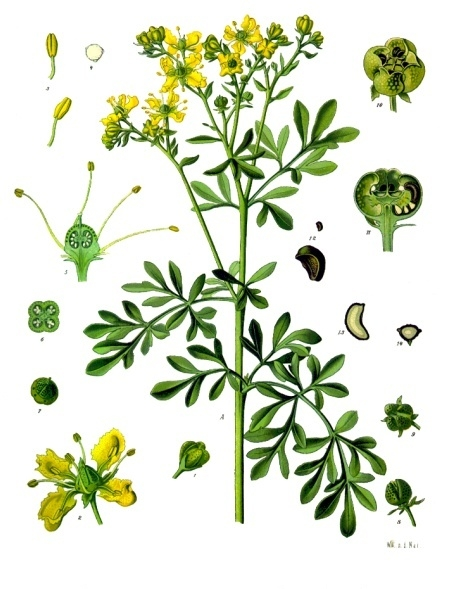
Ruta graveolens L.

- Răchitan
- Revent
- Roibă
- Roiniță
- Rostopască
- Roscuță de primăvară

## S

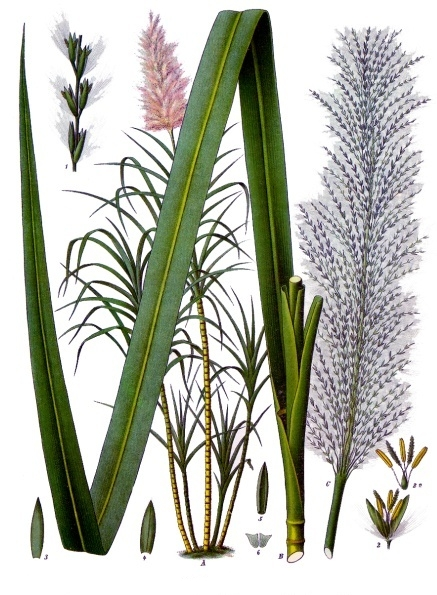
Saccharum officinarum L.
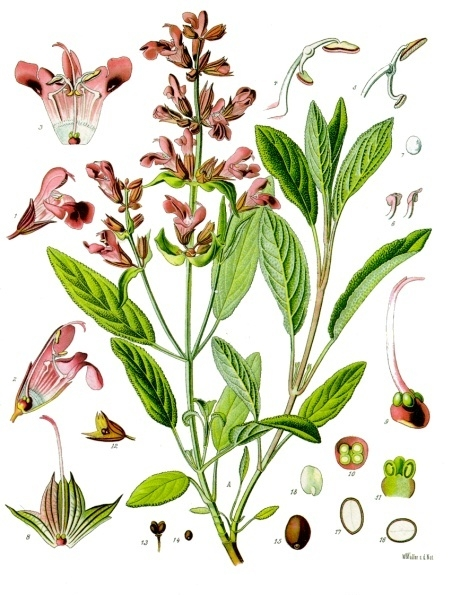
Salvia officinalis L.
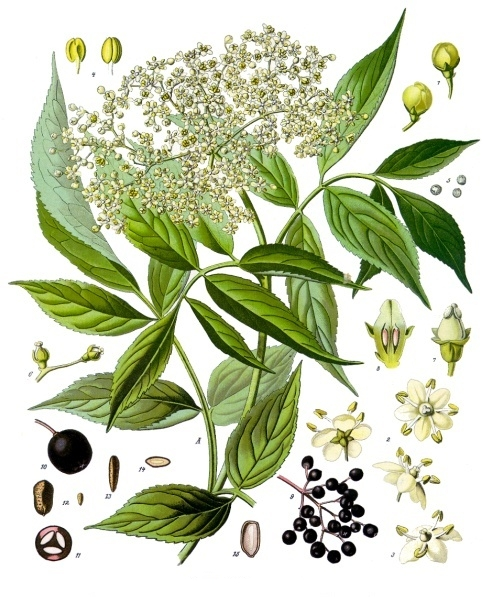
Sambucus nigra L.
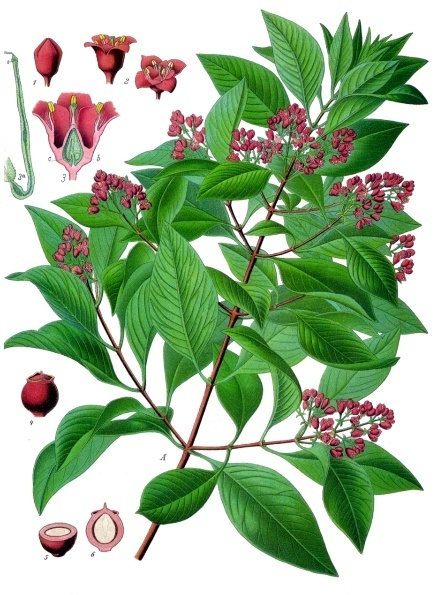
Santalum album L.
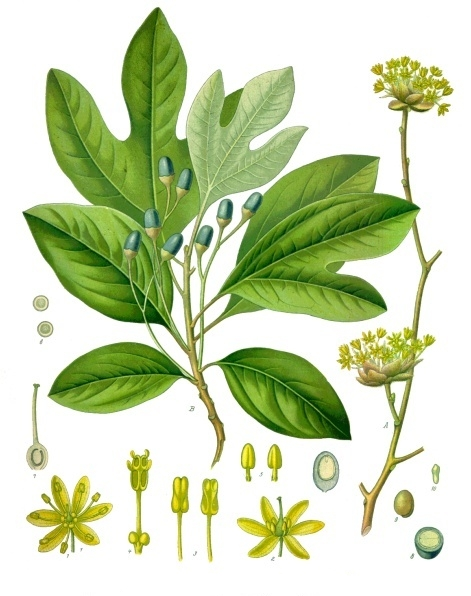
Sassafras albidum (Nutt.) Nees
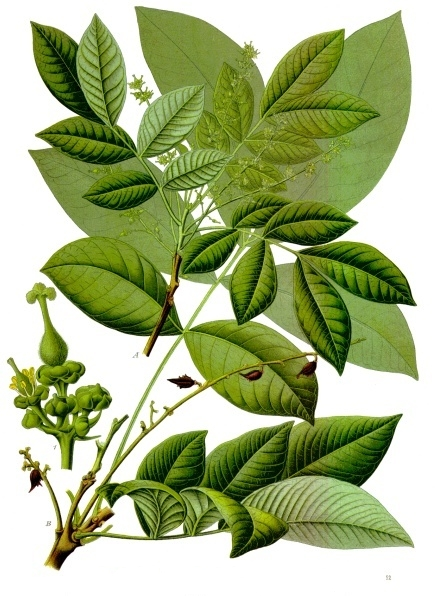
Schleichera oleosa (Lour.) Oken
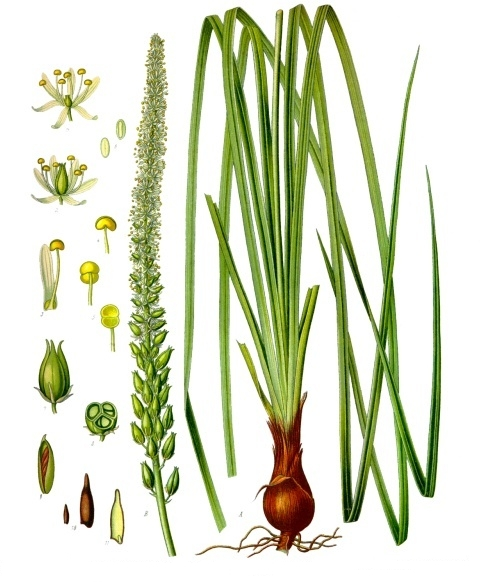
Schoenocaulon officinale (Schltdl. & Cham.) A.Gray ex Benth.
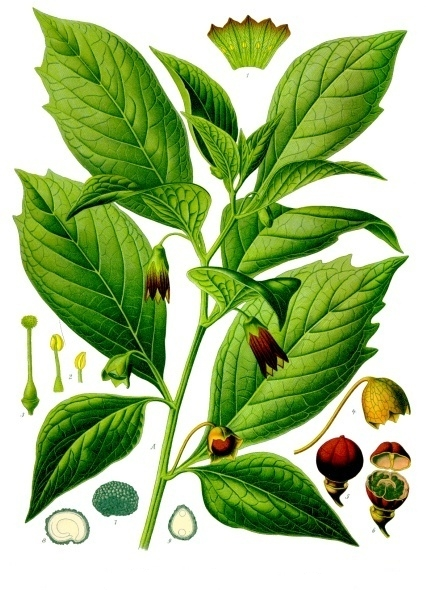
Scopolia carniolica Jacq.
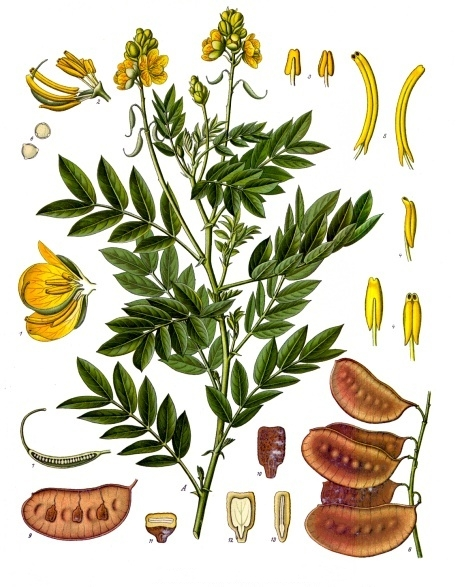
Senna alexandrina Mill.
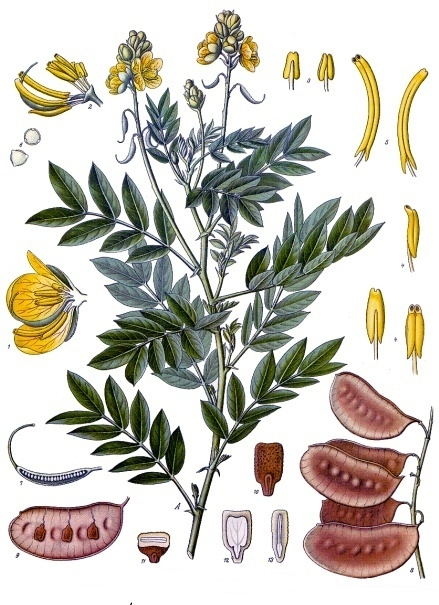
Senna alexandrina Mill.
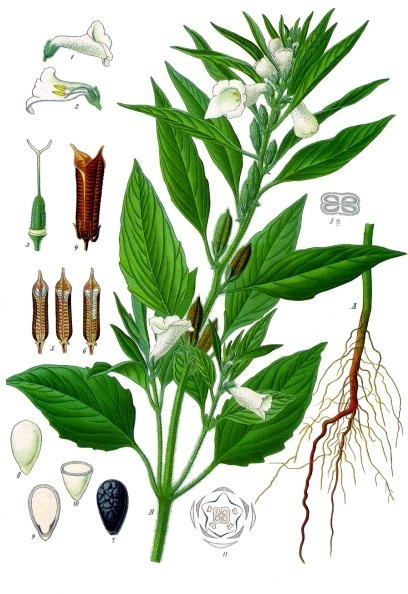
Sesamum indicum L.
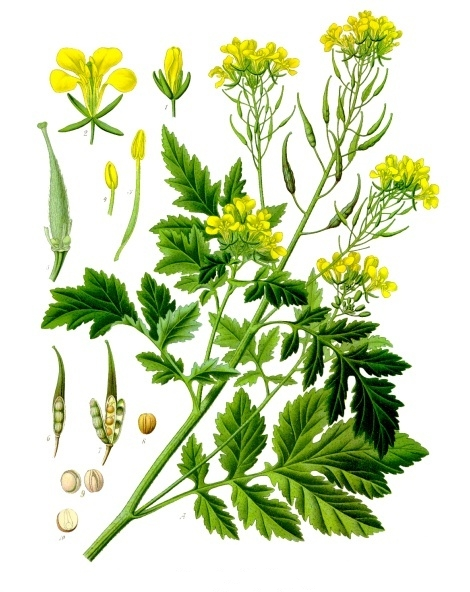
Sinapis alba L.
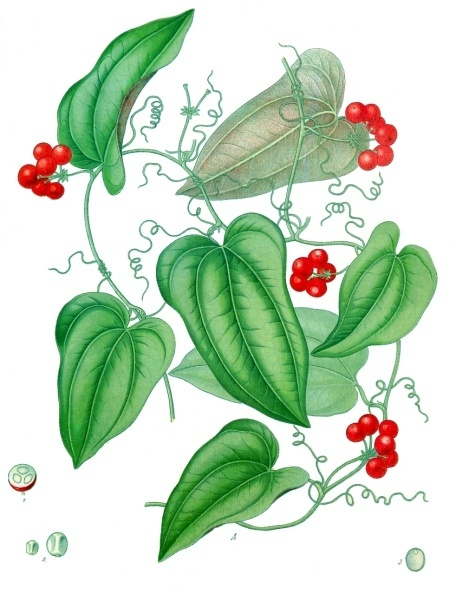
Smilax aristolochiifolia Mill.
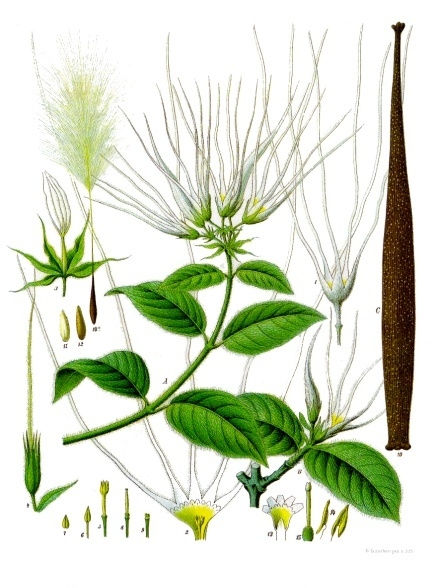
Strophanthus hispidus DC.
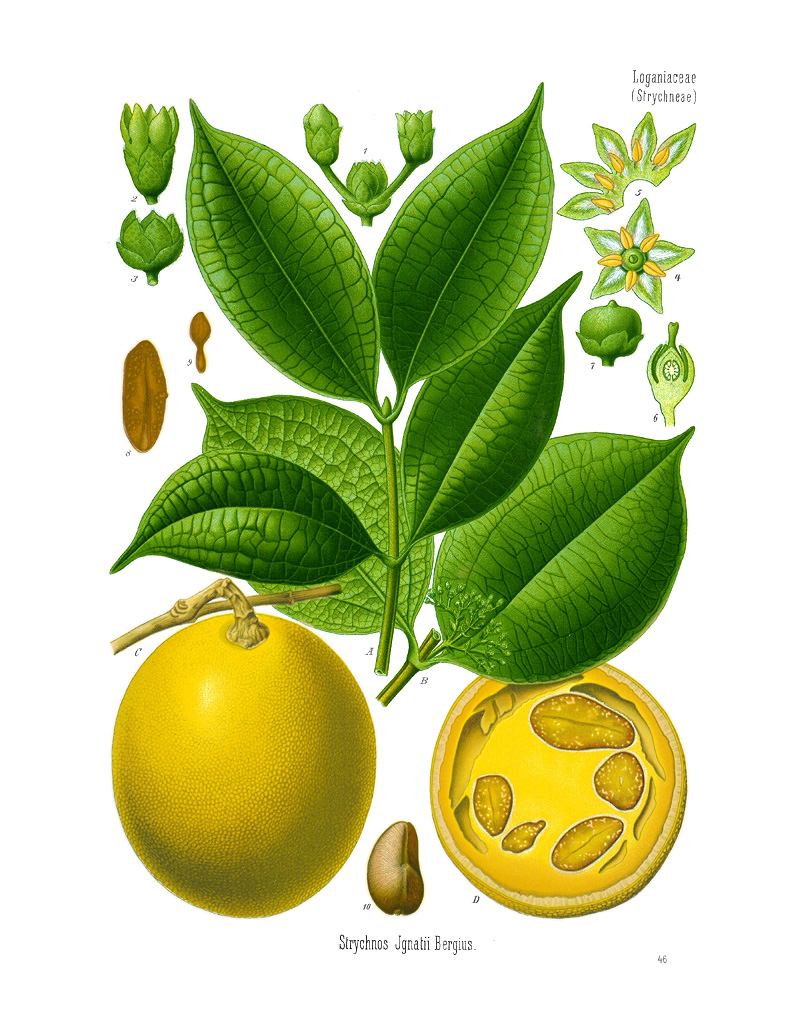
Strychnos ignatii P.J.Bergius
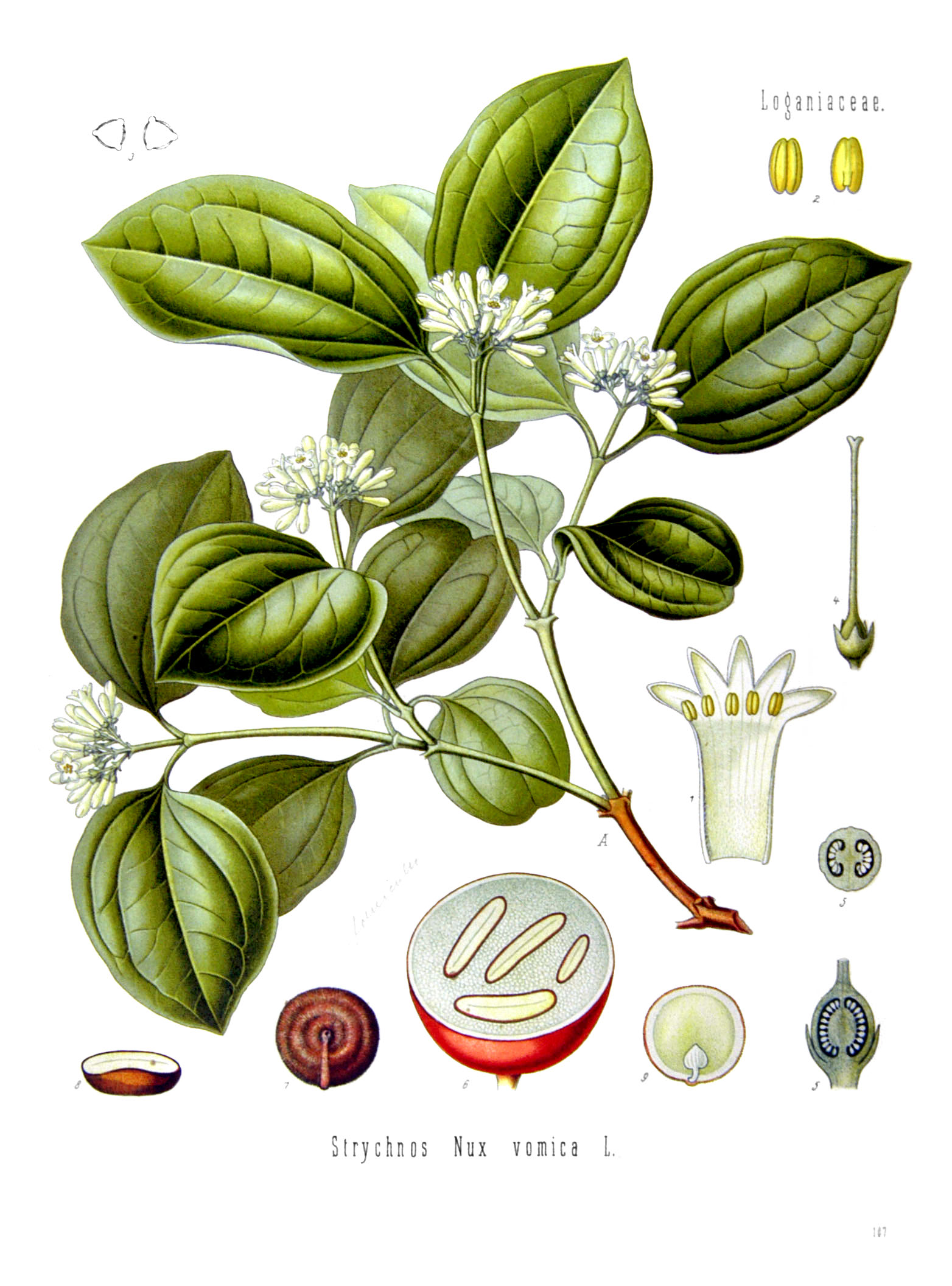
Strychnos nux-vomica L.
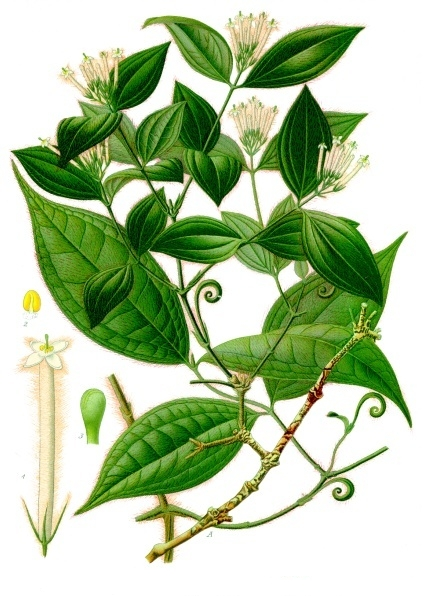
Strychnos toxifera M.R.Schomb. ex Benth.
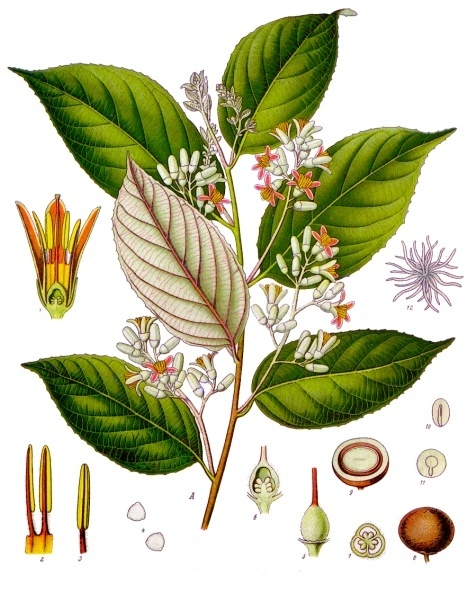
Styrax benzoin Dryand.
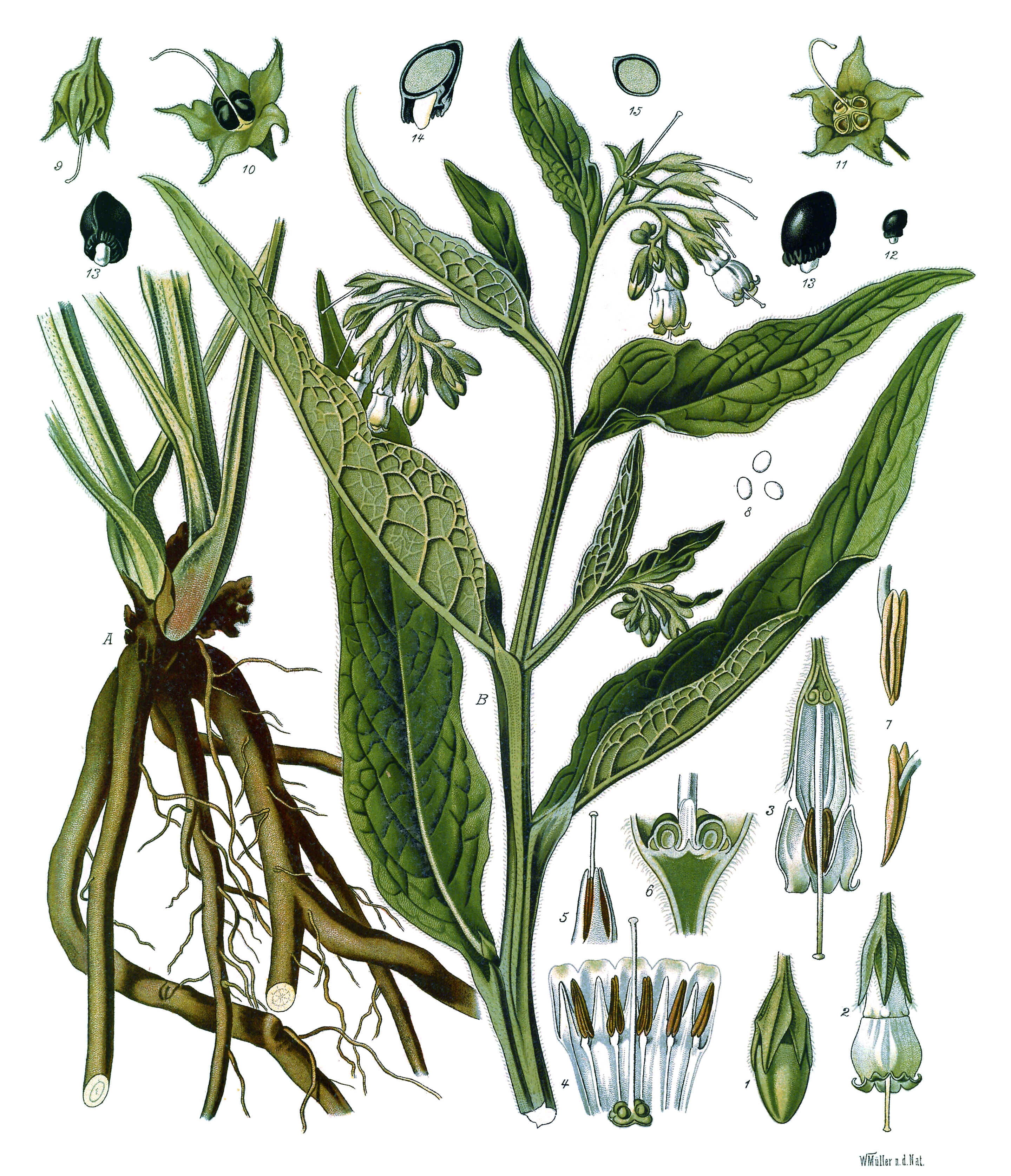
Symphytum officinale L.
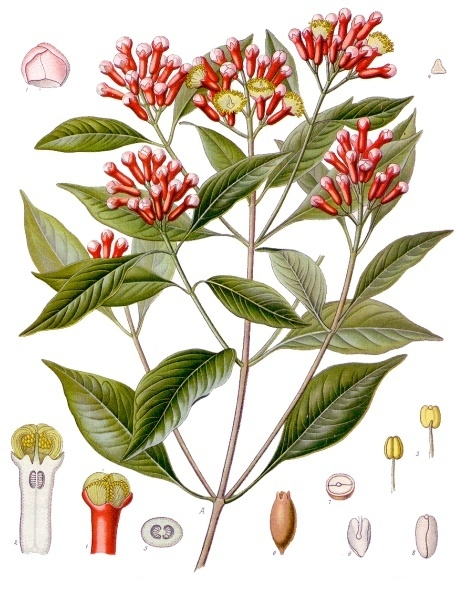
Syzygium aromaticum (L.) Merr. & L.M.Perry

- Salcie
- Salvie
- Săpunariță
- Scai vânăt
- Schinel
- Zmeur
- Soc
- Stejar
- Sulfină
- Sunătoare

## Ș
- Șovârv

## T

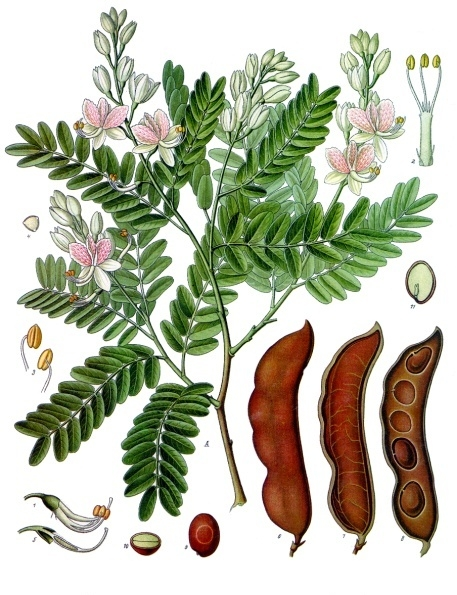
Tamarindus indica L.
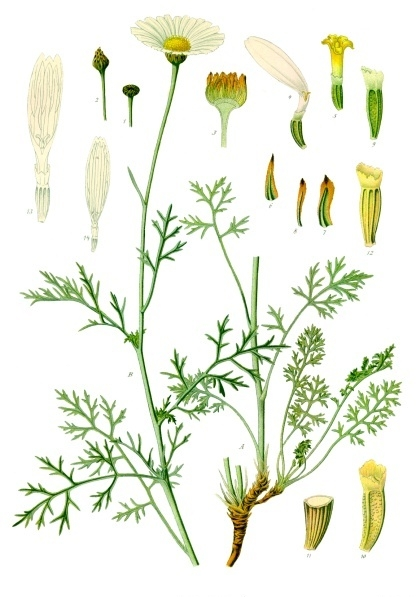
Tanacetum cinerariifolium (Trevir.) Sch.Bip.
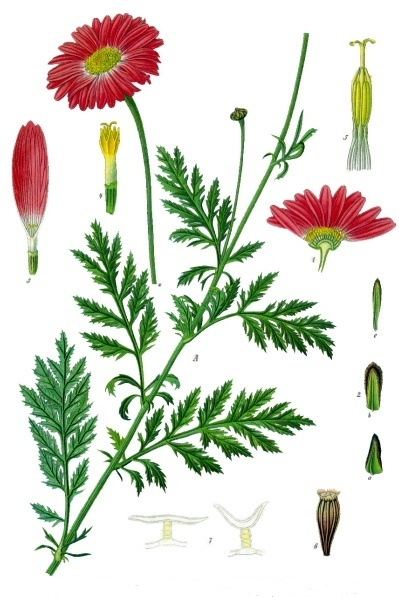
Tanacetum coccineum (Willd.) Grierson [syn.: Chrysanthemum Marschallii Aschers]
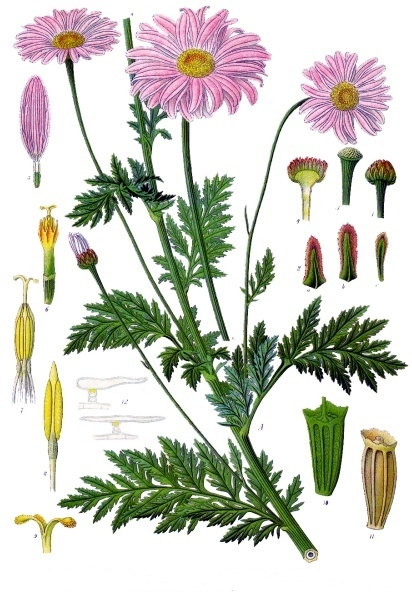
Tanacetum coccineum (Willd.) Grierson [syn.: Chrysanthemum roseum Web. & Mohr.]
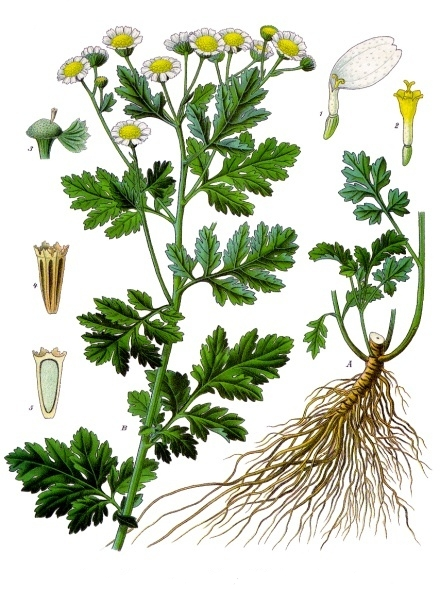
Tanacetum parthenium (L.) Sch.Bip.
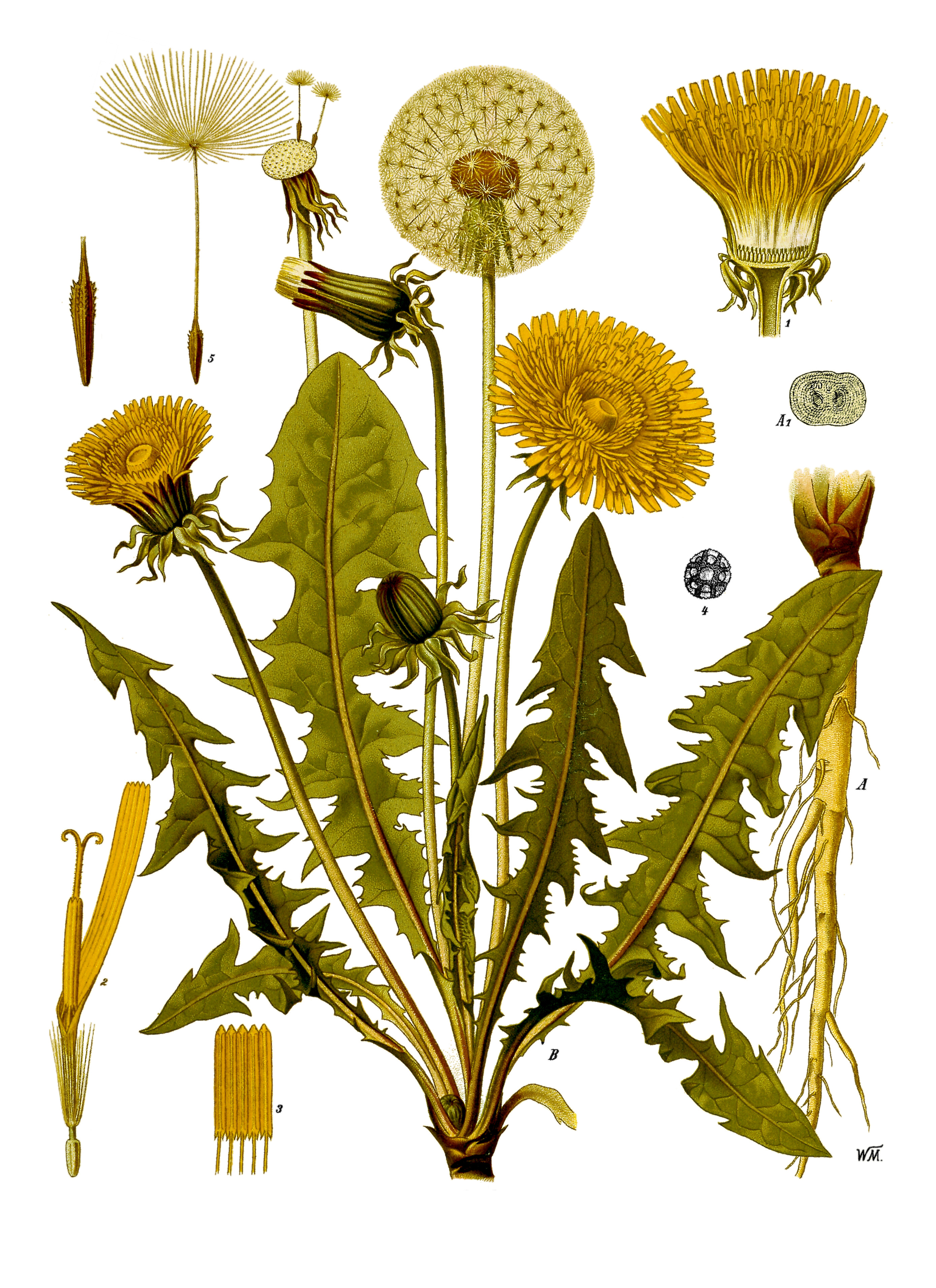
Taraxacum officinale Weber ex F.H.Wigg.
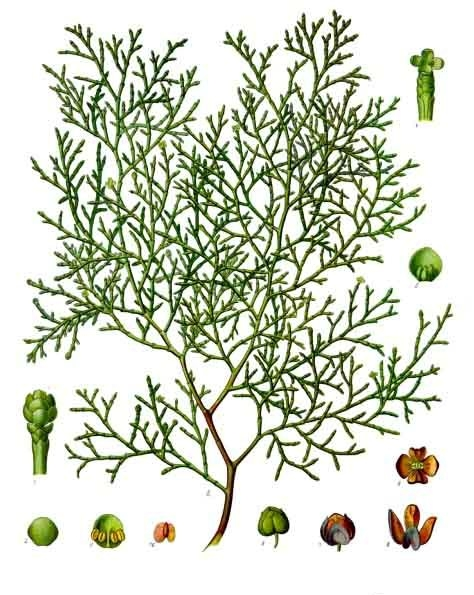
Tetraclinis articulata (Vahl) Mast.
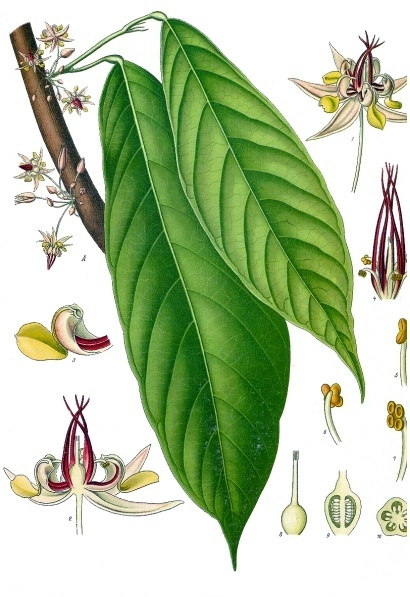
Theobroma cacao L. (leaf, flower)
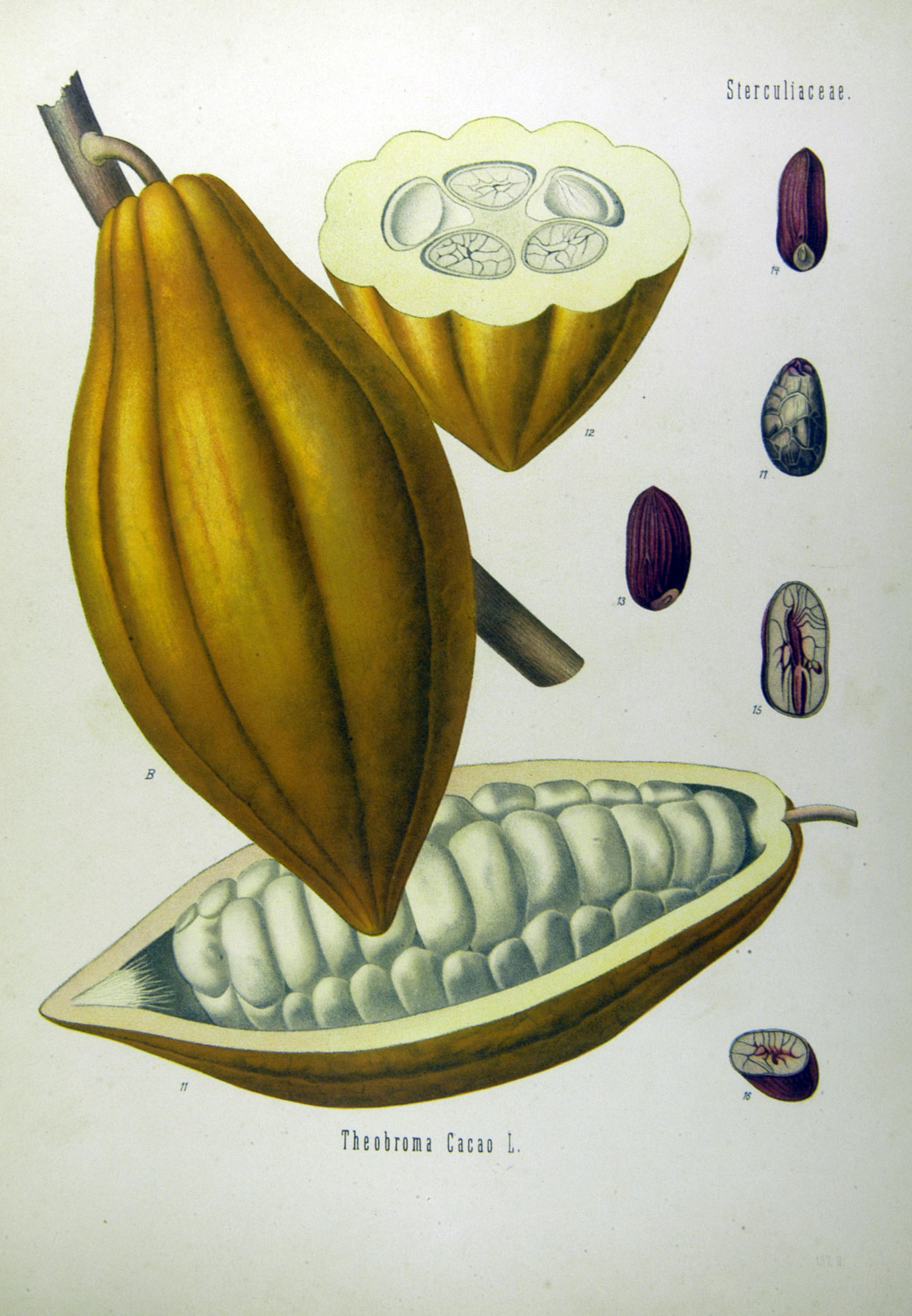
Theobroma cacao L. (fruit, seed)
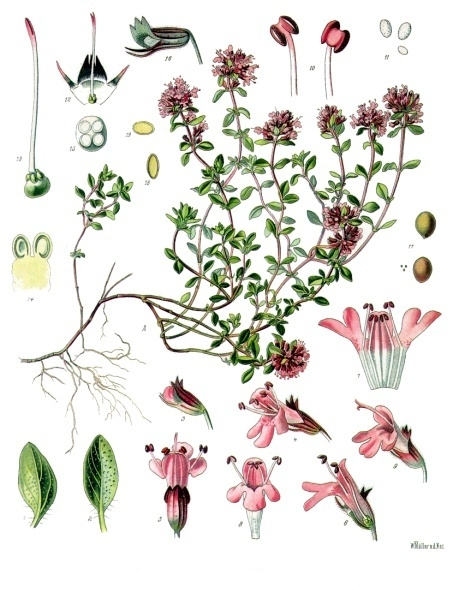
Thymus serpyllum L.
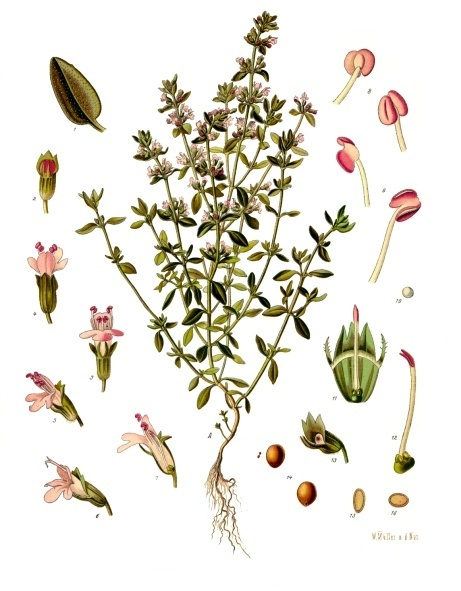
Thymus vulgaris L.
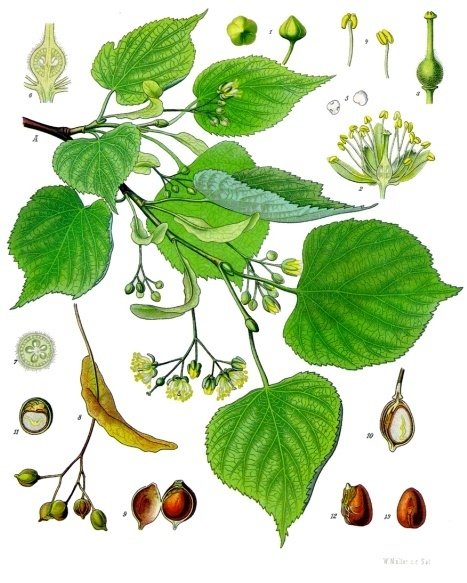
Tilia cordata Mill.
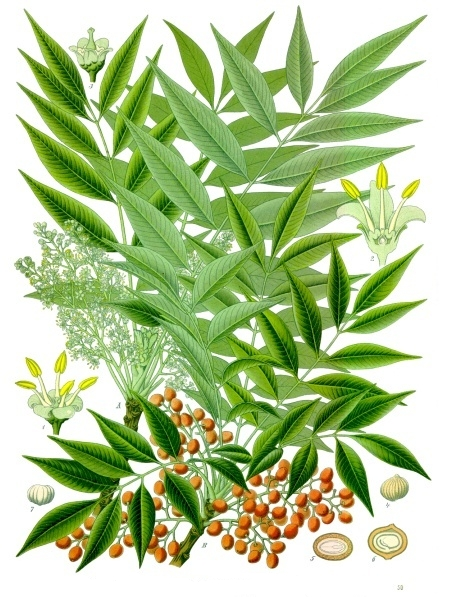
Toxicodendron succedaneum (L.) Kuntze
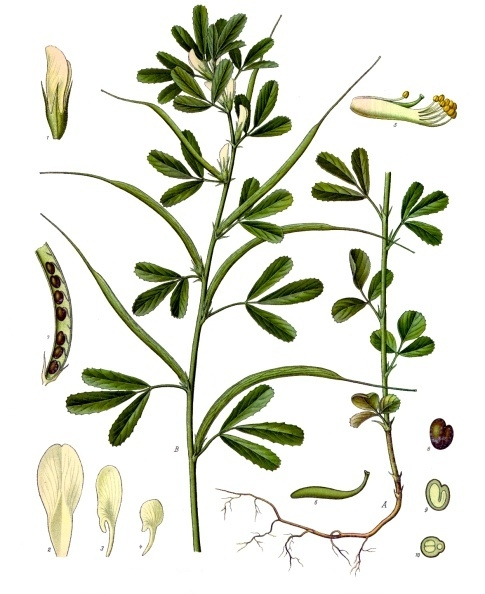
Trigonella foenum-graecum L.
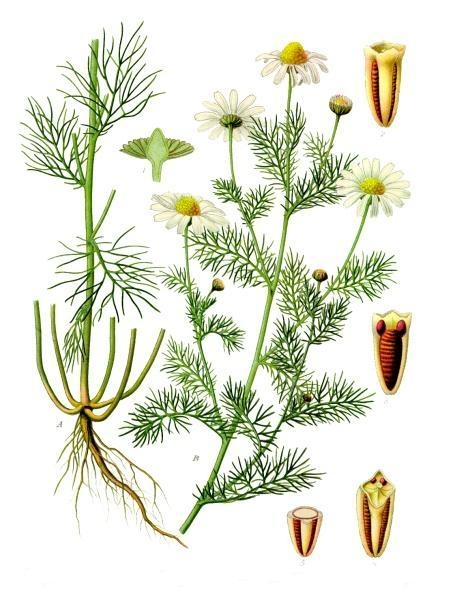
Tripleurospermum perforatum (Mérat) Laínz
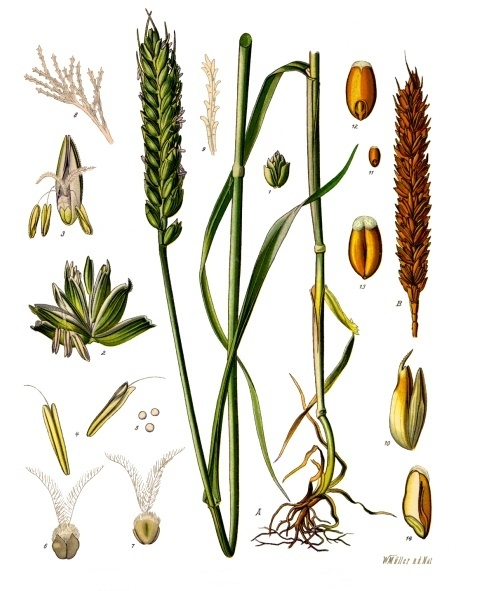
Triticum aestivum L. subsp. aestivum
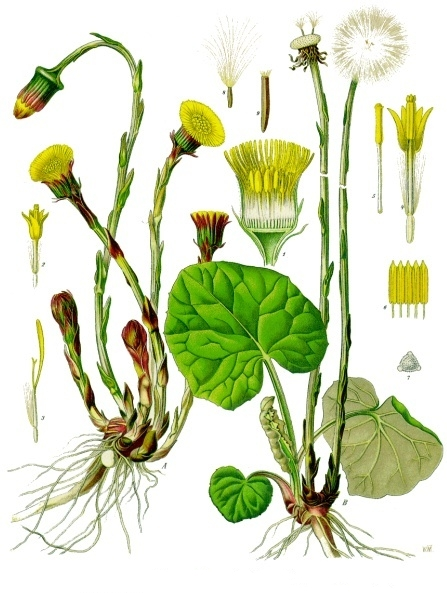
Tussilago farfara L.

- Talpa gâștei
- Tătăneasă
- Tei
- Traista ciobanului
- Trei frați pătați
- Trifoiște
- Troscot
- Turiță mare

## Ț
- Țintaură

## U

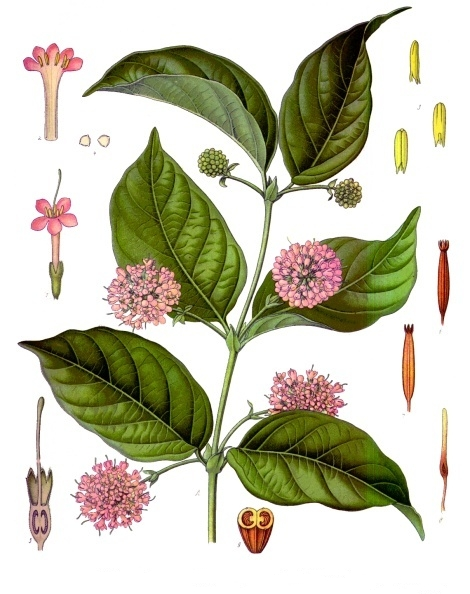
Uncaria gambir (W. Hunter) Roxb.
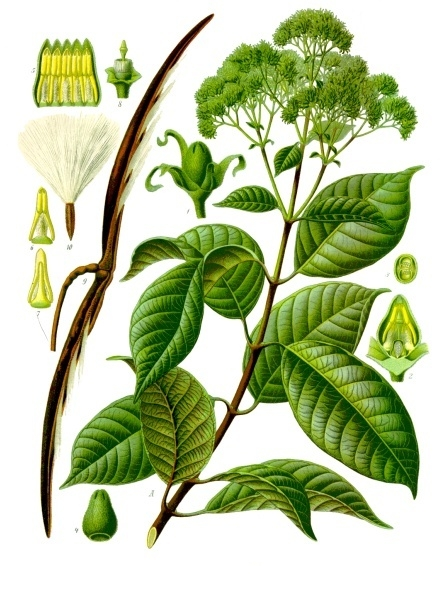
Urceola elastica Roxb.
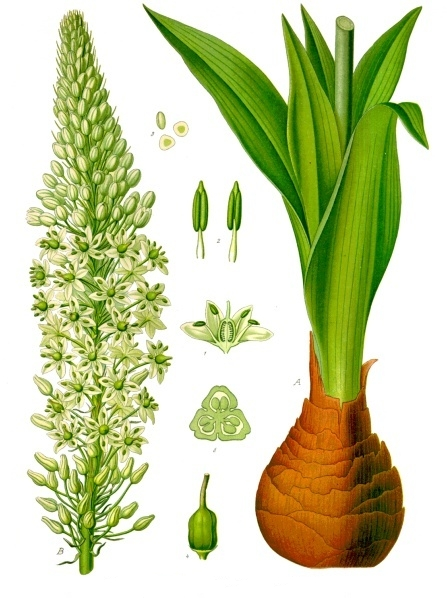
Urginea maritima (L.) Baker

- Unguraș
- Urzică
- Urzică moartă albă
- Urzica moartă mov
- Usturoi

## V

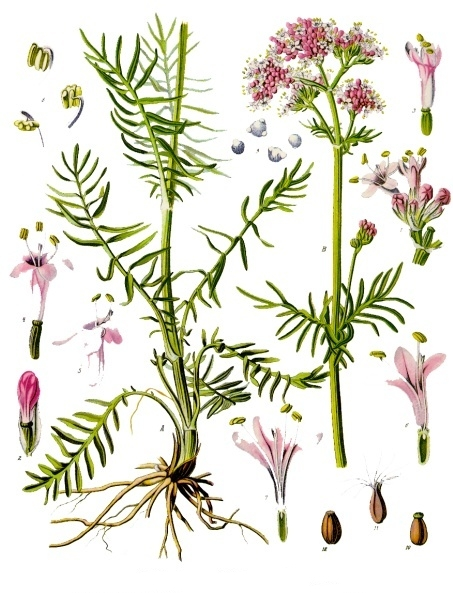
Valeriana officinalis L.
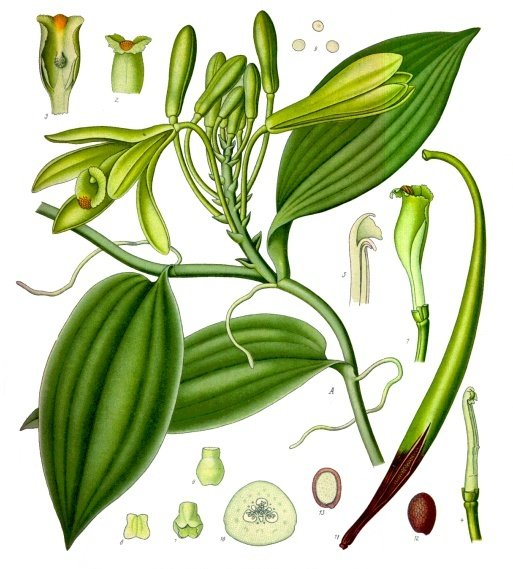
Vanilla planifolia Jacks.
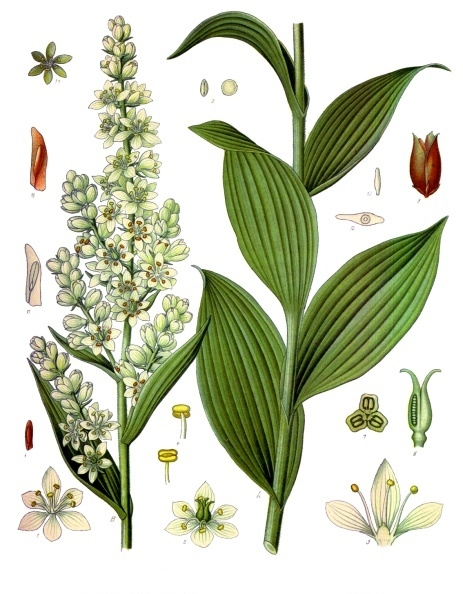
Veratrum album L.
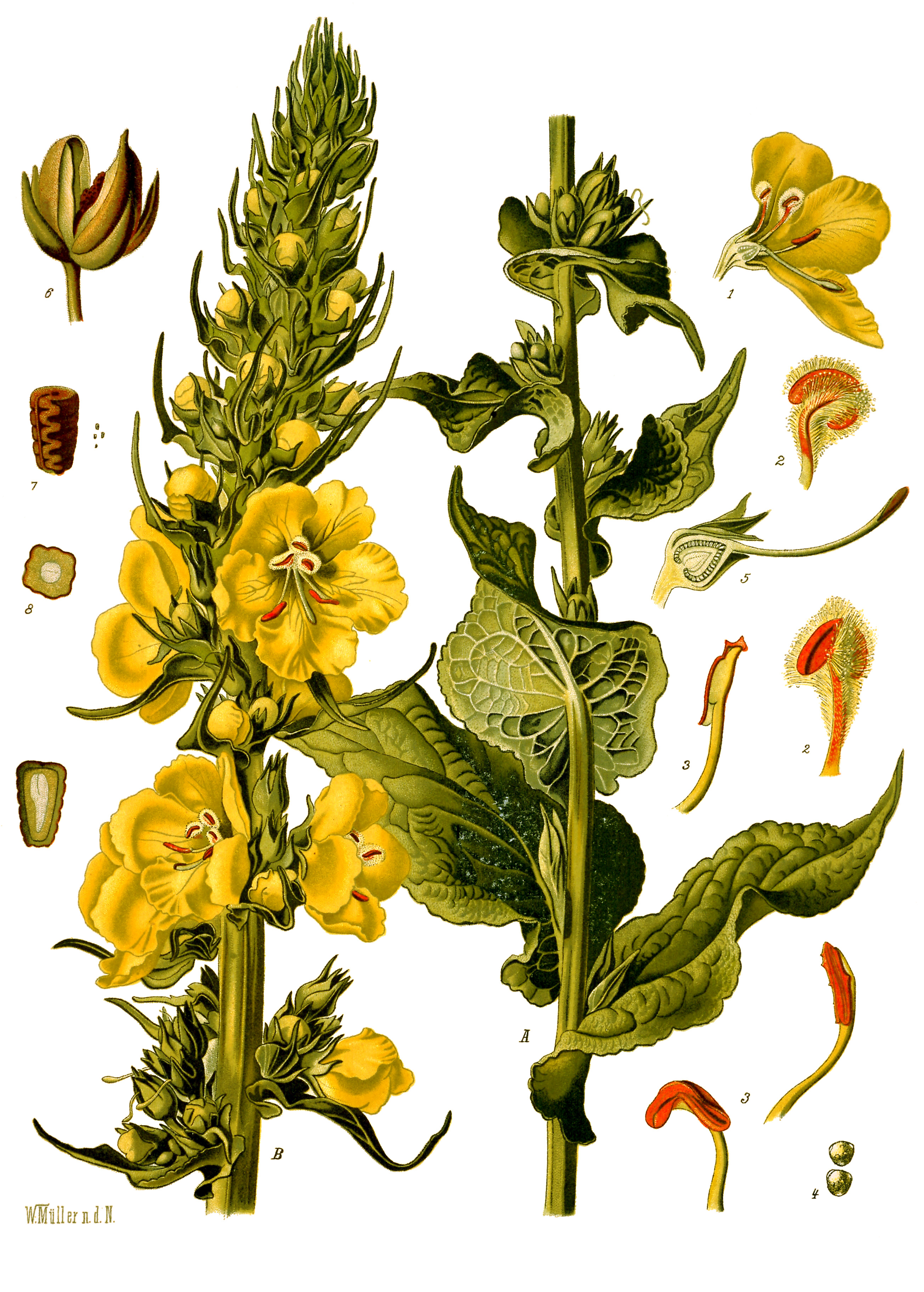
Verbascum phlomoides L.
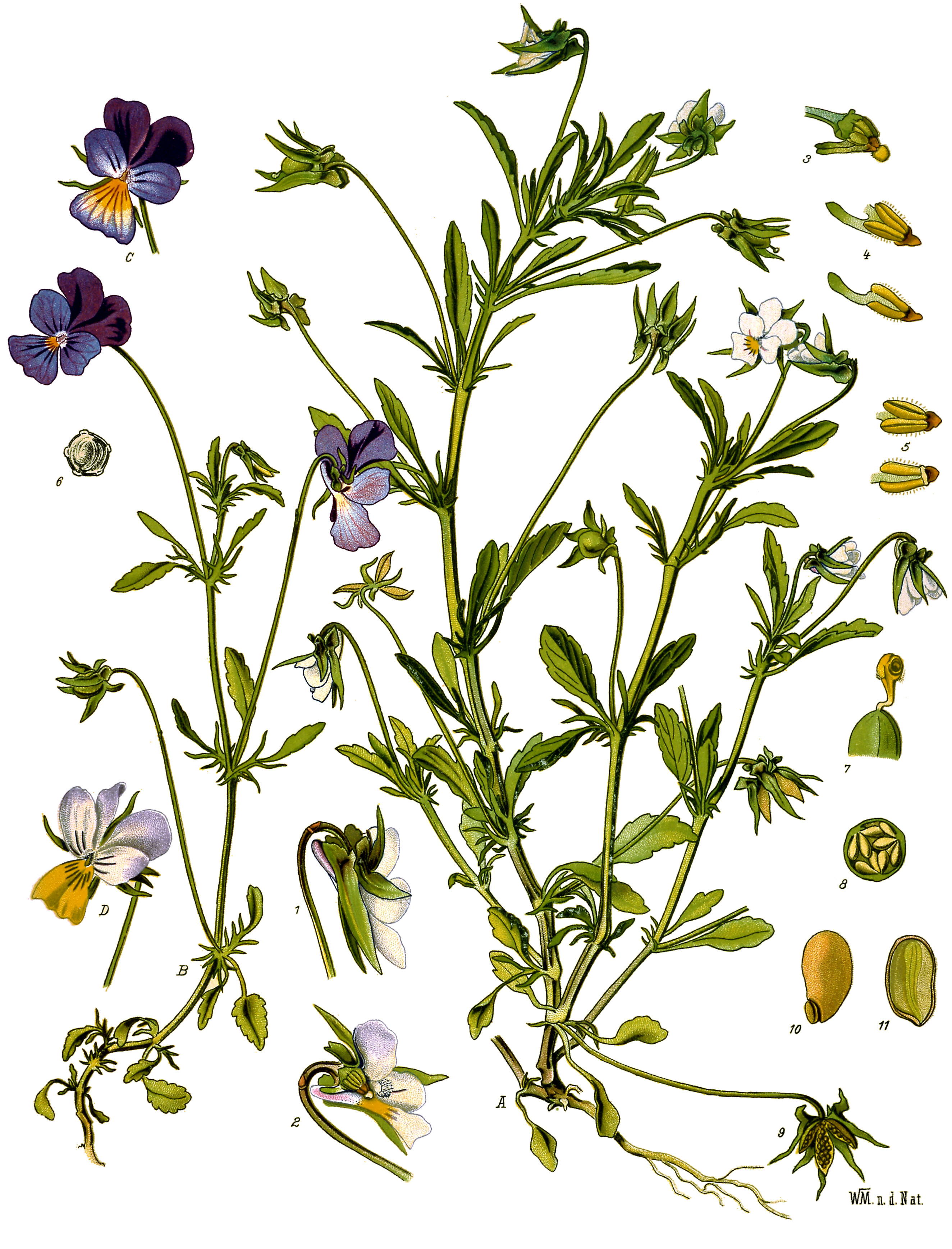
Viola tricolor L.
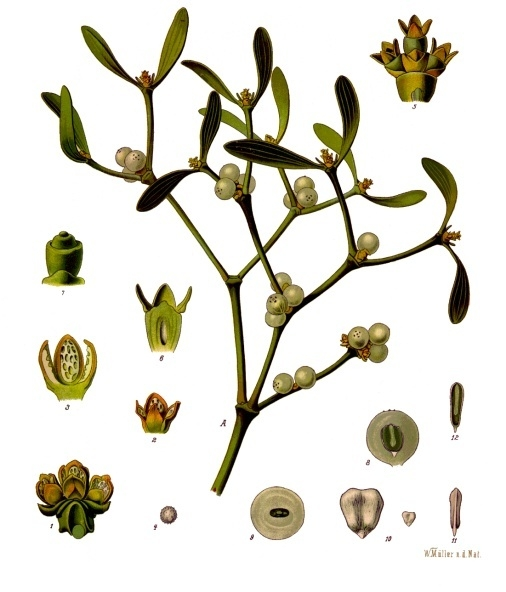
Viscum album L.
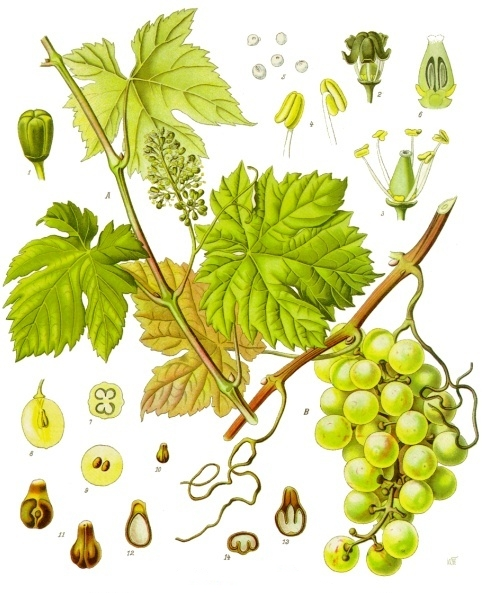
Vitis vinifera L.

- Valeriană
- Verigariu
- Vâsc
- Volbură

## W

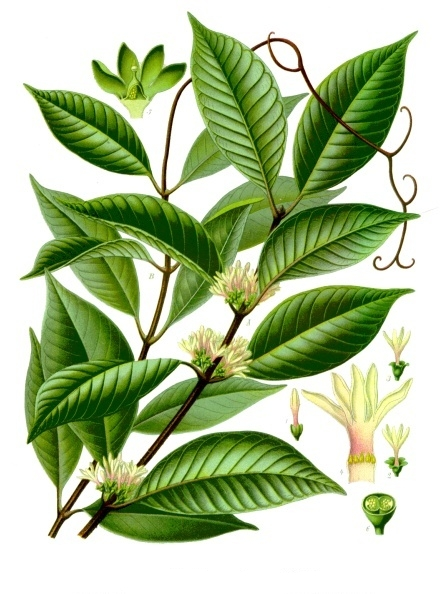
Willughbeia coriacea Wall.

## Z

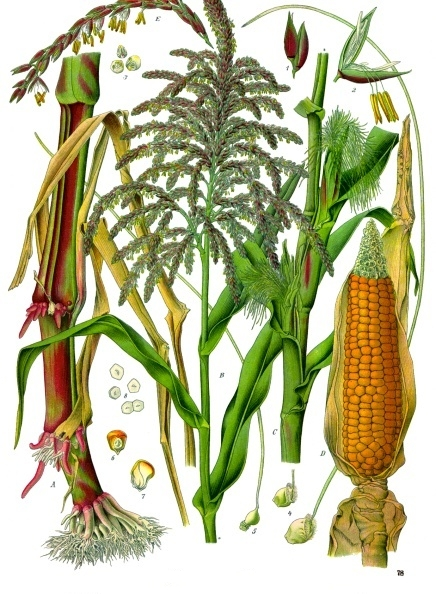
Zea mays L.
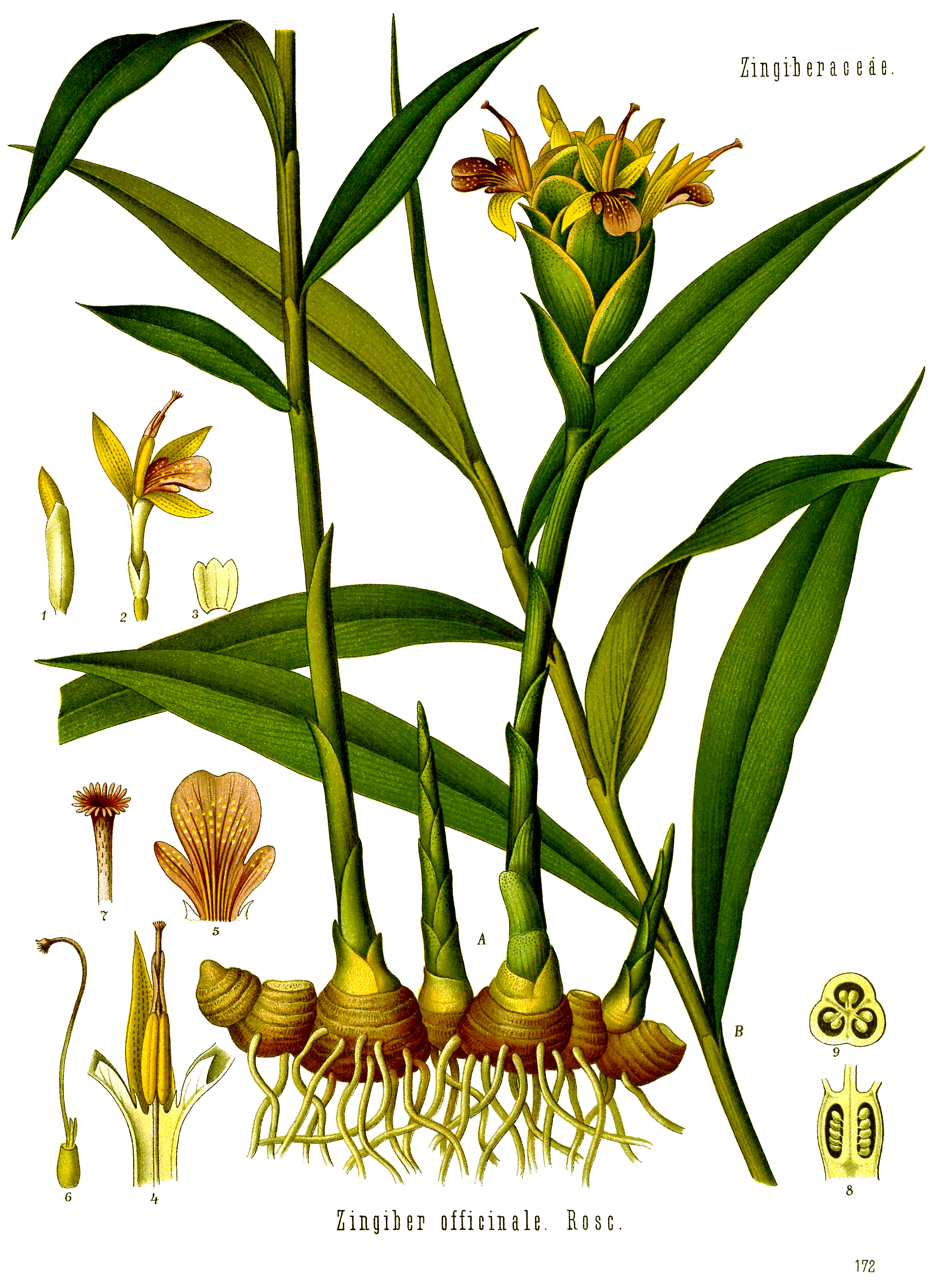
Zingiber officinale Rosc.

- Zămoșiță
- Zmeur